# Liste der Biografien/Bov–Boz
Liste der Biografien |
Portal Biografien |
Personensuche
# |
A |
B |
C |
D |
E |
F |
G |
H |
I |
J |
K |
L |
M |
N |
O |
P |
Q |
R |
S |
T |
U |
V |
W |
X |
Y |
Z |
?
 
Ba |
Be |
Bd |
Bg |
Bh |
Bi |
Bj |
Bl |
Bm |
Bn |
Bo |
Br |
Bs |
Bu |
Bw |
By |
Bz
 
Boa–Boc |
Bod |
Boe |
Bof |
Bog |
Boh |
Boi–Bok |
Bol |
Bom |
Bon |
Boo |
Bop |
Boq |
Bor |
Bos |
Bot |
Bou |
Bov–Boz
Die Liste der Biografien führt alle Personen auf, die in der deutschsprachigen Wikipedia einen Artikel haben. Dieses ist eine Teilliste mit 1256 Einträgen von Personen, deren Namen mit den Buchstaben „Bov“ – „Boz“ beginnt.

## Bov–Boz

### Bov
- Bova, Ben (1932–2020), US-amerikanischer Science-Fiction-Autor
- Bova, Joseph (1924–2006), US-amerikanischer Schauspieler
- Bova, Raoul (* 1971), italienischer Filmschauspieler und FotomodellRaoul Bova (* 1971)

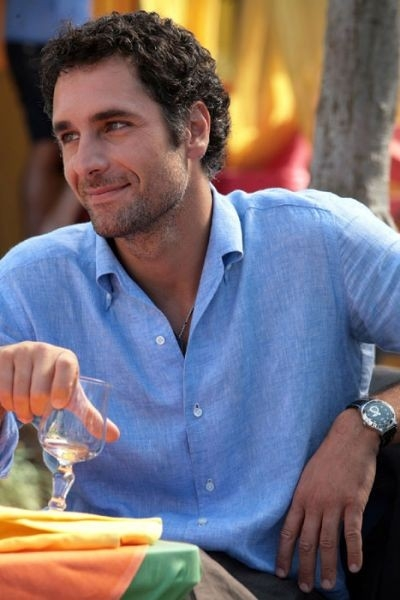
Raoul Bova (* 1971)

- Bovaird, Gina (* 1949), US-amerikanische Motorradrennfahrerin
- Bovard, Jacques-Étienne (* 1961), Schweizer Schriftsteller
- Bovard, James (* 1956), US-amerikanischer Bestseller-Autor, Lehrer und Libertär
- Bovard, Jean-François (1948–2003), Schweizer Musiker (Posaunist, Komponist)
- Bovard, Yvonne (1902–1984), Schweizer Musikerin und Kommunistin
- Bovasso, Julie (1930–1991), US-amerikanische Schauspielerin
- Bovay, Alvan E. (1818–1903), US-amerikanischer Politiker
- Bovay, Michel (1944–2009), schweizerischer Zen-Meister
- Bovay, Steve (* 1984), Schweizer Radrennfahrer
- Bové, Alo (1906–1977), luxemburgischer Maler
- Bove, Carol (* 1971), US-amerikanische Bildhauerin und Installationskünstlerin
- Bové, Claire (* 1998), französische Ruderin
- Bove, Edoardo (* 2002), italienischer FußballspielerEdoardo Bove (* 2002)

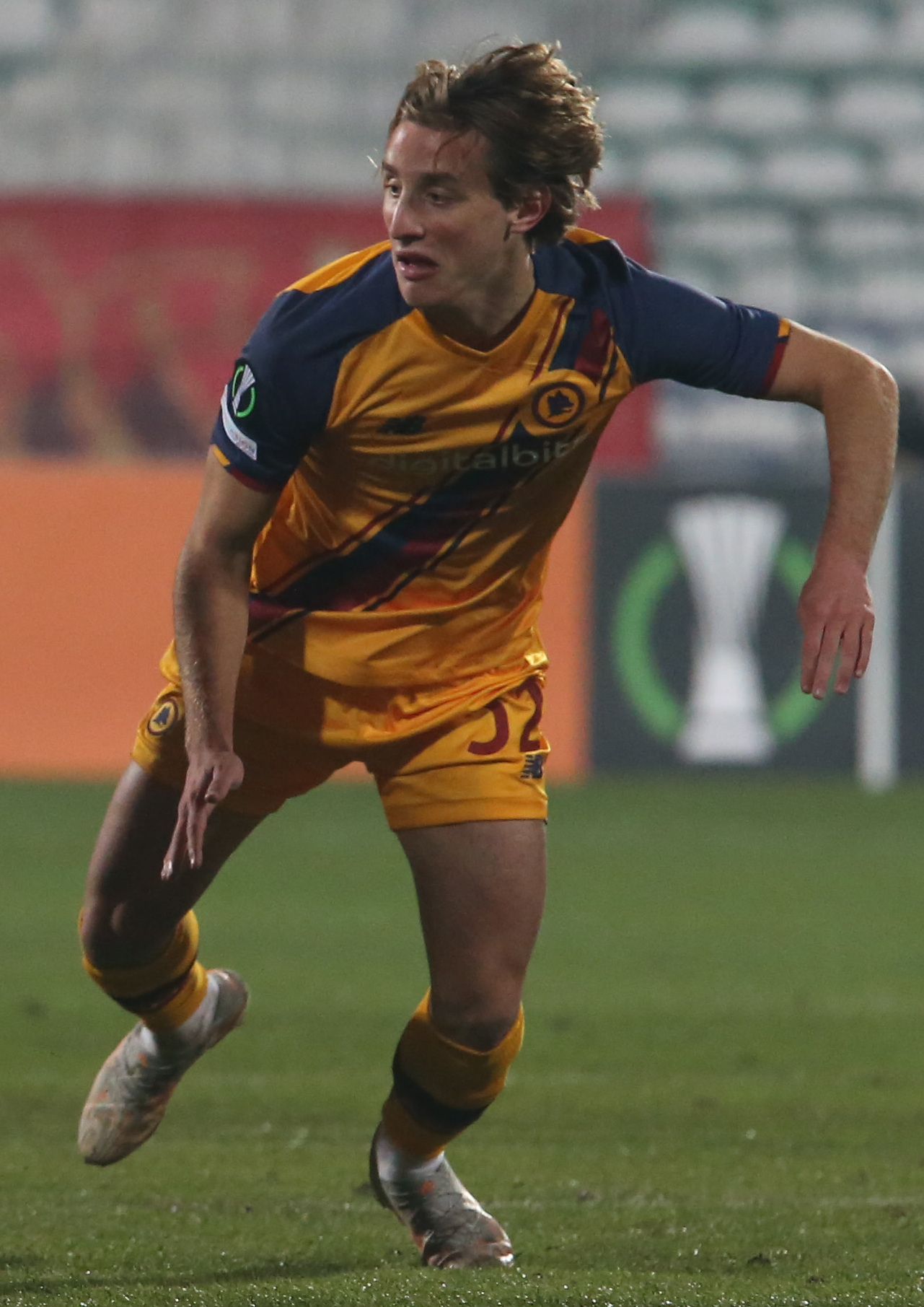
Edoardo Bove (* 2002)

- Bove, Emmanuel (1898–1945), französischer Schriftsteller
- Bove, Giacomo (1852–1887), italienischer Seefahrer und Forschungsreisender
- Bove, Jens (* 1969), deutscher Kunsthistoriker
- Bové, José (* 1953), französischer Landwirt und Politiker (EELV), MdEP
- Bové, Joseph (1784–1834), russischer Architekt und Stadtbaumeister italienischer Abstammung
- Bóveda, Eneko (* 1988), spanischer Fußballspieler
- Bóveda, Ramón (* 1949), argentinischer Fußballspieler
- Bovee, Leslie (* 1949), US-amerikanische Pornodarstellerin
- Bovee, Matthias J. (1793–1872), US-amerikanischer Jurist und Politiker
- Bovelander, Floris Jan (* 1966), niederländischer Hockeyspieler
- Boveleth, Selina (* 1999), deutsche Fußballspielerin
- Bovell, Andrew (* 1962), australischer Schriftsteller
- Bovell, Dennis (* 1953), britischer Gitarrist, Bassist und Plattenproduzent
- Bovell, George (* 1983), Schwimmer aus Trinidad und Tobago
- Bovelli, Ruggero (1875–1954), italienischer Erzbischof
- Boven, Jan (* 1972), niederländischer Radrennfahrer
- Boven, Karin (* 1963), niederländische Kulturanthropologin und Diplomatin
- Boven, Lars (* 2001), niederländischer Radrennfahrer
- Boven, Theo van (* 1934), niederländischer Jurist und emeritierter Professor des Völkerrechts an der Universität Maastricht
- Bovenberg, Lans (* 1958), niederländischer Ökonom
- Bovenschen, Albert (1864–1939), deutscher Journalist
- Bovenschen, Nickolas (* 1984), deutscher Eishockeyspieler
- Bovenschen, Silvia (1946–2017), deutsche Literaturwissenschaftlerin, Autorin und Essayistin
- Bovenschulte, Andreas (* 1965), deutscher Jurist und Politiker (SPD)Andreas Bovenschulte (* 1965)

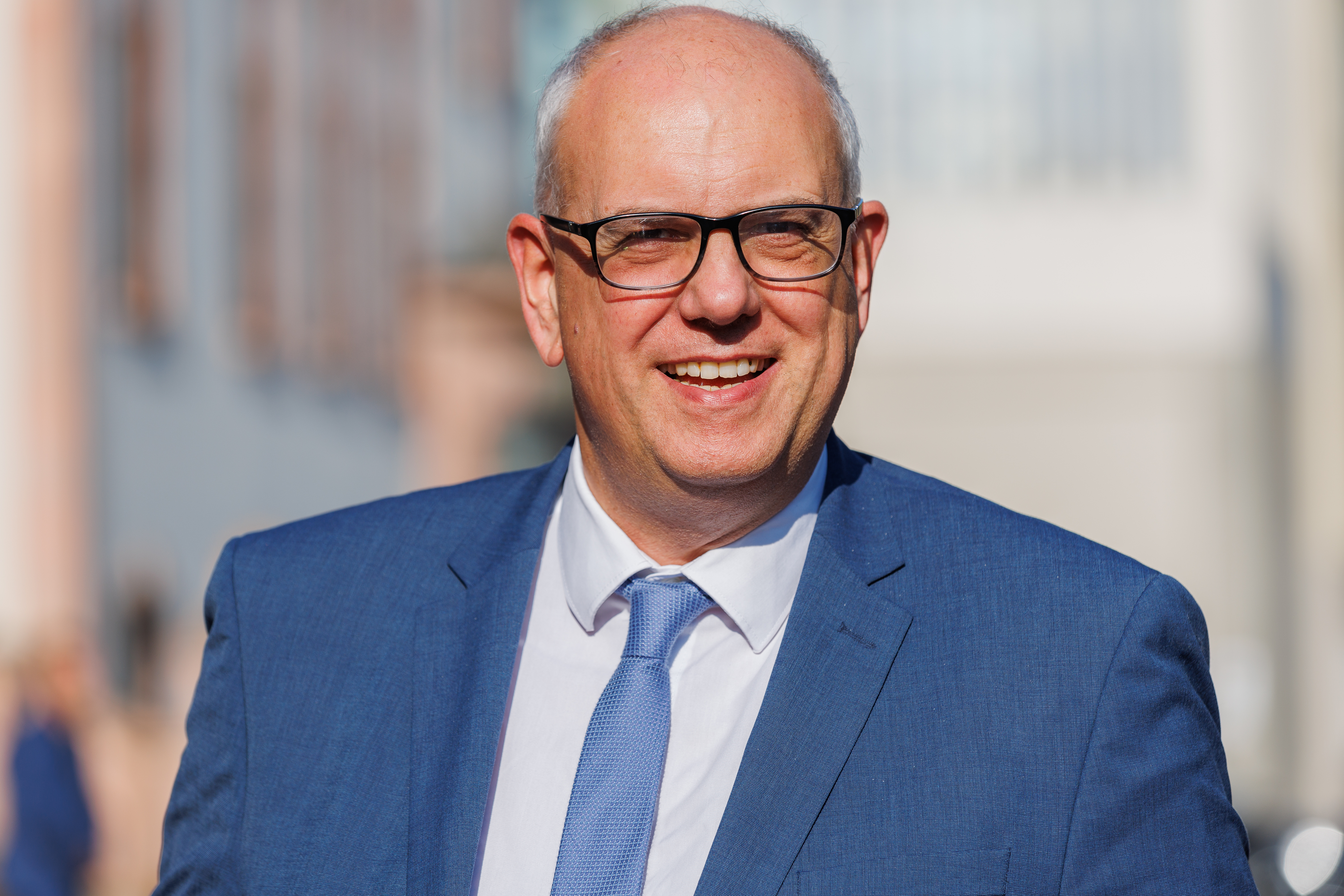
Andreas Bovenschulte (* 1965)

- Bovensiepen, Andy (* 1962), deutscher Automobilrennfahrer und Unternehmer
- Bovensiepen, Eduard (1921–1984), deutscher Politiker (SPD), MdL
- Bovensiepen, Nina (* 1972), deutsche Journalistin
- Bovensiepen, Otto (1905–1979), deutscher Gestapo-Offizier
- Boventer, Hermann (1928–2001), deutscher Journalist, Hochschullehrer und Publizist
- Bover Pons, Miguel (1928–1966), spanischer Radrennfahrer
- Bover Salom, Miguel (1896–1977), spanischer Radrennfahrer
- Boveri, Marcella (1863–1950), deutsch-US-amerikanische Biologin
- Boveri, Margret (1900–1975), deutsche Journalistin und Schriftstellerin
- Boveri, Otto (1868–1946), deutscher Maler
- Boveri, Theodor (1785–1854), königlich-bayerischer Jurist und Regierungsbeamter
- Boveri, Theodor (1862–1915), deutscher Biologe
- Boveri, Walter (1865–1924), schweizerisch-deutscher IndustriellerWalter Boveri (1865–1924)

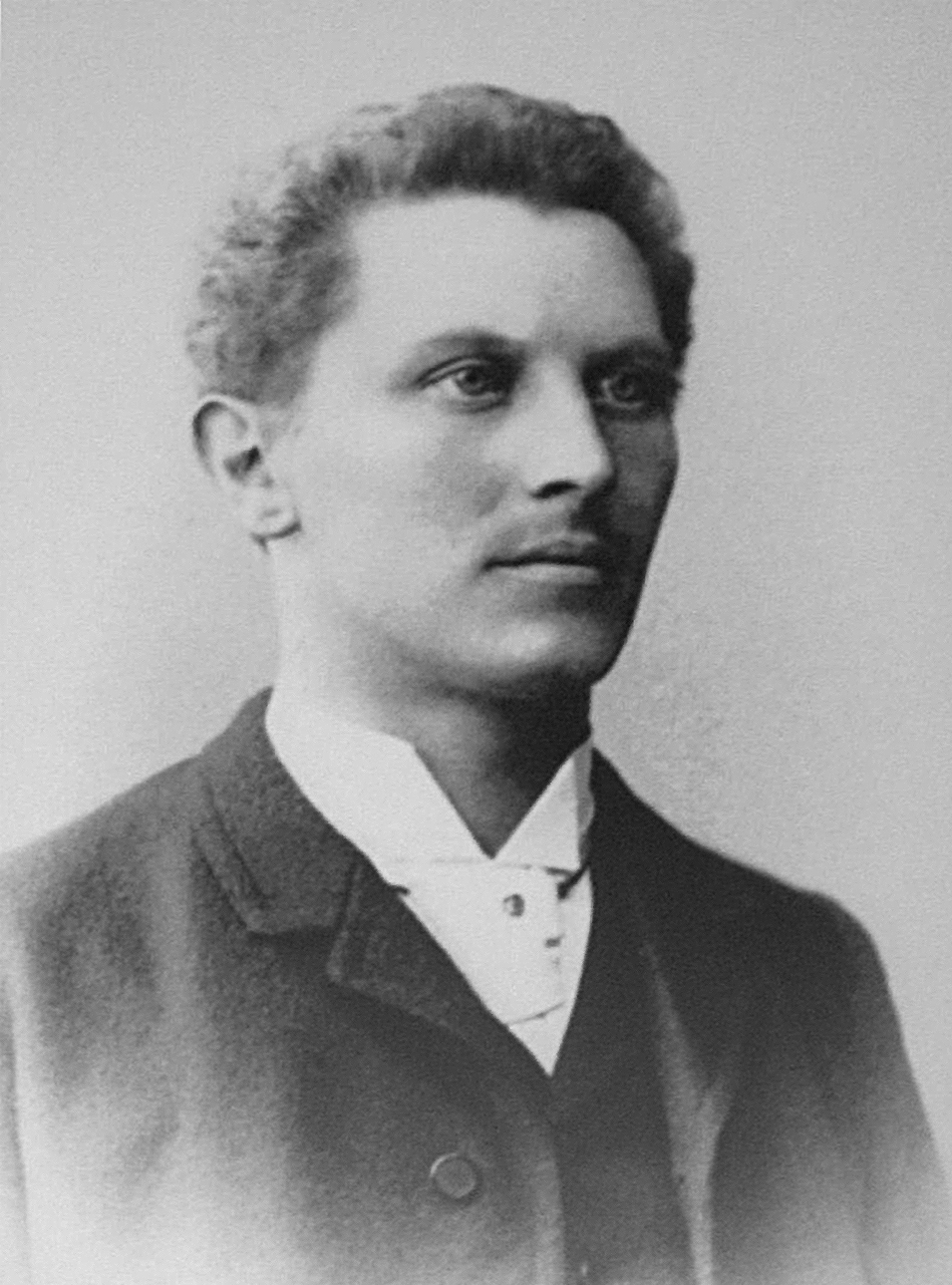
Walter Boveri (1865–1924)

- Boveri, Walter E. (1894–1972), schweizerischer Industrieller
- Boverio, Zaccaria (1568–1638), italienischer Theologe, Kapuziner
- Bovermann, Günter (* 1929), deutscher Jurist, Verwaltungsbeamter und Politiker (SPD)
- Bovermann, Rainer (* 1957), deutscher Politiker (SPD), MdL
- Bövers, Dieter (* 1946), deutscher Fußballspieler
- Bövers, Heinrich (1886–1950), deutscher Jurist und Politiker (DStP), MdL
- Bovert, Knut vom (* 1949), deutscher Rechtsanwalt und ehemaliger Bürgermeister von Haan
- Boves, José Tomás (1782–1814), venezolanischer Caudillo
- Bovesse, François (1890–1944), belgischer Politiker und Jurist
- Bovet, Alfredo (1909–1993), italienischer Radrennfahrer
- Bovet, André-Maurice (1865–1915), Schweizer römisch-katholischer Geistlicher, Bischof von Lausanne und Genf
- Bovet, Arnold (1843–1903), Schweizer evangelischer Geistlicher, Pionier des Blauen Kreuzes
- Bovet, Daniel (1907–1992), schweizerisch-italienischer Pharmakologe
- Bovet, Ernest (1870–1941), Schweizer Romanist
- Bovet, François de (1745–1838), Bischof Sisteron und Erzbischof von Toulouse
- Bovet, George (1874–1946), Schweizer Bundeskanzler
- Bovet, Guy (* 1942), Schweizer Organist und Komponist
- Bovet, Hermine (1842–1930), deutsche Klavierlehrerin
- Bovet, Honorat, französischer Schriftsteller und Philosoph
- Bovet, Joseph (1879–1951), Schweizer Komponist, katholischer Priester
- Bovet, Lucien (* 1962), Schweizer Jazzmusiker (Schlagzeug, Komposition)
- Bovet, Pierre (1878–1965), Schweizer Psychologe und Pädagoge
- Bovet, Theodor (1900–1976), Schweizer Nervenarzt
- Bovey, Frank Alden (1918–2003), US-amerikanischer Chemiker
- Bovey, Paul (1905–1990), Schweizer Entomologe
- Bovey, Pierre-André (* 1942), Schweizer Komponist und Flötist
- Bovicelli, Giovanni Battista, italienischer Franziskaner, Komponist, Sänger und Musiktheoretiker
- Bovie, Félix (1812–1880), belgischer Landschaftsmaler und Chansonnier
- Bovier, Anton (* 1957), deutscher Mathematiker und Physiker
- Bovier, Lionel (* 1970), Schweizer Museumsdirektor und Kurator
- Bovieri, Giuseppe Maria (1800–1873), italienischer Bischof
- Bovill, William (1814–1873), englischer Jurist, Politiker und Richter
- Bovim, Gunnar (* 1960), norwegischer Arzt und Rektor der NTNU
- Bøving, Charlotte (* 1964), dänische Schauspielerin und Theaterregisseurin
- Bøving, William (* 2003), dänischer FußballspielerWilliam Bøving (* 2003)

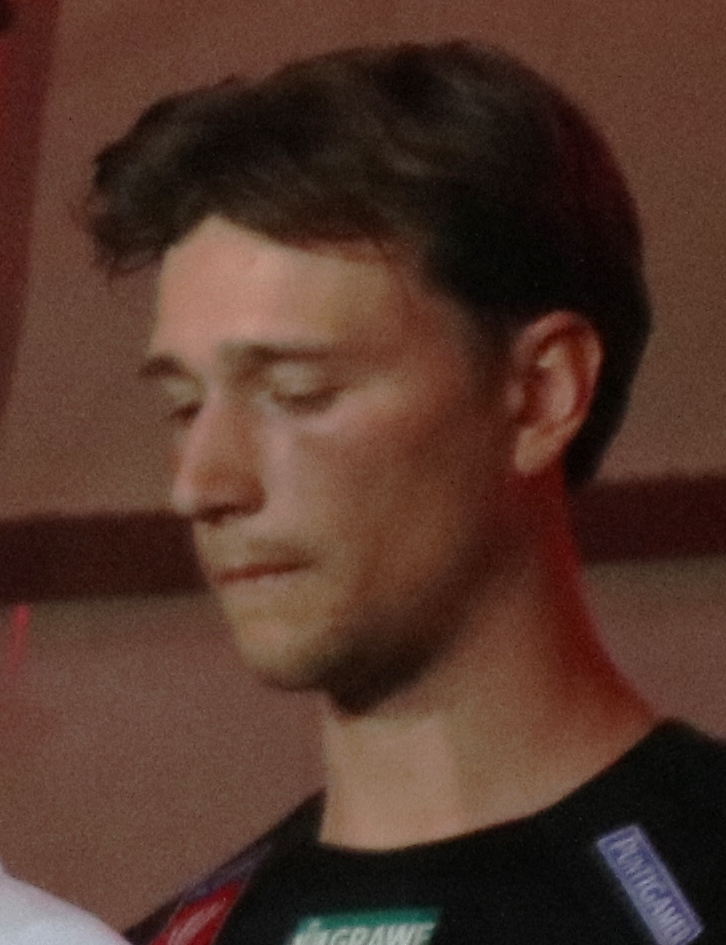
William Bøving (* 2003)

- Bovio, Carlo († 1646), italienischer römisch-katholischer Geistlicher und Bischof von Sarsina
- Bovio, Giovanni (1837–1903), italienischer Philosoph und Politiker
- Bóvio, Ricardo Souza (* 1982), brasilianischer Fußballspieler
- Bovisi, Battista (* 1962), Schweizer Skilangläufer
- Bovius Celer, Lucius, römischer Ritter (Kaiserzeit)
- Bovius, Franz Xaver (1677–1725), deutscher katholischer Priester, Hersteller von Sonnenuhren
- Bovo I. († 890), Abt von Corvey
- Bovo II. († 916), Abt von Corvey
- Bovo III. († 948), Abt von Corvey
- Bovo, Alessandro (* 1969), italienischer Wasserballspieler
- Bovo, Brunella (1932–2017), italienische Schauspielerin
- Bovo, Cesare (* 1983), italienischer Fußballspieler
- Bovolenta, Arnaud (* 1988), französischer Freestyle-Skisportler
- Bovolenta, Vigor (1974–2012), italienischer Volleyballspieler
- Bovollino, Martino († 1531), Schweizer Politiker, Dichter und Staatsmann
- Bovon, André (1902–1971), Schweizer evangelischer Geistlicher
- Bovon, Jules (1852–1904), Schweizer reformierter Geistlicher und Hochschullehrer
- Bovone, Alberto (1922–1998), italienischer Kardinal der römisch-katholischen Kirche
- Bovy, Antoine († 1877), Genfer Medailleur
- Bovy, Arnaud (* 2000), belgischer Tennisspieler
- Bovy, Berthe (1887–1977), belgische Film- und Theaterschauspielerin
- Bovy, Léon Werner (1863–1950), Schweizer Architekt
- Bovy, Sarah (* 1989), belgische Automobilrennfahrerin

### Bow
- Bow Wow (* 1987), US-amerikanischer Rapper und Schauspieler
- Bow, Clara (1905–1965), US-amerikanische SchauspielerinClara Bow (1905–1965)

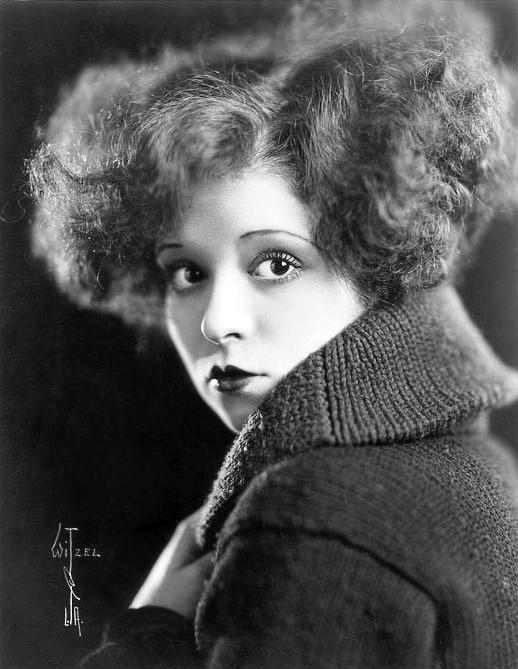
Clara Bow (1905–1965)

- Bow, Frank T. (1901–1972), US-amerikanischer Politiker
- Bow, Robert Henry (1827–1909), britischer Bauingenieur

#### Bowa
- Bowa, Marija (* 1988), ukrainische Boxerin, Amateurweltmeisterin im Weltergewicht
- Bowakow, Dschingis (* 1961), deutscher Schauspieler und Produzent
- Bowall, Pernilla (* 1972), schwedische Fußballspielerin
- Bowallius, Robert Mauritz (1817–1902), schwedischer Historiker und Archivar
- Bowat, Ibane (* 2002), schottischer Fußballspieler
- Bowater, Edward (1787–1861), britischer Offizier und Höfling

#### Bowd
- Bowden, Adam (* 1982), britischer Triathlet und Duathlet
- Bowden, Amy (* 1993), britische Theater- und Filmschauspielerin
- Bowden, B. V., Baron Bowden (1910–1989), britischer Naturwissenschaftler, Hochschullehrer und Politiker
- Bowden, Benjamin (1906–1998), britisch-US-amerikanischer Industrie-Designer
- Bowden, Bobby (1929–2021), US-amerikanischer Trainer im College Football
- Bowden, Caspar (1961–2015), britischer Datenschutzexperte und Aktivist
- Bowden, David, britischer Jazz- und Fusionmusiker (Bass, Komposition)
- Bowden, Dawn (* 1960), britische Politikerin (Labour Party) und Gewerkschafterin
- Bowden, Don (* 1936), US-amerikanischer Leichtathlet
- Bowden, Ernest Monnington (1859–1904), irischer Erfinder
- Bowden, Frank (1848–1921), britischer Unternehmer
- Bowden, Frank Philip (1903–1968), australischer Physiker und Chemiker
- Bowden, George E. (1852–1908), US-amerikanischer Politiker
- Bowden, Herbert (1905–1994), britischer Politiker (Labour), Mitglied des House of Commons
- Bowden, Katrina (* 1988), US-amerikanische SchauspielerinKatrina Bowden (* 1988)

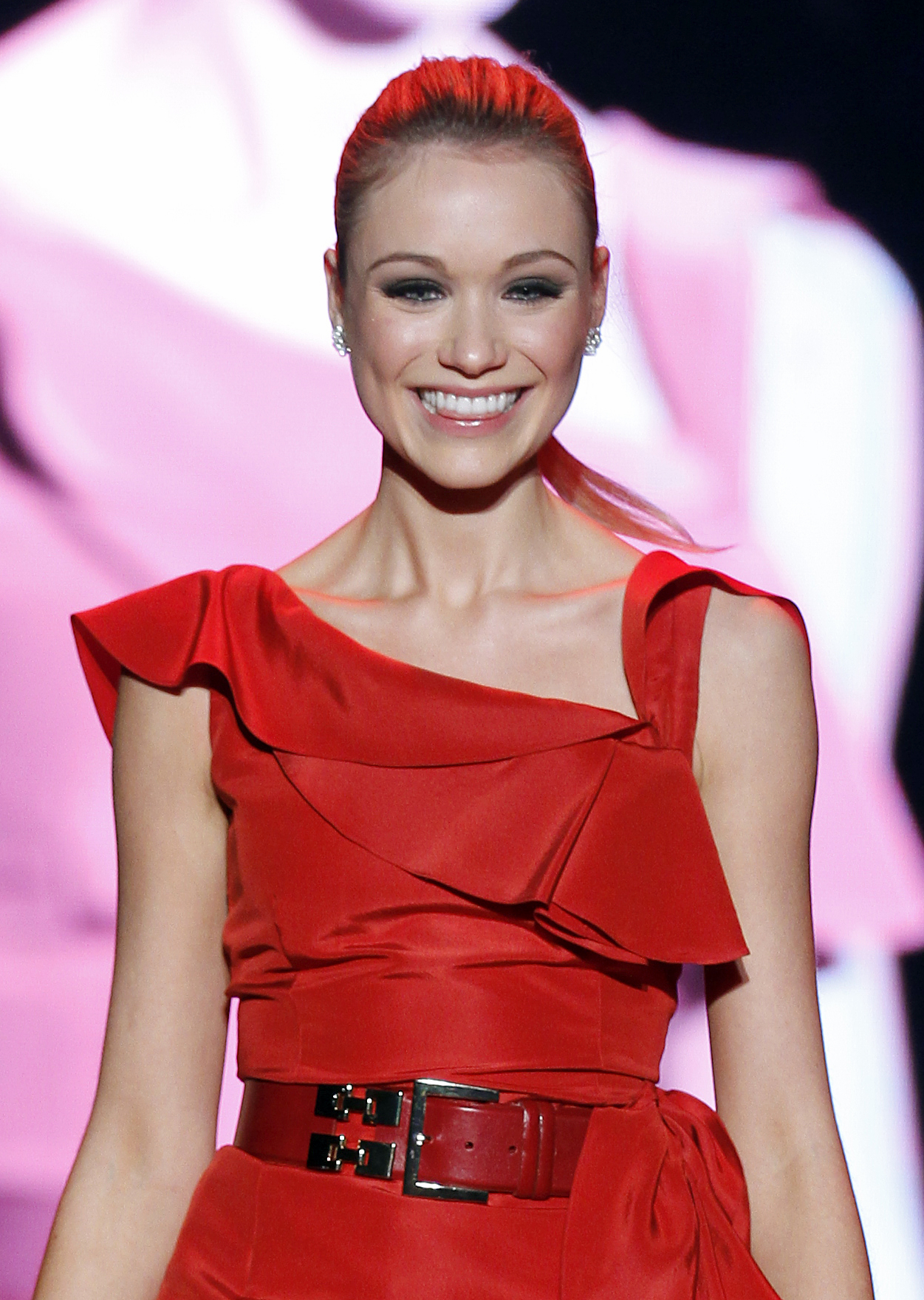
Katrina Bowden (* 1988)

- Bowden, Lemuel J. (1815–1864), US-amerikanischer Politiker
- Bowden, Lori (* 1967), kanadische Triathletin
- Bowden, Mark (* 1951), US-amerikanischer Reporter und AutorMark Bowden (* 1951)

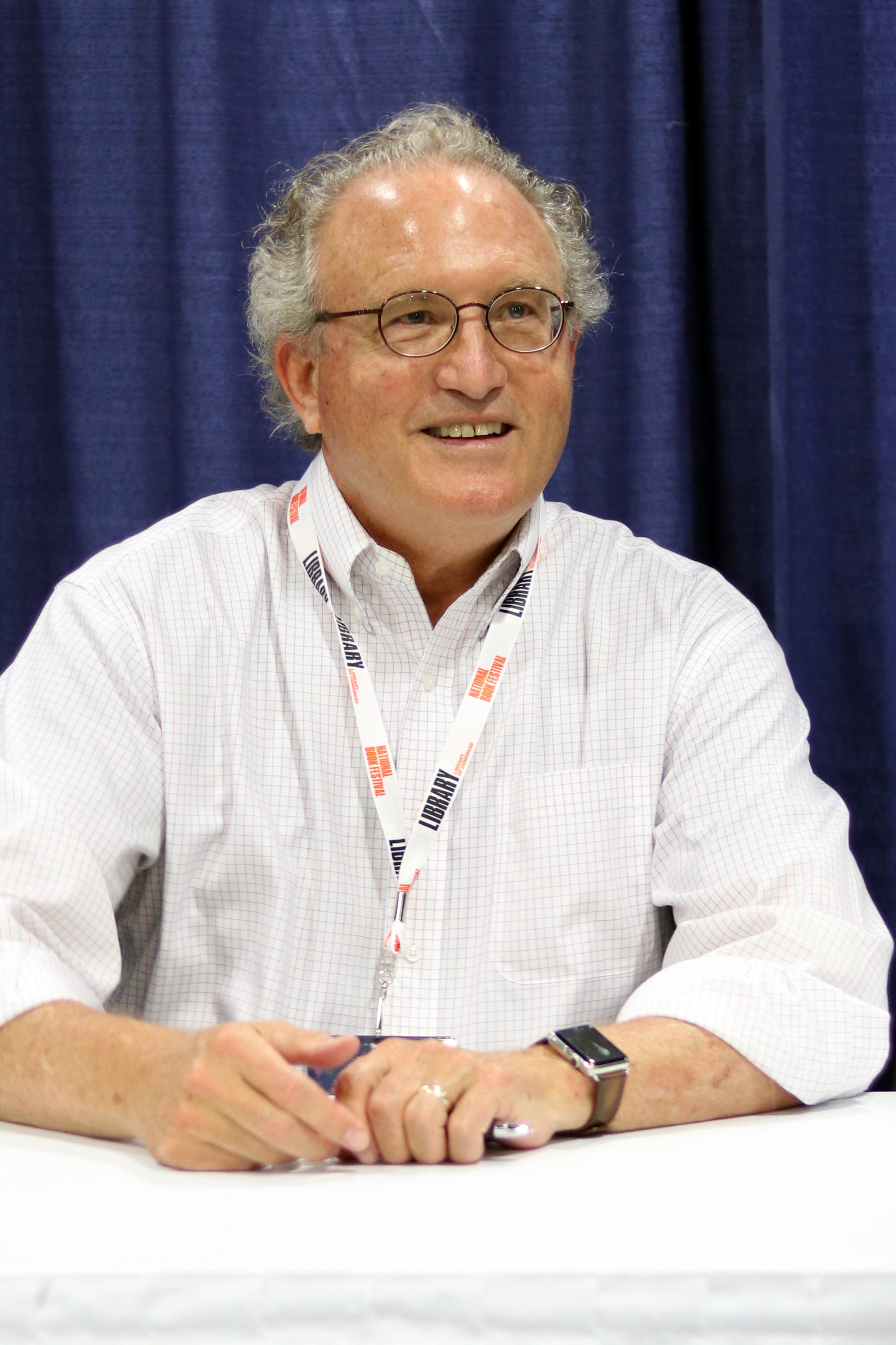
Mark Bowden (* 1951)

- Bowden, Mwata (* 1947), US-amerikanischer Jazzmusiker
- Bowden, Norris (1926–1991), kanadischer Eiskunstläufer
- Bowden, Ray (1909–1998), englischer Fußballspieler
- Bowden, Sarah, australische Theater- und Musicaldarstellerin sowie Opernsängerin
- Bowden, Walter (1910–2001), US-amerikanischer Handballspieler
- Bowdich, Thomas Edward (1791–1824), britischer Abenteurer, Autor und Zoologe
- Bowditch, Brian (* 1961), britischer Mathematiker
- Bowditch, Charles Pickering (1842–1921), amerikanischer Geschäftsmann, Archäologe, Anthropologe und Philanthrop
- Bowditch, Henry Pickering (1840–1911), US-amerikanischer Physiologe
- Bowditch, Nathaniel (1773–1838), Nautiker, Mathematiker, Physiker, Astronom, Versicherungsangestellter
- Bowditch, Steve (* 1955), australischer Squashspieler
- Bowditch, Tony, nauruischer Leichtathlet
- Bowdle, Stanley E. (1868–1919), US-amerikanischer Politiker (Demokratische Partei)
- Bowdler, Thomas (1754–1825), englischer Arzt, der eine nach moralischen Zensurkriterien bereinigte Ausgabe der Werke von William Shakespeare veröffentlichte
- Bowdler, William G. (1924–2016), US-amerikanischer Diplomat, Botschafter in El Salvador, Guatemala und Südafrika sowie Assistant Secretary of State
- Bowdoin, James (1726–1790), US-amerikanischer Politiker
- Bowdoin, James (1752–1811), US-amerikanischer Kaufmann, Diplomat und Kunstsammler
- Bowdoin, Jim (1904–1969), US-amerikanischer American-Football-Spieler
- Bowdoin-Augen-Maler, griechischer Vasenmaler des rotfigurigen Stils
- Bowdon, Dorris (1914–2005), US-amerikanische Schauspielerin
- Bowdon, Franklin Welsh (1817–1857), US-amerikanischer Rechtsanwalt und Politiker
- Bowdre, Karon O. (* 1955), US-amerikanische Juristin

#### Bowe
- Bowe, Brittany (* 1988), US-amerikanische Inline-Speedskaterin und Eisschnellläuferin
- Bowe, David (* 1964), US-amerikanischer Schauspieler
- Böwe, Heidemarie (* 1941), deutsche Dramaturgin und Hörspielautorin
- Böwe, Heinrich (1882–1931), deutscher Bauunternehmer und Gastwirt
- Bowe, John (* 1950), britischer Schauspieler
- Böwe, Jule (* 1969), deutsche Schauspielerin
- Böwe, Kurt (1929–2000), deutscher Schauspieler
- Bowe, Nicola Gordon (1948–2018), irisch-britische Historikerin, Hochschullehrerin und Autorin
- Bowe, Riddick (* 1967), US-amerikanischer Schwergewichtsboxer
- Bowe, Rosemarie (1932–2019), US-amerikanisches Model und Schauspielerin
- Böwe, Susanne (* 1964), deutsche Schauspielerin und HörspielsprecherinSusanne Böwe (* 1964)

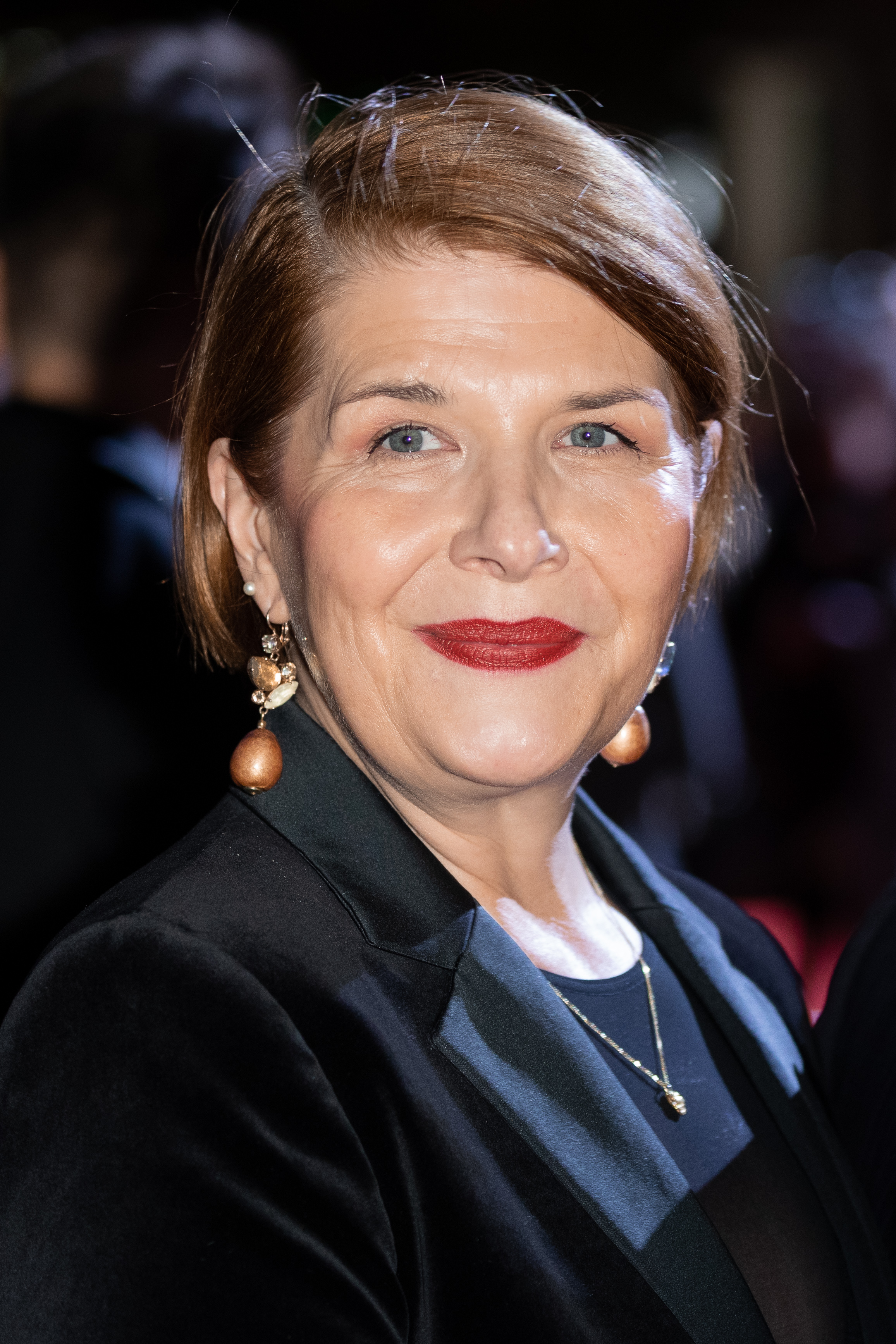
Susanne Böwe (* 1964)

- Bowe, Tommy (* 1984), irischer Rugbyspieler
- Böwe, Winnie (* 1973), deutsche Schauspielerin und Opernsängerin (Sopran)
- Bowell, Edward L. G. (1943–2023), US-amerikanischer Astronom
- Bowell, Mackenzie (1823–1917), kanadischer Politiker
- Bowen, Alex (* 1992), US-amerikanischer Freestyle-Skisportler
- Bowen, Alex (* 1993), US-amerikanischer Wasserballspieler
- Bowen, Alexander (* 1993), panamaischer Hochspringer
- Bowen, Andrea (* 1990), US-amerikanische Schauspielerin
- Bowen, Andy (1864–1894), US-amerikanischer Boxer, Teilnehmer am längsten Boxkampf
- Bowen, Anthony J., britischer Gräzist
- Bowen, Bart (* 1967), US-amerikanischer Radrennfahrer
- Bowen, Bill (1923–2011), US-amerikanischer Rockabilly-Musiker
- Bowen, Bob (1965–2010), US-amerikanischer Jazz-Bassist und Hochschullehrer
- Bowen, Bruce (* 1971), US-amerikanischer Basketballspieler
- Bowen, Catherine Drinker (1897–1973), US-amerikanische Biografin
- Bowen, Charles, Baron Bowen (1831–1894), britischer Jurist
- Bowen, Chris (* 1973), australischer Politiker
- Bowen, Christopher C. (1832–1880), US-amerikanischer Politiker
- Bowen, Clare (* 1984), australische Schauspielerin und SängerinClare Bowen (* 1984)

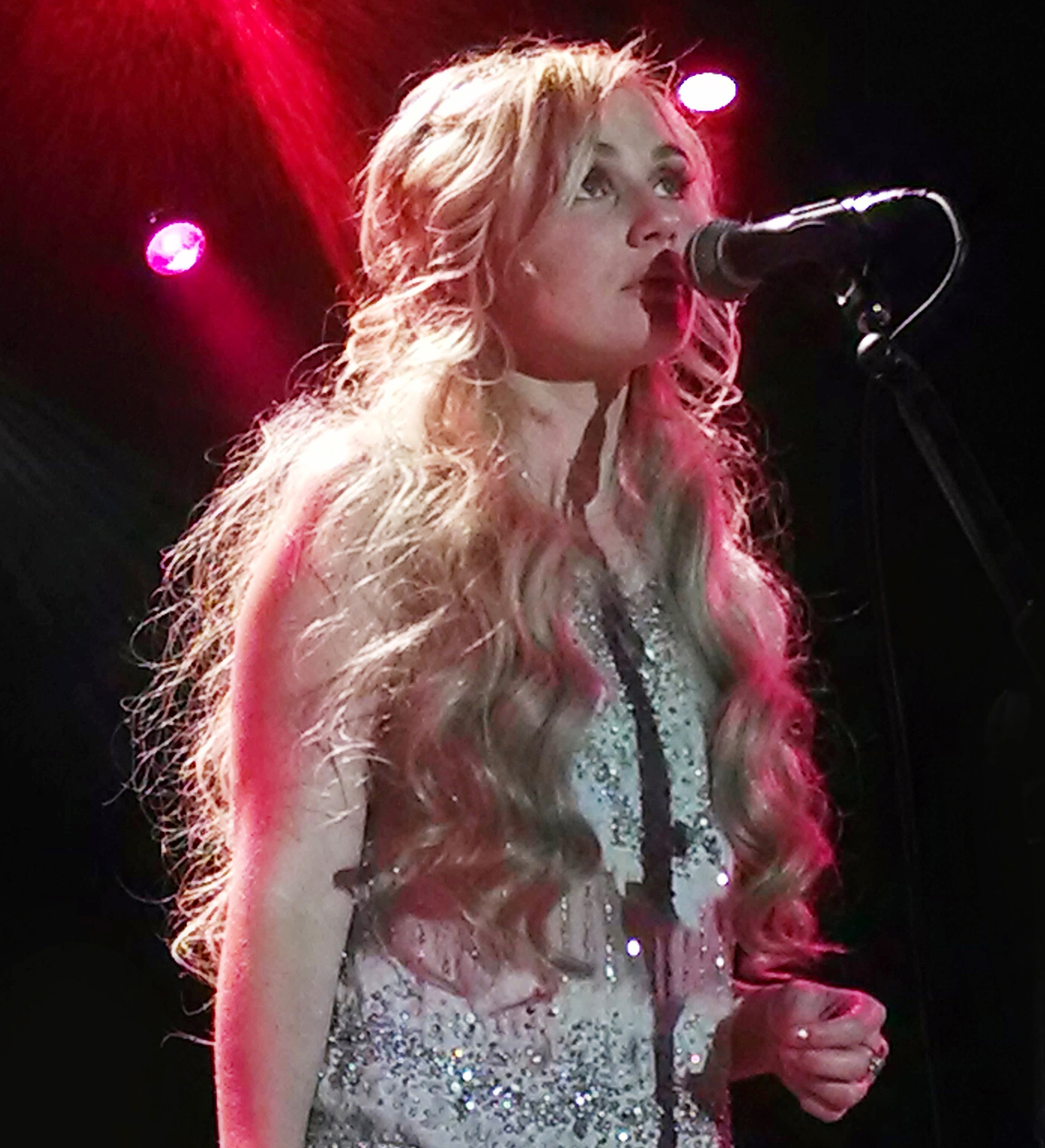
Clare Bowen (* 1984)

- Bowen, Dave (1928–1995), walisischer Fußballspieler und -trainer
- Bowen, David (1924–2011), britischer Rechtsmediziner
- Bowen, David (1940–2011), britischer Neurologe
- Bowen, David R. (* 1932), US-amerikanischer Politiker
- Bowen, Denis (1921–2006), britischer metavisueller Maler
- Bowen, Devin (* 1972), US-amerikanischer Tennisspieler
- Bowen, Edmund John (1898–1980), englischer Chemiker
- Bowen, Edward Ernest (1836–1901), englischer Lehrer und Schulleiter
- Bowen, Elizabeth, kanadische Schauspielerin und Synchronsprecherin
- Bowen, Elizabeth (1899–1973), irische SchriftstellerinElizabeth Bowen (1899–1973)

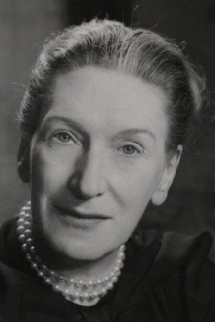
Elizabeth Bowen (1899–1973)

- Bowen, Emanuel († 1767), Kupferstecher und Kartograf
- Bowen, Francis (1811–1890), US-amerikanischer Philosoph und Pädagoge
- Bowen, Francis Kipkoech (* 1973), kenianischer Marathonläufer
- Bowen, Frank S. (1905–1976), US-amerikanischer Offizier, Generalmajor der US-Army
- Bowen, Gail (* 1942), kanadische Schriftstellerin, Dramatikerin und Hochschullehrerin
- Bowen, George Ferguson (1821–1899), irischer Politiker und mehrfacher Gouverneur
- Bowen, Henry (1841–1915), US-amerikanischer Politiker
- Bowen, Herbert Wolcott (1856–1927), US-amerikanischer Jurist und Diplomat
- Bowen, Ira S. (1898–1973), US-amerikanischer Astronom und Astrophysiker
- Bowen, Jabez (1739–1815), britischer Händler, Politiker, Jurist und Offizier
- Bowen, James (* 1979), britischer Schriftsteller und Musiker
- Bowen, Jarrod (* 1996), englischer Fußballspieler
- Bowen, Jimmy (* 1937), US-amerikanischer Musikproduzent
- Bowen, John Campbell (1872–1957), kanadischer Politiker
- Bowen, John Clyde (1888–1978), US-amerikanischer Jurist und Politiker
- Bowen, John Henry (1780–1822), US-amerikanischer Politiker
- Bowen, John Stevens (1830–1863), General der Konföderierten Staaten von Amerika im Amerikanischen Bürgerkrieg
- Bowen, John T. (1857–1940), US-amerikanischer Dermatologe und Hochschullehrer
- Bowen, John W. (1910–1977), US-amerikanischer Generalleutnant (US Army)
- Bowen, John Wesley Edward (1855–1933), Theologe und Bürgerrechtler
- Bowen, Jonathan (* 1956), britischer Informatiker; Erfinder der Virtual Library museums pages
- Bowen, Joseph (* 1946), US-amerikanischer Geiselnehmer und Mörder
- Bowen, Julie (* 1970), US-amerikanische SchauspielerinJulie Bowen (* 1970)

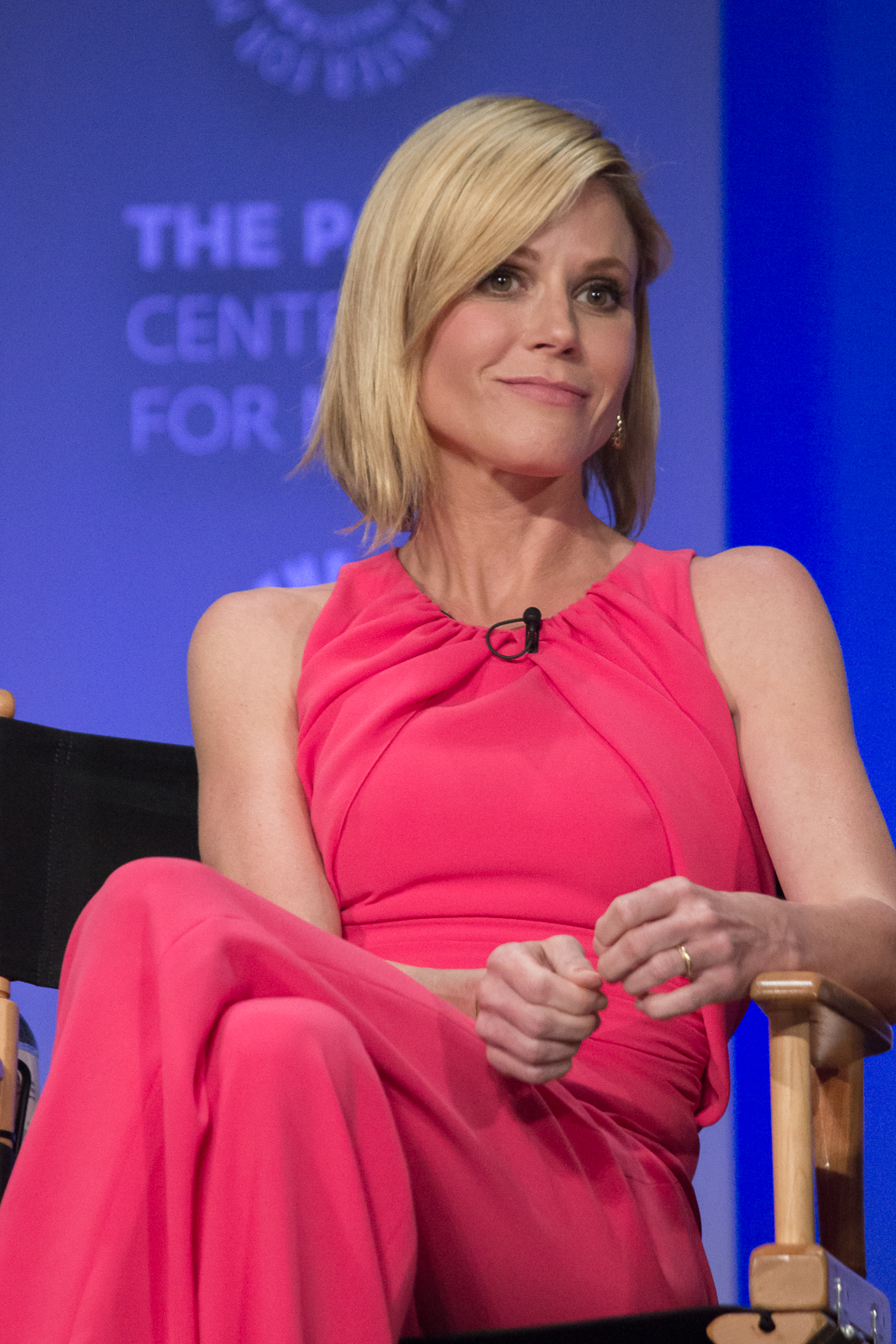
Julie Bowen (* 1970)

- Bowen, Katie (* 1994), neuseeländische Fußballspielerin
- Bowen, Lynne (* 1940), kanadische Sachbuch-Autorin, Historikerin, Journalistin und Hochschuldozentin
- Bowen, Maggie (* 1980), US-amerikanische Schwimmerin
- Bowen, Marjorie (1885–1952), britische Schriftstellerin
- Bowen, Mark (* 1963), walisischer Fußballspieler und -trainer
- Bowen, Michael, US-amerikanischer Schauspieler
- Bowen, Michael George (1930–2019), britischer Geistlicher, römisch-katholischer Erzbischof von Southwark
- Bowen, Murray (1913–1990), US-amerikanischer Psychiater und Familientherapeut
- Bowen, Nigel (1911–1994), australischer Politiker und Außenminister
- Bowen, Norman L. (1887–1956), kanadischer Geologe
- Bowen, Otis R. (1918–2013), US-amerikanischer Politiker
- Bowen, Patrick Gillman (1882–1940), irischer Autor und Theosoph
- Bowen, Ralph, US-amerikanischer Jazzmusiker
- Bowen, Randy (* 1961), amerikanischer Formgestalter und Plastiker der Popkultur
- Bowen, Rees (1809–1879), US-amerikanischer Politiker
- Bowen, Renaye (* 1952), US-amerikanische Sprinterin
- Bowen, Rufus (1947–1978), amerikanischer Mathematiker
- Bowen, Sayles Jenks (1813–1896), US-amerikanischer Politiker
- Bowen, Stella (1893–1947), australische Malerin und Schriftstellerin
- Bowen, Stephen (* 1964), US-amerikanischer Astronaut
- Bowen, Susanne (* 1979), deutsche politische Beamtin
- Bowen, T. R. (* 1941), britischer Schriftsteller und Schauspieler
- Bowen, Thomas M. (1835–1906), US-amerikanischer Jurist und Politiker
- Bowen, William C. (1785–1815), US-amerikanischer Arzt, Chemiker und Hochschullehrer
- Bowen, York (1884–1961), englischer Pianist und Komponist
- Bowen-Judd, Lana Hutton (1922–1985), britische Kriminal-Schriftstellerin
- Bower, Adrian (* 1970), britischer Schauspieler und Synchronsprecher
- Bower, Antoinette (* 1932), US-amerikanische Schauspielerin
- Bower, Archibald (1686–1766), schottischer Jesuit
- Bower, Carol (* 1956), US-amerikanische Ruderin
- Bower, Dallas (1907–1999), britischer Filmproduzent, Filmregisseur, Drehbuchautor und Filmschaffender
- Bower, David (* 1969), gehörloser Schauspieler
- Bower, Douglas (1920–2003), britischer Offizier der Luftstreitkräfte des Vereinigten Königreichs
- Bower, Frederick Orpen (1855–1948), englischer Botaniker
- Bower, Gordon H. (1932–2020), US-amerikanischer Psychologe
- Bower, Gustavus Miller (1790–1864), US-amerikanischer Politiker
- Bower, Jamie Campbell (* 1988), britischer SchauspielerJamie Campbell Bower (* 1988)

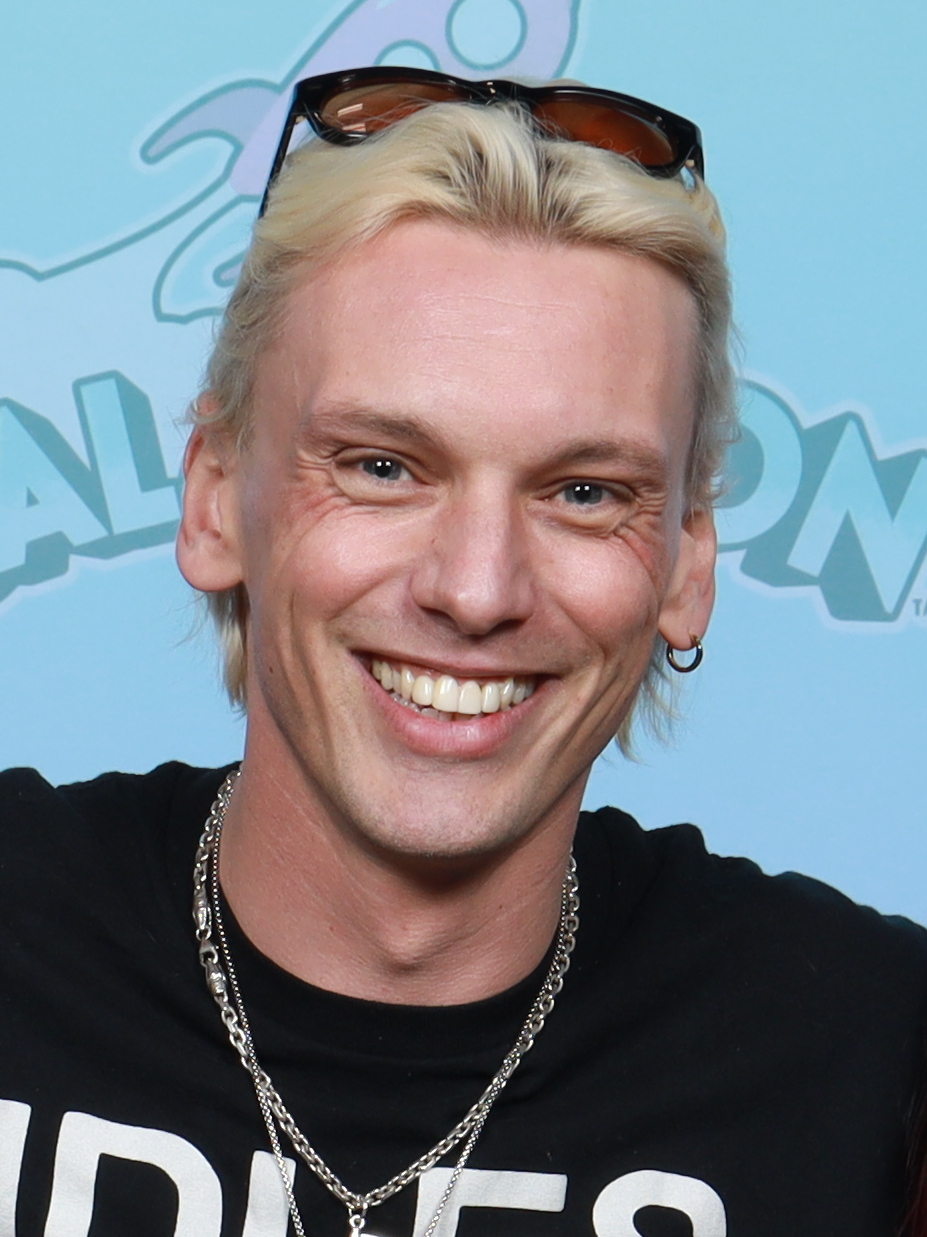
Jamie Campbell Bower (* 1988)

- Bower, Jimmy (* 1968), US-amerikanischer Metal- und Sludge-Gitarrist, Schlagzeuger und Songwriter
- Bower, John (1940–2017), US-amerikanischer Skisportler
- Bower, John Dykes (1905–1981), englischer Organist
- Bower, John White (1808–1850), US-amerikanischer Siedler, Soldat, Jurist und Politiker
- Bower, Johnny (1924–2017), kanadischer Eishockeytorwart
- Bower, Justin (* 1975), US-amerikanischer Künstler
- Bower, Lester (1947–2015), US-amerikanischer Mörder
- Bower, Lewis (* 2004), neuseeländischer Radrennfahrer
- Bower, Marvin (1903–2003), US-amerikanischer Unternehmensberater, Managing Director
- Böwer, Michael (* 1972), deutscher Sozialpädagoge und Hochschullehrer
- Bower, Richard Plant (1905–1996), kanadischer Diplomat
- Bower, Ricky (* 1977), US-amerikanischer Snowboarder
- Bower, Robert W. (1936–2024), US-amerikanischer Elektroingenieur und Hochschullehrer
- Bower, Roger (1903–1990), britischer General
- Böwer, Thomas (* 1960), deutscher Politiker (SPD), MdHB
- Bower, Tom (1938–2024), US-amerikanischer Schauspieler und Produzent
- Bower, Ursula Graham (1914–1988), britische Anthropologin
- Bower, Walter (1385–1449), schottischer Chronist
- Bower, William H. (1850–1910), US-amerikanischer Politiker
- Bowerbank, James Scott (1797–1877), britischer Naturforscher und Paläontologe
- Bowering, George (* 1935), kanadischer Schriftsteller, Dichter, Literaturkritiker und Hochschullehrer
- Böwering, Gerhard (* 1939), amerikanischer Islamwissenschaftler und Hochschullehrer deutscher Herkunft aus dem Jesuitenorden
- Böwering, Klaus (* 1936), deutscher Dirigent, Komponist, Kantor, Musikpädagoge
- Bowering, Marilyn (* 1949), kanadische Schriftstellerin und Dichterin
- Bowerman, Alfred (1873–1947), britischer Cricketspieler
- Bowerman, Bill (1911–1999), US-amerikanischer Leichtathletiktrainer und Unternehmer
- Bowerman, Elsie (1889–1973), britische Autorin, Anwältin und aktive Frauenrechtlerin
- Bowerman, Jay (1876–1957), US-amerikanischer Politiker
- Bowerman, Jay (* 1942), US-amerikanischer Biathlet
- Bowers Bourn, William II (1857–1936), US-amerikanischer Unternehmer
- Bowers, Alfred (1895–1975), englischer Fußballspieler
- Bowers, Bill (* 1959), US-amerikanischer Pantomime und Schauspieler
- Bowers, Brock (* 2002), US-amerikanischer American-Football-SpielerBrock Bowers (* 2002)

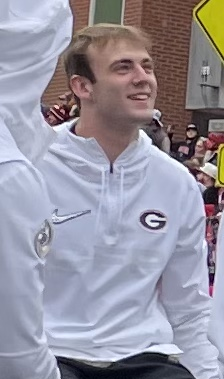
Brock Bowers (* 2002)

- Bowers, Claude (1878–1958), US-amerikanischer Historiker, Journalist und Diplomat
- Bowers, Dane (* 1979), englischer Popsänger und Produzent
- Bowers, David (* 1970), britischer Filmregisseur, Drehbuchautor und Synchronsprecher
- Bowers, Eaton J. (1865–1939), US-amerikanischer Politiker
- Bowers, Eden, dominicanischer Politiker
- Bowers, Elisabeth (* 1949), kanadische Autorin
- Bowers, Fredson (1905–1991), US-amerikanischer Buchwissenschaftler
- Bowers, George (1944–2012), US-amerikanischer Filmeditor und Filmregisseur
- Bowers, George M. (1863–1925), US-amerikanischer Politiker
- Bowers, Henry Robertson (1883–1912), britischer PolarforscherHenry Robertson Bowers (1883–1912)

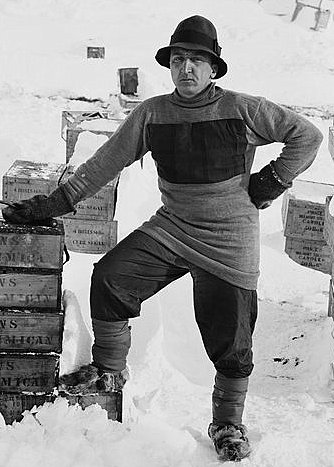
Henry Robertson Bowers (1883–1912)

- Bowers, Jack (1908–1970), englischer Fußballspieler und -trainer
- Bowers, Janice Emily (* 1950), US-amerikanische Botanikerin, Hortikulturistin und Sachbuchautorin
- Bowers, John (1854–1926), britischer Bischof der Church of England
- Bowers, John (1885–1936), US-amerikanischer Film- und Theaterschauspieler
- Bowers, John (* 1928), US-amerikanischer Schriftsteller und Journalist
- Bowers, John M. (1772–1846), US-amerikanischer Jurist und Politiker
- Bowers, Joseph Oliver (1910–2012), dominicanischer Ordensgeistlicher, römisch-katholischer Bischof
- Bowers, Kris (* 1989), US-amerikanischer Jazzpianist, Keyboarder und Komponist
- Bowers, Lloyd Wheaton (1859–1910), US-amerikanischer Jurist und United States Solicitor General
- Bowers, Peter (1918–2003), US-amerikanischer Luftfahrtjournalist und Ingenieur
- Bowers, Robert (* 1972), US-amerikanischer Attentäter
- Bowers, Sam (1924–2006), US-amerikanisches Mitglied der White Knights of the Ku Klux Klan in Mississippi
- Bowers, Scotty (1923–2019), US-amerikanische Hollywood-Persönlichkeit
- Bowers, William (1916–1987), US-amerikanischer Journalist und Drehbuchautor
- Bowers, William W. (1834–1917), US-amerikanischer Politiker
- Bowersock, Glen W. (* 1936), US-amerikanischer Althistoriker
- Bowersock, Justin De Witt (1842–1922), US-amerikanischer Politiker
- Bowersox, Crystal (* 1985), US-amerikanische Singer-Songwriterin
- Bowersox, Ken (* 1956), amerikanischer Astronaut und Oberst der United States Air Force
- Bowery, Leigh (1961–1994), australischer Performancekünstler, Modedesigner, Model und Nachtclubbetreiber
- Bowes, Imornefe (* 1976), britischer Volleyballtrainer
- Bowes, John George (1812–1864), kanadischer Politiker und Bürgermeister von Toronto
- Bowes, Richard (1944–2023), amerikanischer Autor von Science-Fiction und Fantasy
- Bowes, Robert († 1555), englischer Militärangehöriger und Richter
- Bowes, Wilbert (1925–2008), jamaikanischer Polizeichef
- Bowes, William Hely (1858–1932), britischer Offizier, zuletzt Brigadegeneral
- Bowes-Hackney, Beverly (* 1965), US-amerikanische Tennisspielerin
- Bowes-Lyon, Claude, 13. Earl of Strathmore and Kinghorne (1824–1904), schottischer AdligerClaude Bowes-Lyon, 13. Earl of Strathmore and Kinghorne (1824–1904)

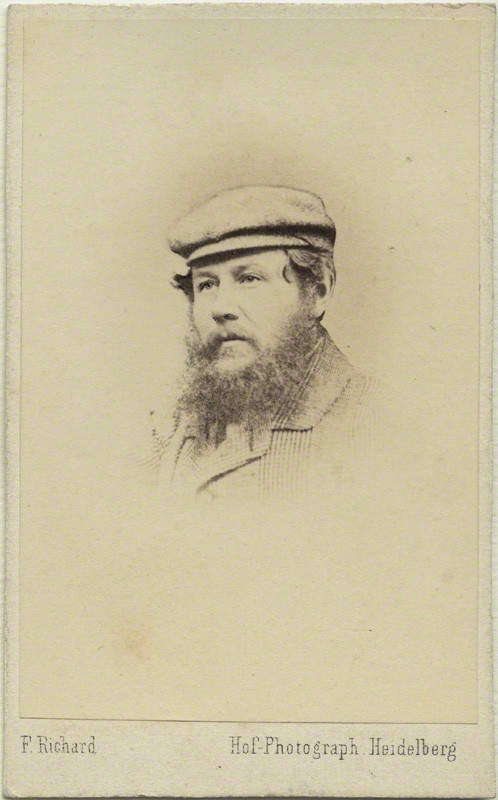
Claude Bowes-Lyon, 13. Earl of Strathmore and Kinghorne (1824–1904)

- Bowes-Lyon, Claude, 14. Earl of Strathmore and Kinghorne (1855–1944), schottischer Adliger und Großvater von Königin Elisabeth II.
- Bowes-Lyon, Elizabeth (1900–2002), britische Adelige, Mutter der britischen Königin Elisabeth II.Elizabeth Bowes-Lyon (1900–2002)

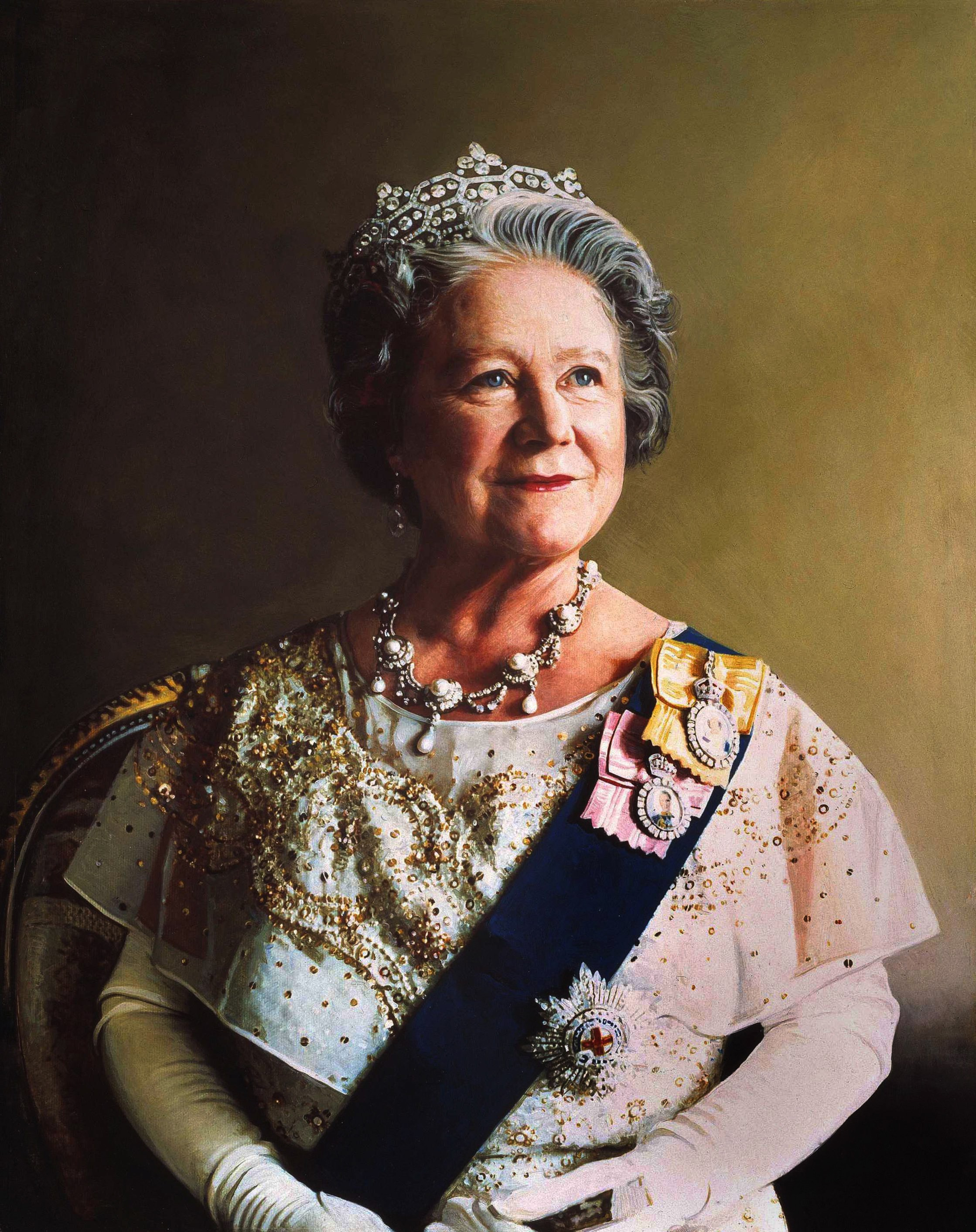
Elizabeth Bowes-Lyon (1900–2002)

- Bowes-Lyon, James (1917–1977), britischer Generalmajor
- Bowes-Lyon, Katherine (1926–2014), englische Adlige, die fälschlicherweise lange Zeit als tot galt
- Bowes-Lyon, Michael, 18. Earl of Strathmore and Kinghorne (1957–2016), britischer Politiker und Heeresoffizier
- Bowes-Lyon, Nerissa (1919–1986), englische Adlige, die fälschlicherweise lange Zeit als tot galt
- Bowes-Lyon, Patrick (1863–1946), britischer Tennisspieler
- Bowett, Derek (1927–2009), britischer Völkerrechtsexperte und Whewell-Professor für internationales Recht
- Bowey, Madison (* 1995), kanadischer Eishockeyspieler

#### Bowi
- Bowie, Andrew (* 1952), britischer Philosoph, Germanist und Hochschullehrer
- Bowie, Angela (* 1949), US-amerikanische Autorin, Schauspielerin und Sängerin
- Bowie, Angus (* 1949), britischer Altphilologe mit dem Schwerpunkt Gräzistik
- Bowie, David (1947–2016), britischer Musiker, Produzent und Schauspieler
- Bowie, Dubbie (1880–1959), kanadischer Eishockeyspieler und -schiedsrichter
- Bowie, Ewen (* 1940), britischer Altphilologe
- Bowie, James († 1836), texanischer Revolutionär
- Bowie, Jamie (* 1989), britischer Sprinter
- Bowie, John Ross (* 1971), US-amerikanischer SchauspielerJohn Ross Bowie (* 1971)

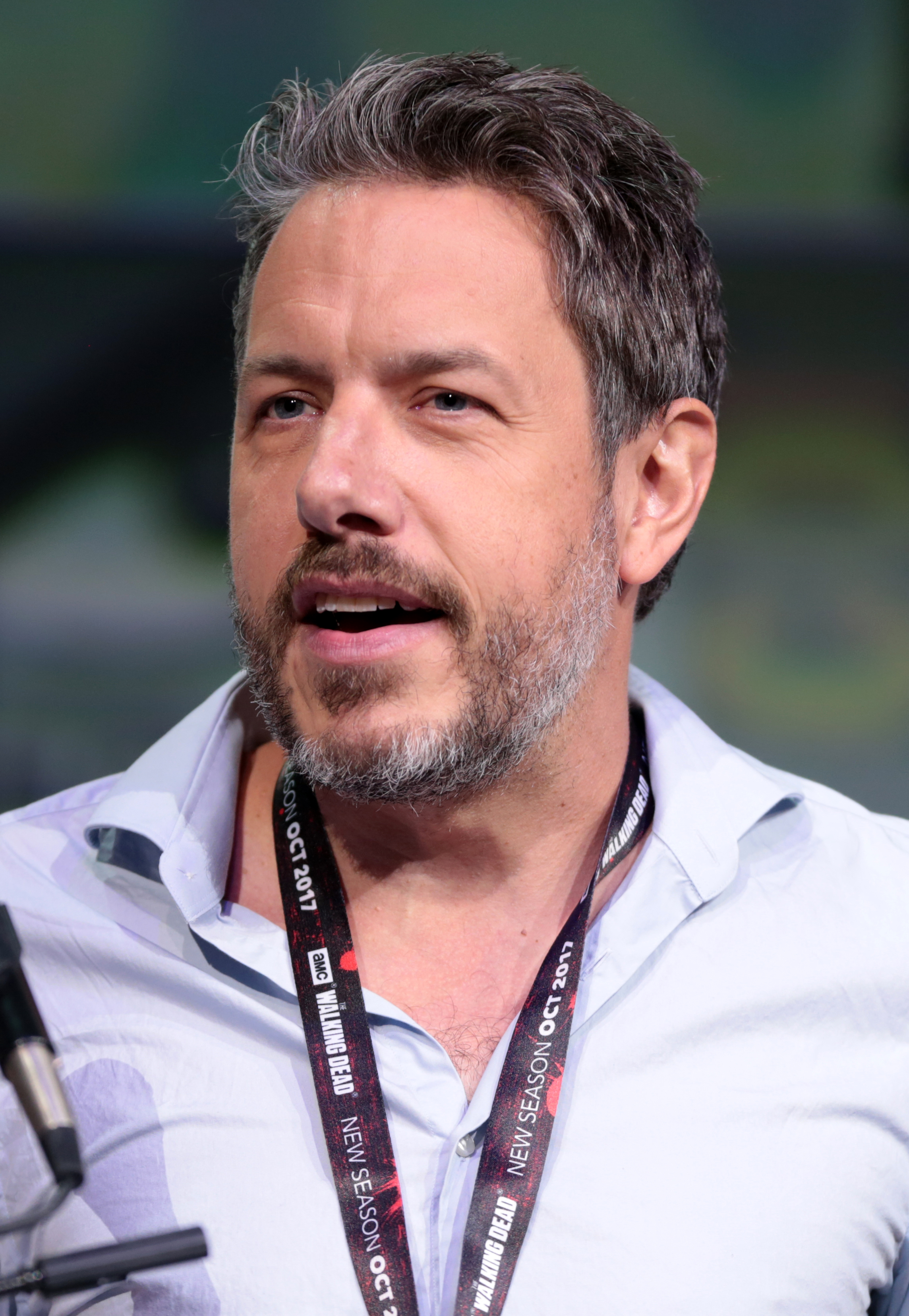
John Ross Bowie (* 1971)

- Bowie, Joseph (* 1953), US-amerikanischer Musiker
- Bowie, Kieron (* 2002), schottischer Fußballspieler
- Bowie, Lauralee (* 1959), kanadische Freestyle-Skisportlerin
- Bowie, Les (1913–1979), kanadischer Spezialeffektkünstler
- Bowie, Lester (1941–1999), US-amerikanischer Jazztrompeter, -Bandleader und -Komponist
- Bowie, Malcolm (1943–2007), britischer Romanist und Literaturwissenschaftler
- Bowie, Oden (1826–1894), US-amerikanischer Politiker, Gouverneur von Maryland
- Bowie, Richard (1807–1881), US-amerikanischer Jurist und Politiker
- Bowie, Robert (1750–1818), US-amerikanischer Politiker
- Bowie, Sam (* 1961), US-amerikanischer Basketballspieler
- Bowie, Sydney J. (1865–1928), US-amerikanischer Rechtsanwalt und Politiker
- Bowie, Thomas Fielder (1808–1869), US-amerikanischer Politiker
- Bowie, Tori (1990–2023), US-amerikanische Sprinterin und Weitspringerin
- Bowie, Walter (1748–1810), US-amerikanischer Politiker
- Bowie, William (1869–1934), schottischer Fußballspieler
- Bowie, William (1872–1940), US-amerikanischer Geodät
- Bowien, Erwin (1899–1972), deutscher MalerErwin Bowien (1899–1972)

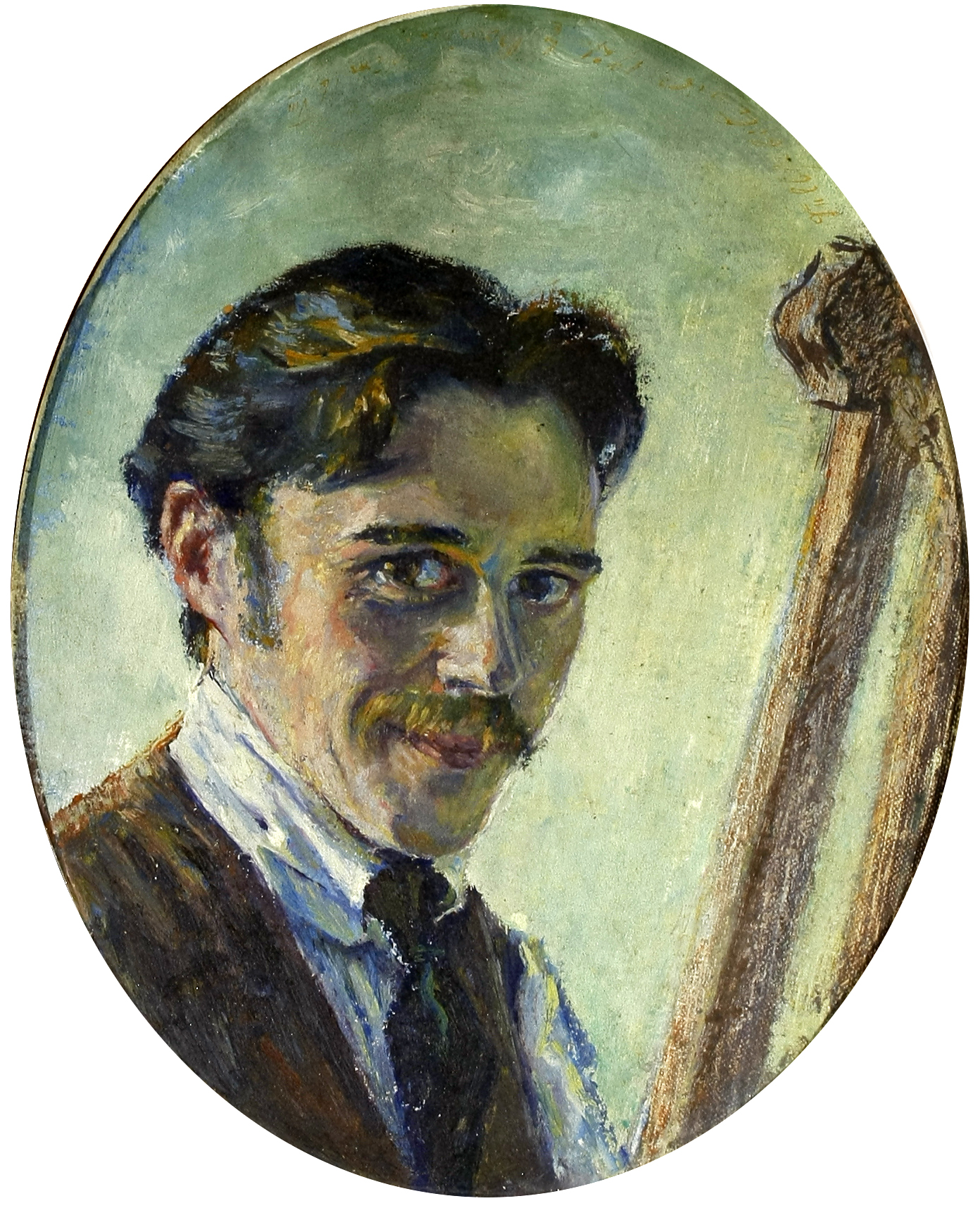
Erwin Bowien (1899–1972)

- Bowin, Oleg Georgijewitsch (* 1946), sowjetischer Wasserballspieler
- Bowina, Jelena Olegowna (* 1983), russische Tennisspielerin
- Böwing, Walter (1906–1996), deutscher Leichtathlet
- Böwing, Werner (1928–2016), deutscher Gewerkschafter, Sozialist und Pazifist
- Bowis, John (* 1945), britischer Politiker (Conservative Party), Mitglied des House of Commons, MdEP
- Bowitsch, Ludwig (1818–1881), österreichischer Dichter und Schriftsteller

#### Bowk
- Bowker, David (1922–2020), britischer Segler
- Bowker, Debbie (* 1958), kanadische Mittel- und Langstreckenläuferin
- Bowker, James (1901–1983), britischer Diplomat
- Bowker, Joe (1883–1955), britischer Boxer im Bantamgewicht
- Bowker, Judi (* 1954), britische Filmschauspielerin

#### Bowl
- Bowlby, April (* 1980), US-amerikanische SchauspielerinApril Bowlby (* 1980)

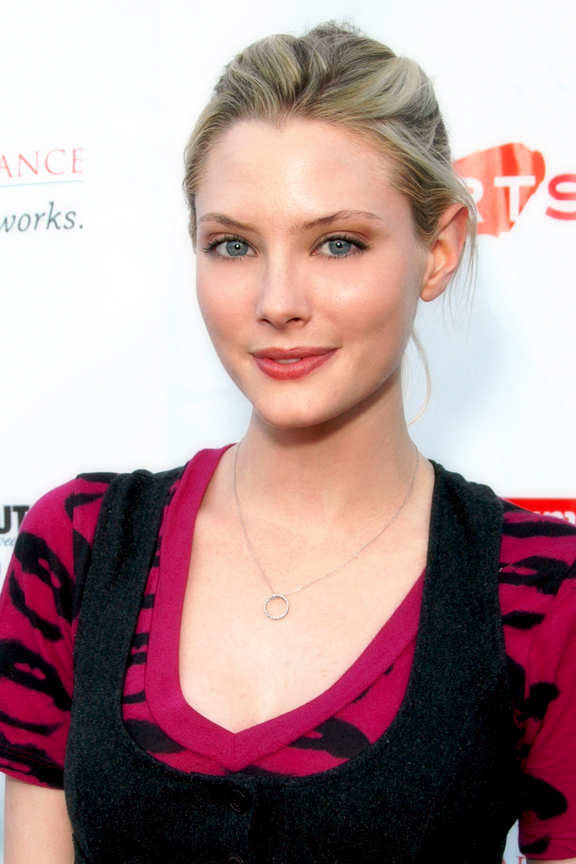
April Bowlby (* 1980)

- Bowlby, John (1907–1990), britischer Arzt, Psychoanalytiker und Pionier der Bindungsforschung
- Bowlby, Ronnie (1926–2019), britischer anglikanischer Bischof
- Bowlen, John James (1876–1959), kanadischer Politiker und Landwirt
- Bowlen, Pat (1944–2019), US-amerikanischer Unternehmer und Besitzer der Denver Broncos
- Bowler, Andrew, Filmemacher und Schauspieler
- Bowler, Arthur (* 1950), schweizerisch-US-amerikanischer Autor, Theologe, Referent und Filmsprecher
- Bowler, Bill (* 1974), kanadischer Eishockeyspieler und -trainer
- Bowler, Bill (* 1986), US-amerikanischer Biathlet und Skilangläufer
- Bowler, Dave (* 1957), amerikanischer Jazzmusiker (Schlagzeug)
- Bowler, Gerry (1919–2006), nordirischer Fußballspieler
- Bowler, Grant (* 1968), neuseeländischer Schauspieler und Moderator
- Bowler, James (1875–1957), US-amerikanischer Politiker
- Bowler, John (* 1984), US-amerikanischer Basketballspieler
- Bowler, Keith († 2015), australischer Tischtennisfunktionär
- Bowler, Tim (* 1953), britischer Schriftsteller
- Bowles, Chester (1901–1986), US-amerikanischer Politiker
- Bowles, Clint (* 1988), US-amerikanischer Tennisspieler
- Bowles, Cyril (1916–1999), britischer Geistlicher, Bischof von Derby
- Bowles, Erskine (* 1945), US-amerikanischer Geschäftsmann und Politiker
- Bowles, Frank, Baron Bowles (1902–1970), britischer Politiker, Mitglied des House of Commons und Rechtsanwalt
- Bowles, Gary Ray (1962–2019), US-amerikanischer Serienmörder
- Bowles, Henry L. (1866–1932), US-amerikanischer Politiker
- Bowles, Jane (1917–1973), US-amerikanische Schriftstellerin und Dramatikerin
- Bowles, Lauren (* 1970), US-amerikanische SchauspielerinLauren Bowles (* 1970)

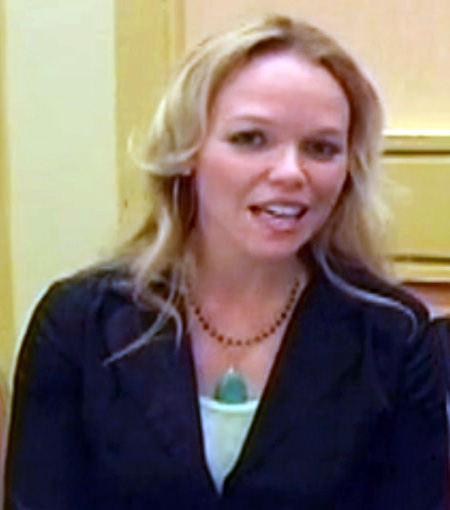
Lauren Bowles (* 1970)

- Bowles, Paul (1910–1999), US-amerikanischer Schriftsteller und Komponist
- Bowles, Peter (1936–2022), britischer Film- und Theaterschauspieler
- Bowles, Richard Spink (1912–1988), kanadischer Politiker, Vizegouverneur von Manitoba
- Bowles, Samuel (* 1939), US-amerikanischer Ökonom
- Bowles, Sharon (* 1953), britische Politikerin (LibDems), MdEP
- Bowles, Stan (1948–2024), englischer Fußballspieler
- Bowles, Thomas (1926–2000), US-amerikanischer Session-Saxophonist und -Flötist für Motown
- Bowles, Thomas J. (* 1950), US-amerikanischer Physiker
- Bowles, Todd (* 1963), US-amerikanischer American-Football-Trainer und -Spieler
- Bowles, William (1780–1869), britischer Flottenadmiral
- Bowles, William Lisle (1762–1850), englischer Geistlicher, Dichter und Kritiker
- Bowley, Albert Jesse (1875–1945), US-amerikanischer Offizier, Generalleutnant der US-Army
- Bowley, Arthur Lyon (1869–1957), britischer Statistiker, Ökonom und Hochschullehrer
- Bowley, Michèle (1966–2023), Schweizer Gesundheitspsychologin
- Bowlin, James B. (1804–1874), US-amerikanischer Politiker
- Bowlin, Skyler (* 1989), US-amerikanischer Basketballspieler
- Bowling, Frank (* 1934), britischer Künstler
- Bowling, Samantha, US-amerikanische Schauspielerin und Filmschaffende
- Bowling, William B. (1870–1946), US-amerikanischer Jurist und Politiker
- Bowlly, Al (1898–1941), südafrikanischer Pop- und JazzsängerAl Bowlly (1898–1941)

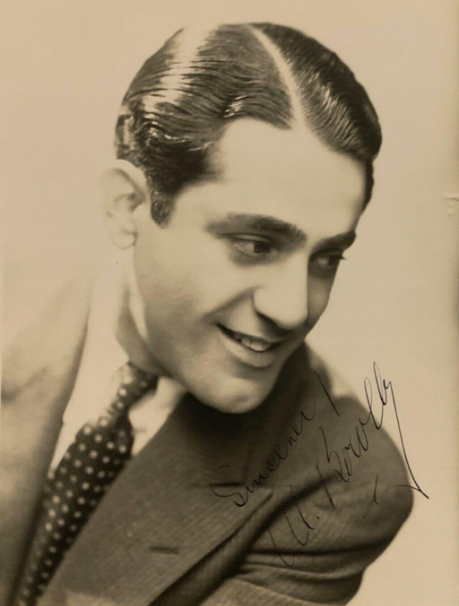
Al Bowlly (1898–1941)

#### Bowm
- Bowman, Addison, US-amerikanische Schauspielerin und Model
- Bowman, Alan K. (* 1944), britischer Althistoriker
- Bowman, Alex (* 1993), US-amerikanischer Automobilrennfahrer
- Bowman, Alice (* 1960), US-amerikanische Wissenschaftlerin und Einsatzsleiterin der New-Horizons-Mission zum Pluto
- Bowman, Andrea, vincentinische Diplomatin
- Bowman, Andrew (* 1984), schottischer Badmintonspieler
- Bowman, Brady, amerikanischer Philosoph und Hochschullehrer
- Bowman, Brandon (* 1984), US-amerikanischer Basketballspieler
- Bowman, Charles Calvin (1852–1941), US-amerikanischer Politiker
- Bowman, Charles D. (* 1935), US-amerikanischer Kernphysiker
- Bowman, Charles Lewis (1890–1971), US-amerikanischer Architekt
- Bowman, Chester (1901–1936), US-amerikanischer Sprinter
- Bowman, Christopher (1967–2008), US-amerikanischer Eiskunstläufer
- Bowman, Collin (* 1991), US-amerikanischer Eishockeyspieler
- Bowman, Dave (1914–1964), US-amerikanischer Jazzpianist des Swing und Dixieland-Revival
- Bowman, David (* 1983), italo-kanadischer Eishockeyspieler
- Bowman, Debbie (* 1963), australische Hockeyspielerin
- Bowman, Don (1937–2013), US-amerikanischer Country-Musiker, Komiker, Radiomoderator und Songschreiber
- Bowman, Drayson (* 1989), US-amerikanischer Eishockeyspieler
- Bowman, Frank L. (1879–1936), US-amerikanischer Politiker
- Bowman, Harry Joseph (1949–2019), US-amerikanischer Präsident des Outlaws MC
- Bowman, Isaiah (1878–1950), US-amerikanischer Geograph
- Bowman, J. David (* 1939), US-amerikanischer Physiker
- Bowman, Jamaal (* 1976), US-amerikanischer Politiker (Demokratische Partei)
- Bowman, James (1941–2023), britischer Opernsänger (Countertenor)
- Bowman, James Langstaff (1879–1951), kanadischer Politiker, Unterhausmitglied, Unterhaussprecher, Curler
- Bowman, Jessica (* 1980), US-amerikanische Schauspielerin
- Bowman, Josephine Beatrice (1881–1971), Superintendent des US Navy Nurse Corps der US Navy
- Bowman, Josh (* 1988), britischer SchauspielerJosh Bowman (* 1988)

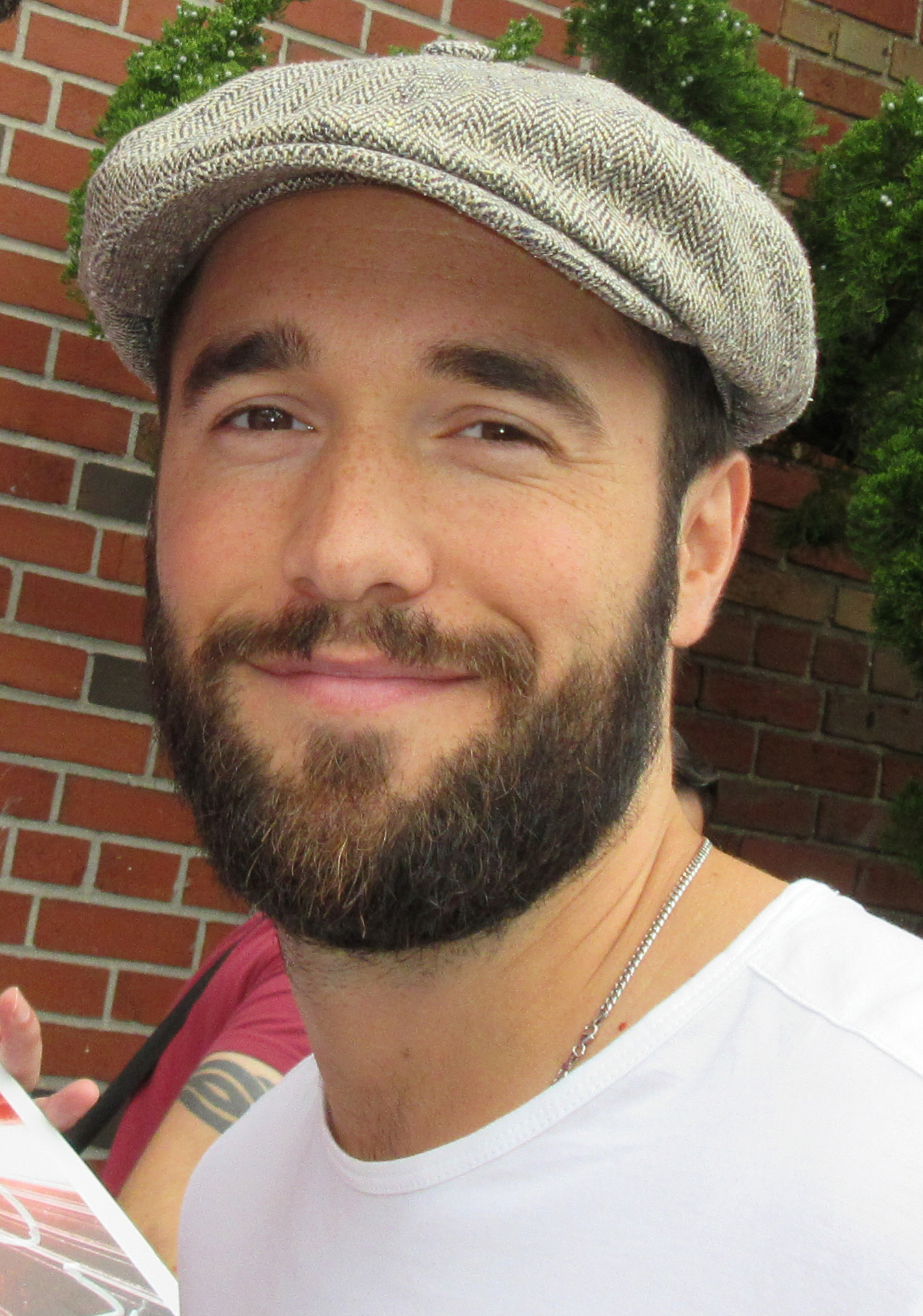
Josh Bowman (* 1988)

- Bowman, Ken (1942–2023), US-amerikanischer Footballspieler
- Bowman, Lee (1914–1979), US-amerikanischer Schauspieler
- Bowman, Maddie (* 1994), amerikanische Freestyle-Skisportlerin
- Bowman, NaVorro (* 1988), US-amerikanischer American-Football-Spieler
- Bowman, Noah (* 1992), kanadischer Freestyle-Skier
- Bowman, Raymond J. (1924–1945), US-amerikanischer Soldat
- Bowman, Rob (* 1956), kanadischer Musikwissenschaftler, Autor, Produzent und Moderator
- Bowman, Rob S. (* 1960), US-amerikanischer RegisseurRob S. Bowman (* 1960)

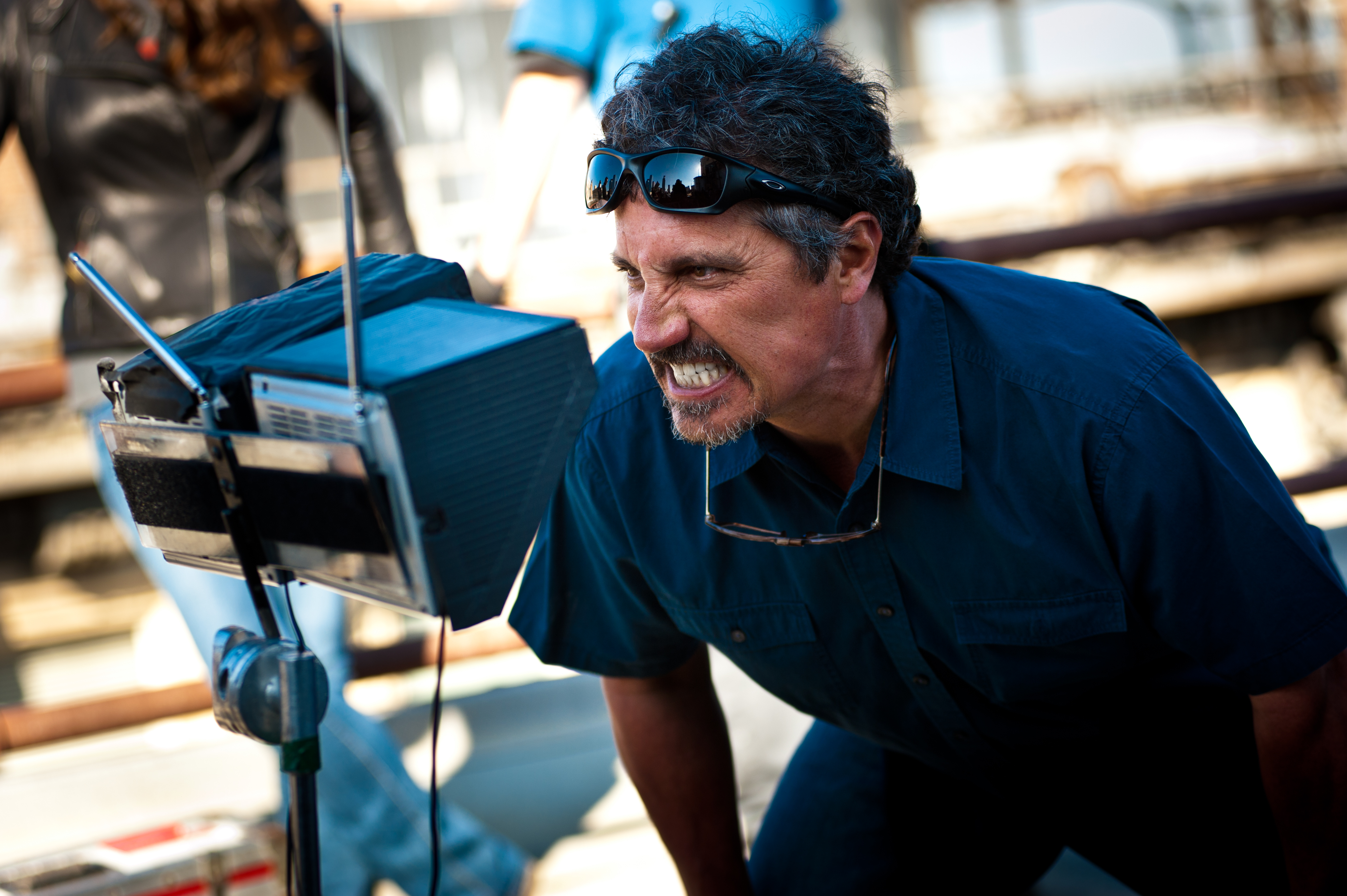
Rob S. Bowman (* 1960)

- Bowman, Rudy (1890–1972), US-amerikanischer Schauspieler
- Bowman, Ryan (* 1991), englischer Fußballspieler
- Bowman, Scotty (* 1933), kanadischer Eishockeyspieler, -trainer und General Manager
- Bowman, Selwyn Z. (1840–1928), US-amerikanischer Politiker
- Bowman, Sidney (1907–1986), US-amerikanischer Dreispringer
- Bowman, Stan (* 1973), kanadischer Eishockeyfunktionär
- Bowman, Thomas (1848–1917), US-amerikanischer Politiker
- Bowman, Walter (1870–1948), kanadischer Fußballspieler
- Bowman, William (1816–1892), britischer Augenarzt und Anatom
- Bowman, William (1881–1947), US-amerikanischer Fechter
- Bowman, William Ernest (1911–1985), britischer Ingenieur und Schriftsteller

#### Bown
- Bown, Andy (* 1946), britischer Komponist und Keyboarder Rockgruppe Status QuoAndy Bown (* 1946)

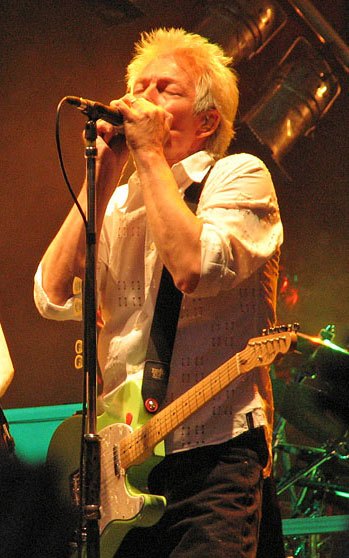
Andy Bown (* 1946)

- Bown, Heather (* 1978), US-amerikanische Volleyballspielerin
- Bown, Patti (1931–2008), US-amerikanische Pianistin des Modern Jazz
- Bown, Ralph (1891–1971), US-amerikanischer Radiopionier
- Bowne, Obadiah (1822–1874), US-amerikanischer Politiker
- Bowne, Samuel S. (1800–1865), US-amerikanischer Jurist und Politiker
- Bowne, Walter (1770–1846), US-amerikanischer Politiker
- Bownes, Shaun (* 1970), südafrikanischer Hürdenläufer
- Bowness, Peter, Baron Bowness (* 1943), britischer Politiker (Conservative Party)
- Bowness, Rick (* 1955), kanadischer Eishockeyspieler und -trainer
- Bowns, Ben (* 1991), britischer Eishockeytorwart

#### Bowo
- Bowo, Fauzi (* 1948), indonesischer Politiker
- Boworadet, Mitglied des siamesischen Königshauses

#### Bowr
- Bowra, Kenneth (* 1948), US-amerikanischer Offizier, Generalmajor der US-Army
- Bowra, Maurice (1898–1971), britischer Klassischer Philologe
- Bowrey, Bill (* 1943), australischer Tennisspieler
- Bowring, Avril (* 1942), britische Sprinterin
- Bowring, Benjamin (1778–1846), englisch-kanadischer Uhrmacher, Juwelier und Geschäftsmann
- Bowring, Eva Kelly (1892–1985), US-amerikanische Politikerin
- Bowring, John (1792–1872), britischer Politiker, Mitglied des House of Commons, Reisender und Schriftsteller
- Bowring, Samuel (1953–2019), US-amerikanischer Geochemiker und Geologe
- Bowron, Fletcher (1887–1968), US-amerikanischer Politiker

#### Bows
- Bowser, Doug (* 1965), US-amerikanischer Geschäftsmann
- Bowser, Mary, US-amerikanische Spionin für die Nordstaaten
- Bowser, Muriel (* 1972), US-amerikanische Politikerin der Demokratischen ParteiMuriel Bowser (* 1972)

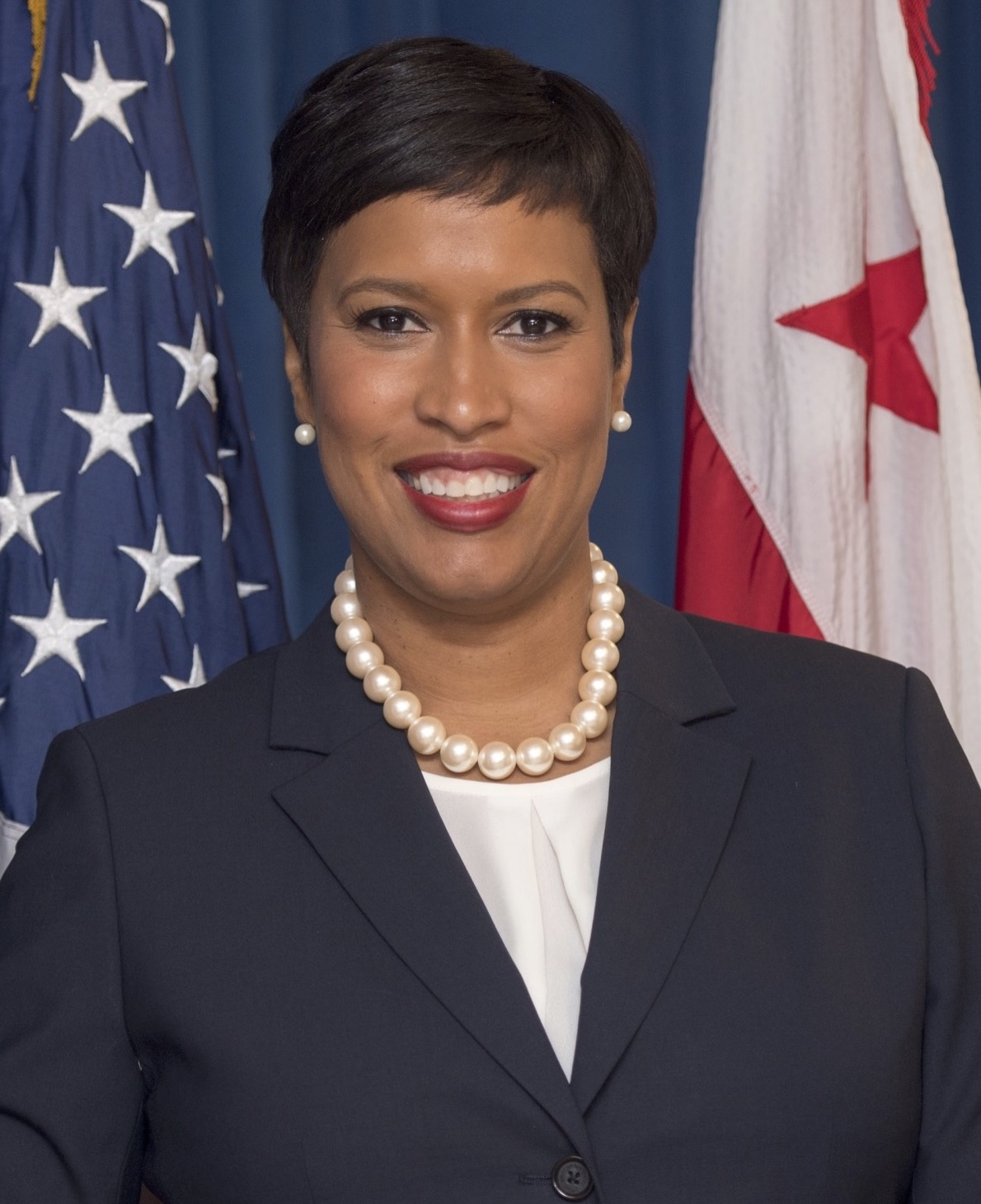
Muriel Bowser (* 1972)

- Bowser, William John (1867–1933), kanadischer Politiker
- Bowshier, Donnie (1937–2002), US-amerikanischer Country- und Rockabilly-Musiker

#### Bowt
- Bowtell, Amy (* 1993), irische Tennisspielerin

#### Bowy
- Bowyer, Adrian (* 1952), britischer Ingenieur und Mathematiker
- Bowyer, Bertram, 2. Baron Denham (1927–2021), britischer Adliger und Politiker
- Bowyer, Brendan (1938–2020), irischer Sänger
- Bowyer, Clint (* 1979), US-amerikanischer NASCAR-Rennfahrer
- Bowyer, George, 7. Baronet (1811–1883), britischer Rechtsanwalt und Politiker
- Bowyer, Ian (* 1951), englischer Fußballspieler und -trainer
- Bowyer, Lee (* 1977), englischer Fußballspieler und -trainer
- Bowyer, Robert († 1834), englischer Maler und Verleger
- Bowyer, William, englischer Politiker
- Bowyer-Chapman, Jeffrey (* 1984), kanadischer Schauspieler und Model

### Box
- Box, Betty (1915–1999), britische Filmproduzentin
- Box, C. J. (* 1958), US-amerikanischer Schriftsteller
- Box, Emma (* 1991), australische Triathletin
- Box, Euel (1928–2017), US-amerikanischer Komponist und Songwriter
- Box, George (1919–2013), britischer StatistikerGeorge Box (1919–2013)

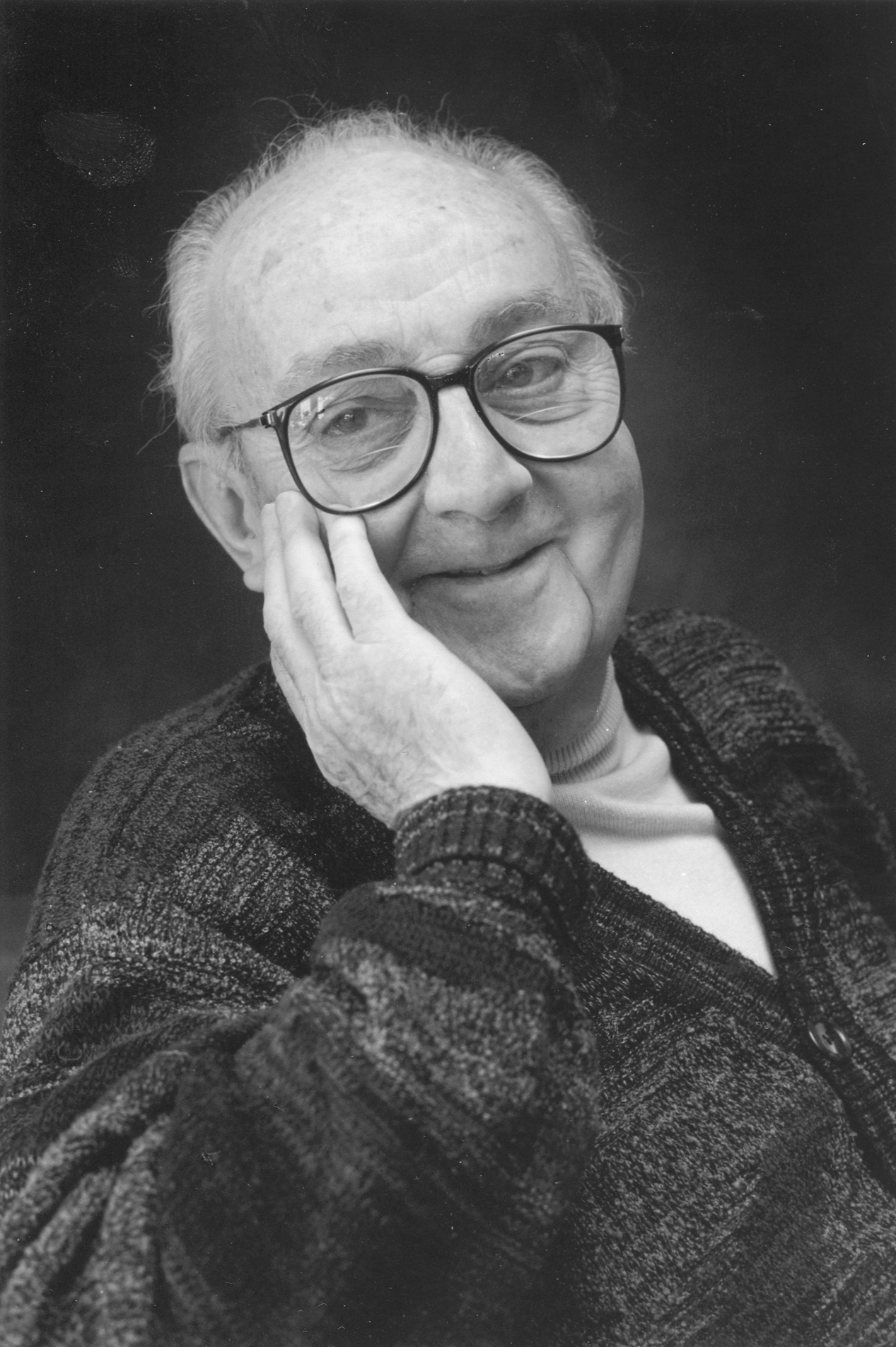
George Box (1919–2013)

- Böx, Heinrich (1905–2004), deutscher Politiker (CDU), Botschafter
- Box, Jason (* 1970), US-amerikanischer Klimawissenschaftler
- Box, Jens-Peter (* 1956), deutscher Fußballspieler
- Box, John (1920–2005), britischer Szenenbildner (Art Director und Production Designer)
- Box, John C. (1871–1941), US-amerikanischer Politiker
- Box, Kenneth (1930–2022), britischer Sprinter
- Box, Mick (* 1947), britischer GitarristMick Box (* 1947)

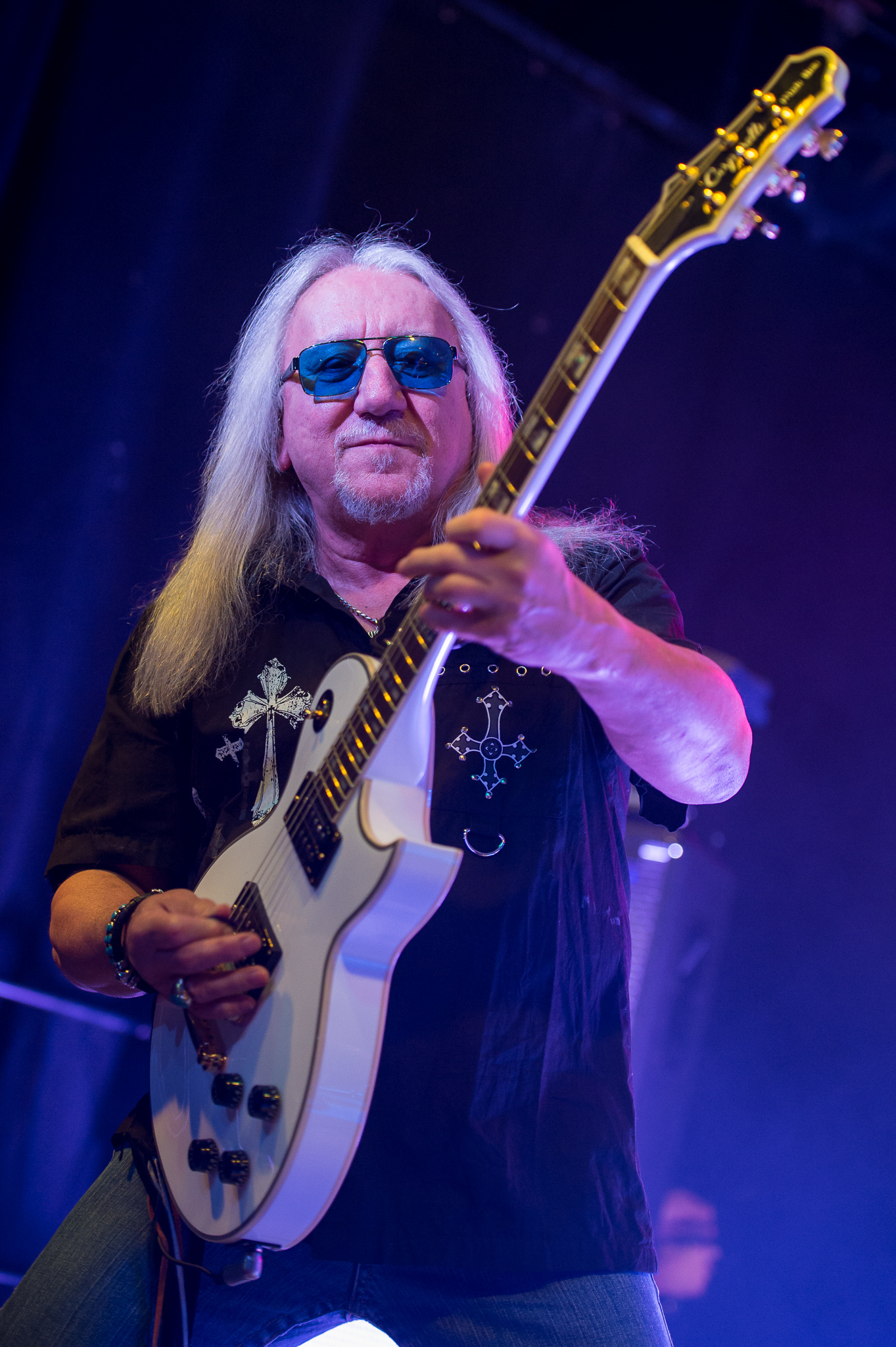
Mick Box (* 1947)

- Box, Muriel (1905–1991), britische Drehbuchautorin und Regisseurin
- Box, Steve (* 1967), britischer Animator und Filmregisseur
- Box, Sydney (1907–1983), britischer Drehbuchautor und Filmproduzent
- Box-Steffensmeier, Janet M. (* 1965), US-amerikanische Politikwissenschaftlerin und Hochschullehrerin
- Boxadors y Sureda de San Martín, Juan Tomás de (1703–1780), spanischer Kardinal der katholischen Kirche
- Boxall, Margaret, englische Badmintonspielerin
- Boxall, Michael (* 1988), neuseeländischer Fußballspieler
- Boxall, Nikko (* 1992), neuseeländisch-samoanischer Fußballspieler
- Boxberg, Albrecht von (1913–1985), deutscher Offizier
- Boxberg, Alfred von (1841–1896), Geheimer Staatsrat, Chef des Kultusdepartements in Weimar
- Boxberg, Bertram von (* 1957), deutscher Regisseur, Drehbuchschreiber und Schauspieler
- Boxberg, Christian Ludwig (1670–1729), deutscher Komponist, Librettist, Sänger und Organist
- Boxberg, Christoph Carl von (1629–1699), sächsischer Bergrat und Berghauptmann
- Boxberg, Emil Bernhard von (1808–1866), sächsischer Oberst
- Boxberg, Hans Wilhelm von (1593–1638), deutscher Kaufmann und Berghauptmann
- Boxberg, Ida von (1806–1893), deutsche Amateur-Archäologin
- Boxberg, Kurt von (1846–1913), deutscher Kammerherr, Major und Rittergutsbesitzer
- Boxberger, Georg Anton (1679–1765), deutscher Apotheker
- Boxberger, Helmi (* 1950), deutsche Schwimmerin
- Boxberger, Jacky (1949–2001), französischer Mittel- und Langstreckenläufer
- Boxberger, Robert (1836–1890), deutscher Gymnasiallehrer und Literaturhistoriker
- Boxberger, Valentin (1539–1596), Hofbeamter des Grafen von Henneberg und kurfürstlich-sächsischer und fürstlich-sächsischer Amtmann und Landrichter
- Boxcar Willie (1931–1999), US-amerikanischer Countrysänger
- Boxdorfer, Dietrich (1943–2020), deutscher Jurist und Hochschullehrer
- Boxen, Martina van (* 1960), deutsche Regisseurin
- Boxer, Barbara (* 1940), US-amerikanische Politikerin
- Boxer, Charles Ralph (1904–2000), britischer Offizier und Historiker
- Boxer, Christina (* 1957), britische Mittelstreckenläuferin
- Boxer, Edward Mounier (1822–1898), britischer Offizier und Erfinder auf dem Gebiet der Waffentechnik
- Boxer, John (1916–2009), österreichischer Emigrant, Offizier der US-Armee
- Boxer, Nathan (1925–2009), US-amerikanischer Tontechniker
- Boxer, Siegfried (1877–1949), österreichisch-US-amerikanischer Gynäkologe, Primararzt und NS-Verfolgter
- Boxer, Stephen (* 1950), britischer Schauspieler
- Boxhall, Arlene (* 1961), simbabwische Hockeyspielerin
- Boxhall, Joseph (1884–1967), Vierter Offizier der Titanic und Marineoffizier im Ersten WeltkriegJoseph Boxhall (1884–1967)

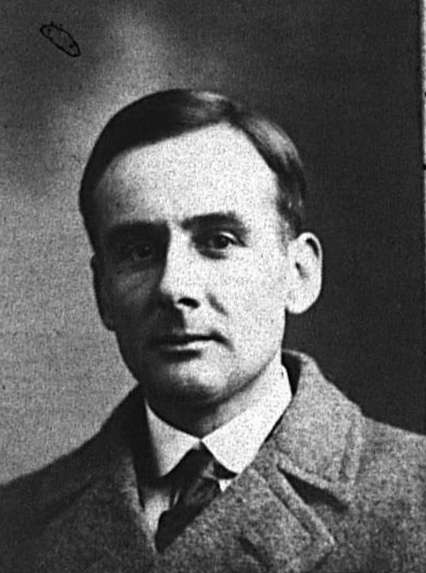
Joseph Boxhall (1884–1967)

- Boxhammer, Fritz (1873–1926), deutscher Fußballspieler und Verbandsfunktionär
- Boxheimer, Johann Georg (1877–1914), Landtagsabgeordneter Großherzogtum Hessen
- Boxhorn, Marcus Zuerius van († 1653), niederländischer Gelehrter und Sprachwissenschaftler
- Boxi (* 1974), britischer Urban-Art-Künstler
- Boxill, Jonathan (* 1989), britischer Eishockeyspieler
- Boxleitner, Anja (* 1980), deutsche Mountainbikerin
- Boxleitner, Bruce (* 1950), US-amerikanischer Schauspieler
- Boxler, Anny (1914–2001), Schweizer Malerin
- Boxler, Bruno (1912–1989), deutscher Ingenieur, Autor und Erfinder
- Boxler, Maurus († 1681), Abt im Stift Altenburg (1658–1681)
- Boxley, Seamus (* 1982), US-amerikanischer Basketballspieler
- Boxmeer, Jean-François van (* 1961), belgischer Manager
- Boxrucker, Michael (* 1960), deutscher Kameramann
- Boxshall, Geoffrey (* 1950), britischer Zoologe
- Boxx, Gillian (* 1973), US-amerikanische Softballspielerin
- Boxx, Shannon (* 1977), US-amerikanische Fußballspielerin

### Boy
- Boy George (* 1961), britischer SängerBoy George (* 1961)

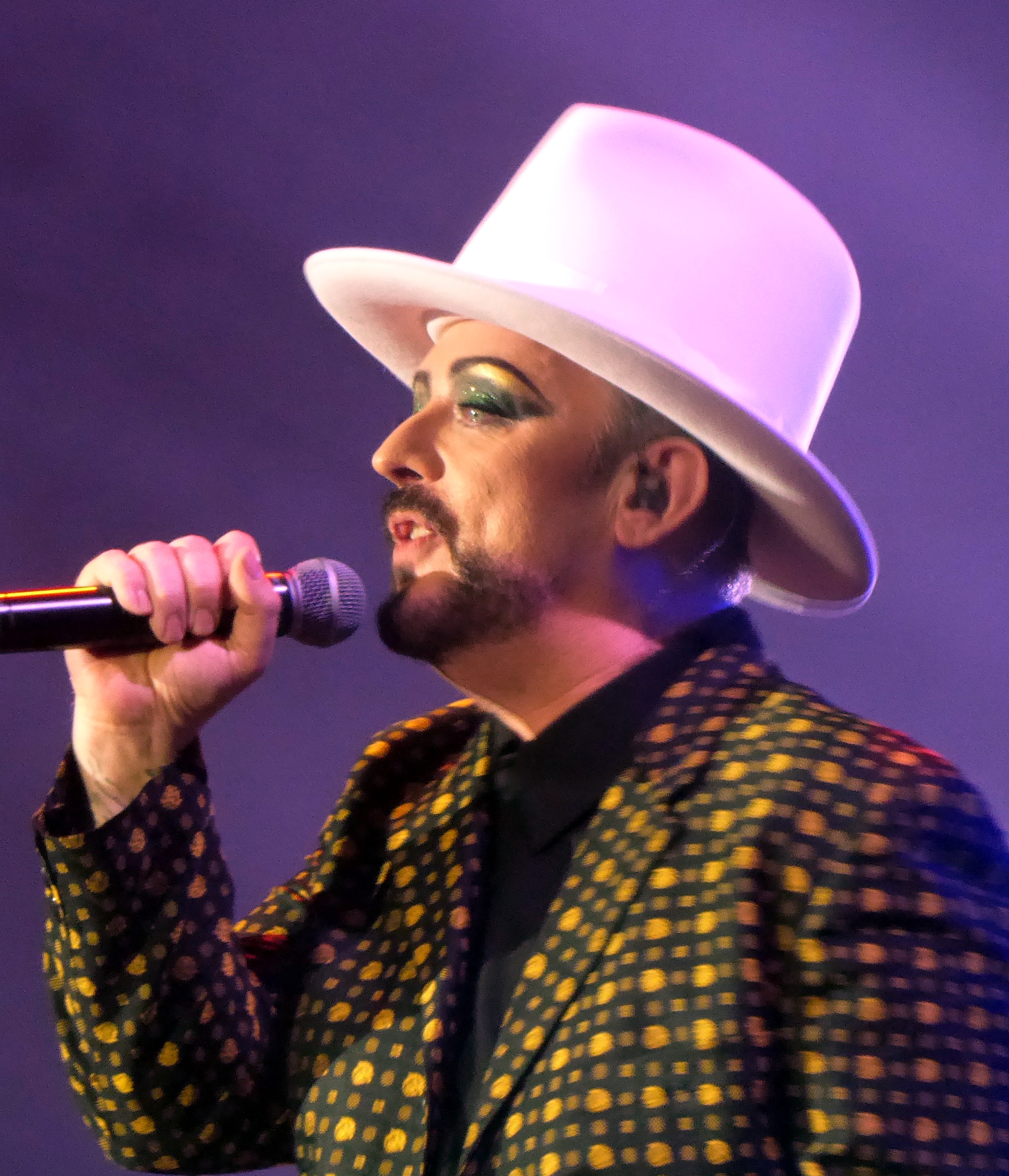
Boy George (* 1961)

- Boy monachus, Hugo, niederländischer Komponist des späten Mittelalters
- Boy, Conrad Nicolaus (1753–1793), deutscher Bildhauer
- Boy, Dietrich Jürgen († 1803), deutscher Bildhauer
- Boy, Else (1910–2001), deutsche Theater- und Filmschauspielerin
- Boy, Ernst Karl (1893–1933), deutscher Architekt
- Boy, Gottfried (1701–1755), deutscher Porträtmaler
- Boy, Hans-Peter (* 1964), deutscher Fußballspieler
- Boy, Johanna (* 1851), deutsche Schriftstellerin
- Boy, Judith (* 1969), deutsche bildende Künstlerin
- Boy, Lea (* 2000), deutsche Schwimmerin
- Boy, Michael (* 1981), deutscher Handballtrainer und Handballspieler
- Boy, Peter († 1727), deutscher Goldschmied und Maler
- Boy, Philipp (* 1987), deutscher KunstturnerPhilipp Boy (* 1987)

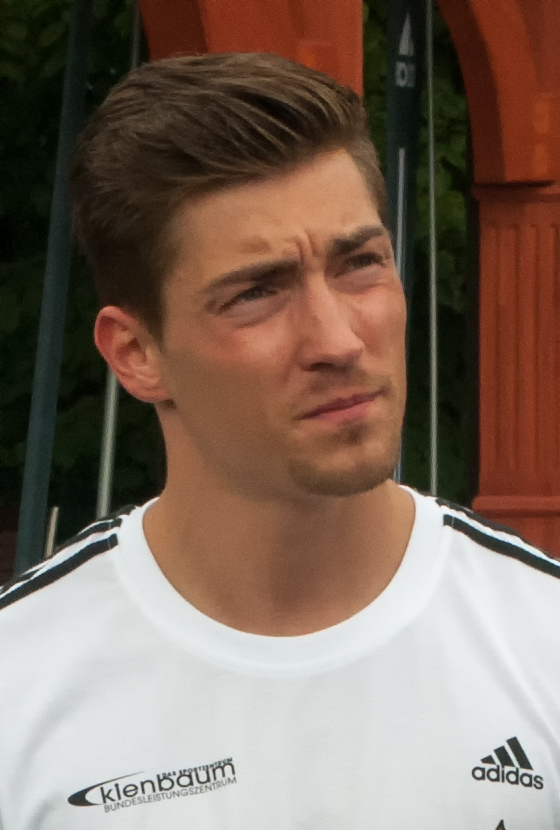
Philipp Boy (* 1987)

- Boy, Raymond (* 1969), Filmregisseur, Drehbuchautor und Storyboard Artist
- Boy, Renate (1939–2023), deutsche Kugelstoßerin
- Boy, Sven (* 1976), deutscher Fußballspieler
- Boy, Tomás (1952–2022), mexikanischer Fußballspieler und -trainer
- Boy, Ute (1938–2014), deutsche Schauspielerin und Fernsehansagerin
- Boy, Werner (1879–1914), deutscher Mathematiker
- Boy-Ed, Ida (1852–1928), deutsche SchriftstellerinIda Boy-Ed (1852–1928)

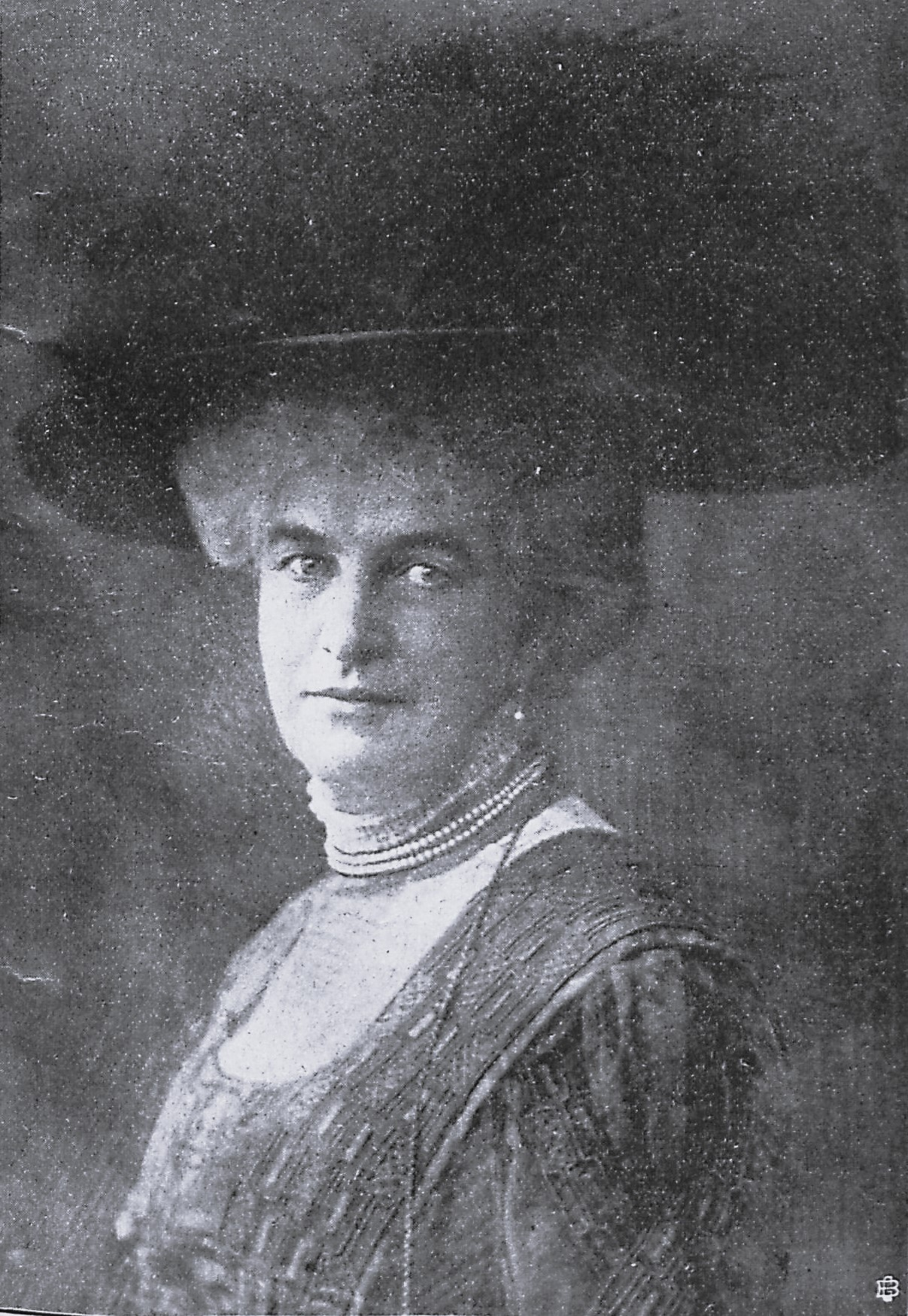
Ida Boy-Ed (1852–1928)

- Boy-Ed, Karl (1872–1930), deutscher Offizier, Diplomat und Spion
- Boy-Żeleński, Tadeusz (1874–1941), polnischer Dichter und Übersetzer französischer Literatur

#### Boya
- Boya, Frank (* 1996), kamerunischer Fußballspieler
- Boya, Pierre (* 1984), kamerunischer Fußballspieler
- Boyacı, Hıjran Alı (* 2005), türkischer Fußballspieler
- Boyacıoğlu, Ahmet Hamdi (1920–1998), türkischer Richter, Präsident des Verfassungsgerichts der Türkei
- Boyacıoğlu, Hayati (* 1960), deutsch-türkischer Karikaturist, Theaterautor und Journalist
- Boyacıoğlu, Mehmed Ağa († 1690), Ağa von Nikosia auf Zypern
- Boyaciyan, Sevan (* 1966), deutscher Konzertgitarrist armenischer Abstammung
- Boyack, Sarah (* 1961), schottische Politikerin
- Boyadjian, Hampartsum (1867–1915), osmanischer Parlamentsabgeordneter
- Boyadjian, Jacky († 2024), französischer Jazzmusiker (Bass)
- Boyagoda, Randy (* 1976), kanadischer Schriftsteller, Anglist, Literaturkritiker und P.E.N.-Präsident
- Boyajian, Zabelle (1873–1957), osmanisch-armenische Malerin, Schriftstellerin und Übersetzerin
- Boyamba, Joseph (* 1996), deutscher Fußballspieler
- Boyan-Enravota, bulgarischer christlicher Märtyrer
- Boyancé, Pierre (1900–1976), französischer Altphilologe
- Boyar, Ali Sami (1880–1967), türkischer Maler, Museumsdirektor
- Boyar, Lombardo (* 1973), US-amerikanischer Schauspieler
- Boyard, Philippe (1916–1969), französischer Eishockeyspieler
- Boyarin, Daniel (* 1946), US-amerikanischer Religionsphilosoph
- Boyars, Marion (1927–1999), deutsch-britische Verlegerin
- Boyarsky, Leonard, US-amerikanischer Computerspielentwickler
- Boyata, Dedryck (* 1990), belgischer Fußballspieler

#### Boyc
- Boyce, Benjamin (* 1968), britischer SängerBenjamin Boyce (* 1968)
- Boyce, Brendan (* 1986), irischer Geher

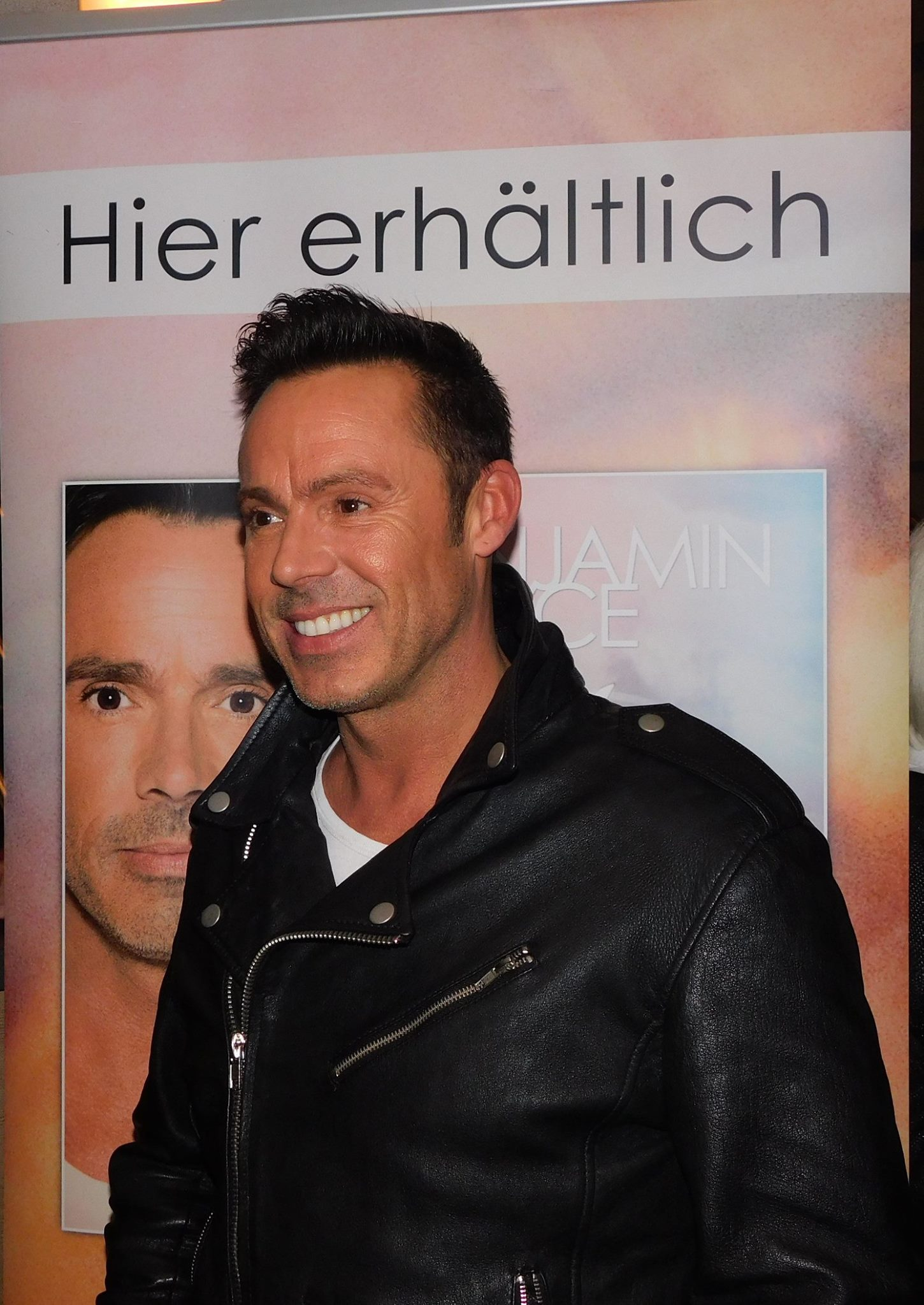
Benjamin Boyce (* 1968)

- Boyce, C. Kevin (* 1974), US-amerikanischer Paläobotaniker
- Boyce, Cameron (1999–2019), US-amerikanischer SchauspielerCameron Boyce (1999–2019)

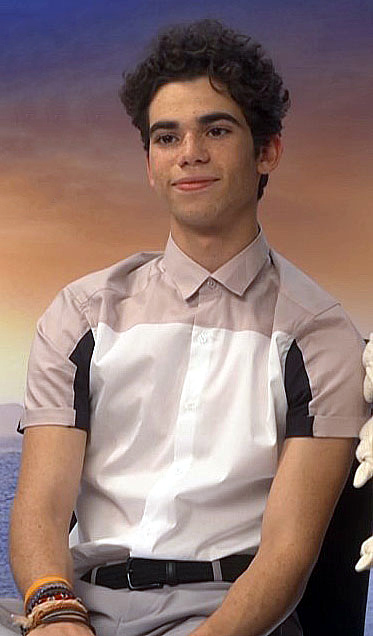
Cameron Boyce (1999–2019)

- Boyce, Chris (1943–1999), schottischer Science-Fiction-Autor
- Boyce, Darryl (* 1984), kanadischer Eishockeyspieler
- Boyce, DeSean (* 2001), barbadischer Sprinter
- Boyce, Edward (1913–1988), britischer Weit- und Dreispringer
- Boyce, Emmerson (* 1979), englischer Fußballspieler
- Boyce, George Price (1826–1897), britischer Architekt und Aquarell-Maler
- Boyce, Jesse L. (1881–1961), US-amerikanischer Politiker
- Boyce, Jim (* 1944), nordirischer Fußballfunktionär
- Boyce, Joe (* 1994), australischer Rugby-League-Spieler
- Boyce, John, barbadischer Politiker
- Boyce, Kevin (* 1971), US-amerikanischer Politiker
- Boyce, Liam (* 1991), nordirischer Fußballspieler
- Boyce, Lionel (* 1991), US-amerikanischer Schauspieler, Drehbuchautor, Rapper und Filmproduzent
- Boyce, Martin (* 1967), britischer Bildhauer
- Boyce, Mary (1920–2006), britische Iranistin, Hochschullehrerin und Religionswissenschaftlerin
- Boyce, Max (* 1943), walisischer Comedian, Songwriter, ehemaliger Bergmann
- Boyce, Michael, Baron Boyce (1943–2022), britischer ehemaliger First Sea Lord der Royal Navy, Chief of the Defence Staff und Life PeerMichael Boyce, Baron Boyce (1943–2022)

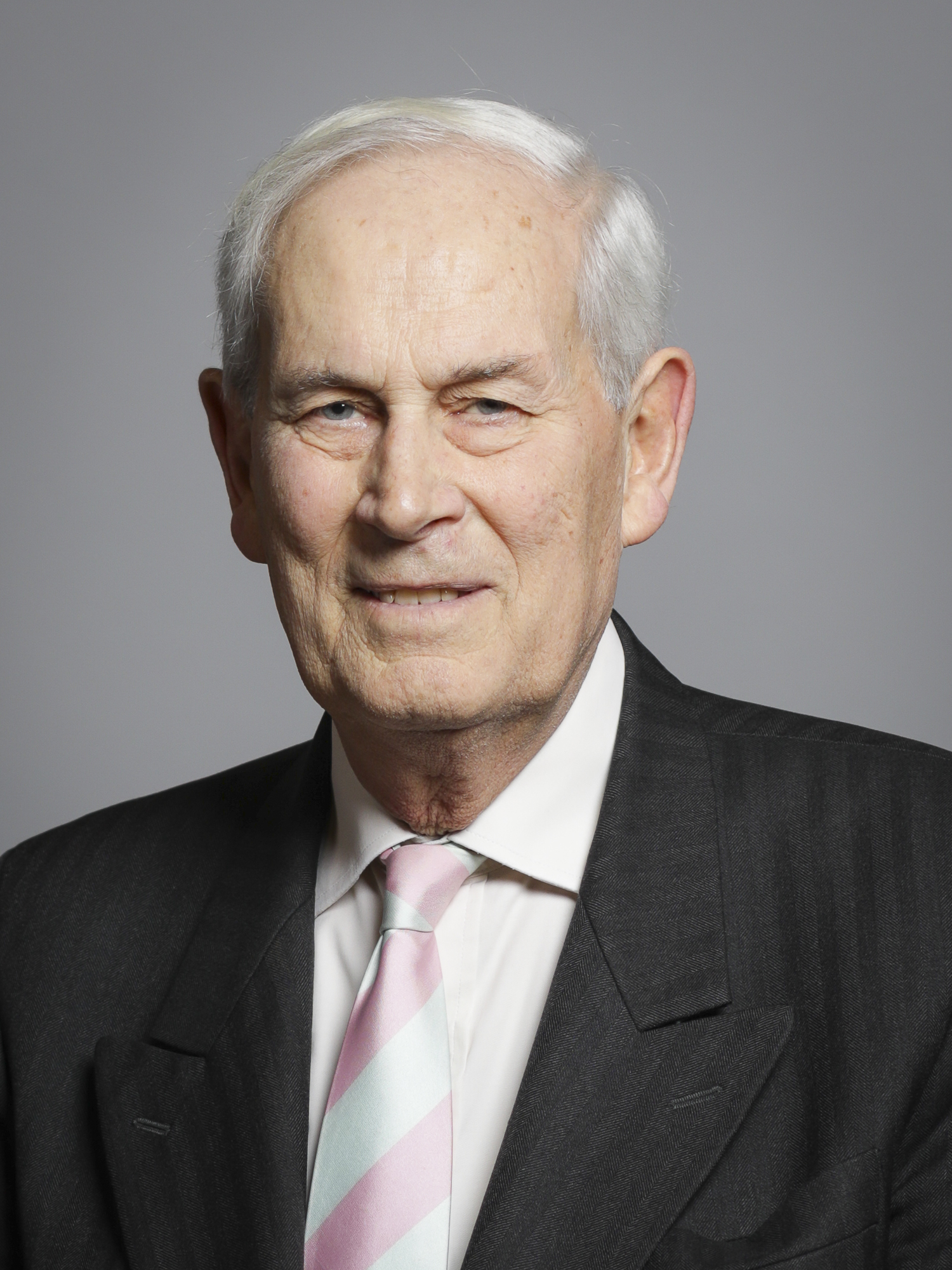
Michael Boyce, Baron Boyce (1943–2022)

- Boyce, Neith (1872–1951), US-amerikanische Schriftstellerin, Bühnenautorin und Journalistin
- Boyce, Peter (* 1946), australischer Hochspringer
- Boyce, Philip (* 1940), irischer Ordensgeistlicher und emeritierter römisch-katholischer Bischof von Raphoe
- Boyce, R. L. (1955–2023), US-amerikanischer Bluessänger, Songwriter und Gitarrist
- Boyce, Ralph Leo (* 1952), US-amerikanischer Diplomat und Industriemanager, Botschafter in Indonesien und Thailand
- Boyce, Raymond F. (1947–1974), US-amerikanischer Datenbanktheoretiker
- Boyce, Sonia (* 1962), britische afrokaribische Künstlerin und Hochschullehrerin
- Boyce, Stephanie (* 1972), britische Rechtsanwältin (Solicitor)
- Boyce, Tommy (1939–1994), US-amerikanischer Musiker und Songwriter
- Boyce, William († 1779), englischer Komponist der Vorklassik
- Boyce, William D. (1858–1929), US-amerikanischer Unternehmer und Verleger
- Boyce, William H. (1855–1942), US-amerikanischer Politiker
- Boyce, William Waters (1818–1890), US-amerikanischer Politiker
- Boyce-Rotevall, Jeremy (* 1993), schwedischer Eishockeyspieler
- Boyceau de la Barauderie, Jacques, französischer Gartenarchitekt
- Boychuk, Andy (* 1941), kanadischer Marathonläufer
- Boychuk, Johnny (* 1984), kanadischer Eishockeyspieler
- Boychuk, Zach (* 1989), kanadischer Eishockeyspieler
- Boycott, Charles Cunningham (1832–1897), britischer Gutsverwalter in IrlandCharles Cunningham Boycott (1832–1897)

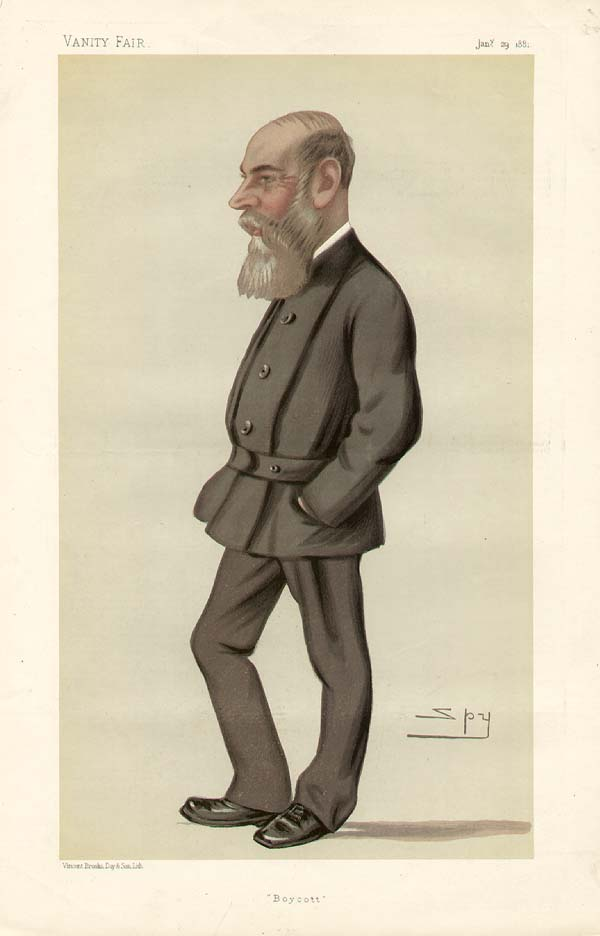
Charles Cunningham Boycott (1832–1897)

#### Boyd
- Boyd, Adam (1746–1835), US-amerikanischer Politiker
- Boyd, Alan Stephenson (1922–2020), erster US-Verkehrsminister (1967–1969), Präsident von Amtrak, Illinois Central Railroad, Airbus Industries North America
- Boyd, Alana (* 1984), australische Stabhochspringerin
- Boyd, Alastair, 7. Baron Kilmarnock (1927–2009), britischer Peer, Politiker und Autor
- Boyd, Alex (* 1984), britischer Fotograf
- Boyd, Alexander (1764–1857), britisch-amerikanischer Politiker
- Boyd, Alfred (1836–1908), kanadischer Politiker
- Boyd, Allen (* 1945), US-amerikanischer Politiker (Demokratische Partei)
- Boyd, Andrew Kennedy Hutchison (1825–1899), schottischer Geistlicher und Schriftsteller
- Boyd, Anne (* 1946), australische Komponistin und Musikpädagogin
- Boyd, Aquilino (1921–2004), panamaischer Diplomat und national-konservativer Politiker
- Boyd, Arthur (1920–1999), australischer Maler, Keramiker und Grafiker
- Boyd, Augusto Samuel (1879–1957), panamaischer Diplomat und Politiker
- Boyd, Barbara Weiden (* 1952), US-amerikanische Klassische Philologin
- Boyd, Belle (1844–1900), Spionin im Amerikanischen Bürgerkrieg
- Boyd, Bill (1906–1997), US-amerikanischer Pokerspieler
- Boyd, Bill (1915–1984), US-amerikanischer Autorennfahrer
- Boyd, Billy (* 1968), britischer Film- und TheaterschauspielerBilly Boyd (* 1968)

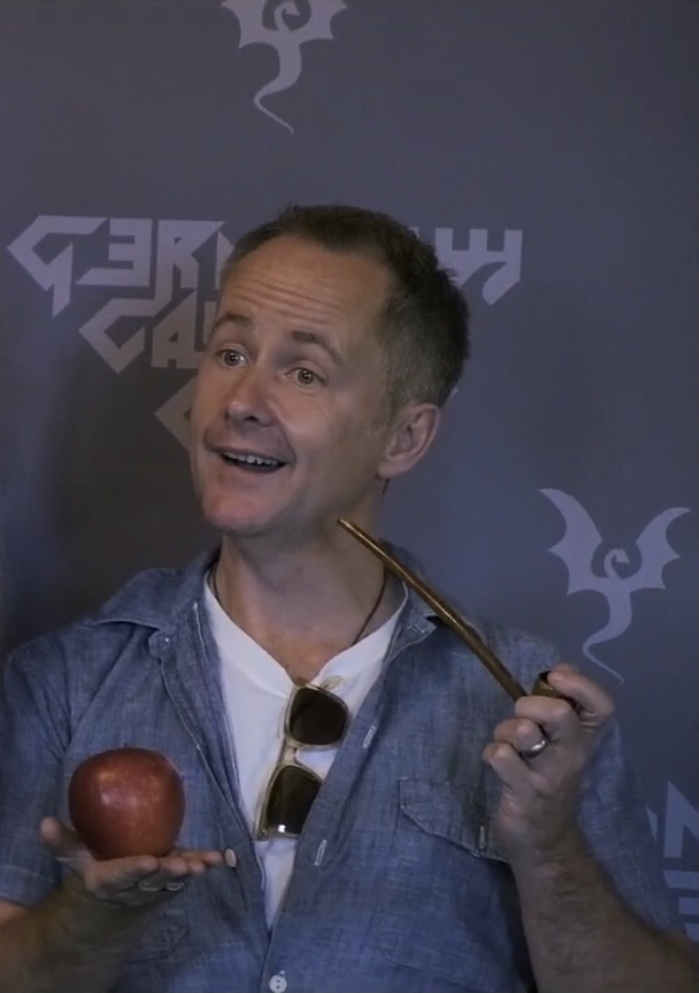
Billy Boyd (* 1968)

- Boyd, Bobby (1937–2017), US-amerikanischer Footballspieler und -trainer
- Boyd, Brandon (* 1976), US-amerikanischer Musiker
- Boyd, Brian (* 1952), neuseeländischer Literaturwissenschaftler und Hochschullehrer
- Boyd, Byron (1864–1941), US-amerikanischer Lehrer, Geschäftsmann und Politiker
- Boyd, Cayden (* 1994), US-amerikanischer Schauspieler
- Boyd, Colin, Baron Boyd of Duncansby (* 1953), britischer Politiker (Labour) und Jurist
- Boyd, Connie (* 1961), kanadische Zauberkünstlerin und Erfinderin
- Boyd, Curtis (* 1940), US-amerikanischer Jazz-Schlagzeuger
- Boyd, Danah (* 1977), US-amerikanische Medienwissenschaftlerin und Sozialforscherin
- Boyd, Darius (* 1987), australischer Rugby-League-Spieler
- Boyd, David (1924–2011), australischer Maler, Grafiker und Keramiker
- Boyd, David (* 1964), kanadischer Rechtswissenschaftler und Menschenrechtsexperte
- Boyd, David W. (* 1941), kanadischer Mathematiker
- Boyd, Denise (* 1952), australische Sprinterin
- Boyd, Dorothy (1907–1996), britische Filmschauspielerin
- Boyd, Douglas (* 1959), britischer Oboist und Dirigent
- Boyd, Dustin (* 1986), kasachisch-kanadischer Eishockeyspieler
- Boyd, Dutch (* 1980), US-amerikanischer Pokerspieler und Autor
- Boyd, Eddie (1914–1994), US-amerikanischer Musiker
- Boyd, Edward (1916–1989), schottischer Krimiautor und Drehbuchautor für Filme, TV-Serien und Hörspiele
- Boyd, Edwin Alonzo (1914–2002), kanadischer Bankräuber
- Boyd, Esna (1899–1966), australische Tennisspielerin
- Boyd, Federico (1851–1924), vierter Staatspräsident von Panama
- Boyd, Fletcher (* 2008), schottischer Fußballspieler
- Boyd, Flinder (* 1980), US-amerikanisch-britischer Basketballspieler
- Boyd, George (* 1985), schottischer Fußballspieler
- Boyd, Gilbert, 6. Baron Kilmarnock (1903–1975), britischer Peer und Politiker
- Boyd, Gregory A. (* 1957), baptistischer Theologe, Pastor, Autor und Redner
- Boyd, Henry (1869–1913), schottischer Fußballspieler
- Boyd, Holly, britische Schauspielerin
- Boyd, Ian (* 1933), britischer Mittelstreckenläufer
- Boyd, James (1872–1961), schottischer Fußballspieler
- Boyd, James (1930–1997), US-amerikanischer Boxer
- Boyd, James E. (1834–1906), US-amerikanischer Politiker
- Boyd, James Edmund (1845–1935), US-amerikanischer Jurist und Politiker
- Boyd, Janet (1850–1928), englisch-britische Suffragette
- Boyd, Jenna (* 1993), US-amerikanische Schauspielerin
- Boyd, Jenny (* 1947), britische Psychologin und früheres Model
- Boyd, Jenny (* 1991), britisch-amerikanische Schauspielerin
- Boyd, Jim (1956–2016), US-amerikanischer, indianischer Musiker
- Boyd, Jimmy (1939–2009), US-amerikanischer Kinderdarsteller und Musiker
- Boyd, Joe (* 1942), US-amerikanischer MusikproduzentJoe Boyd (* 1942)

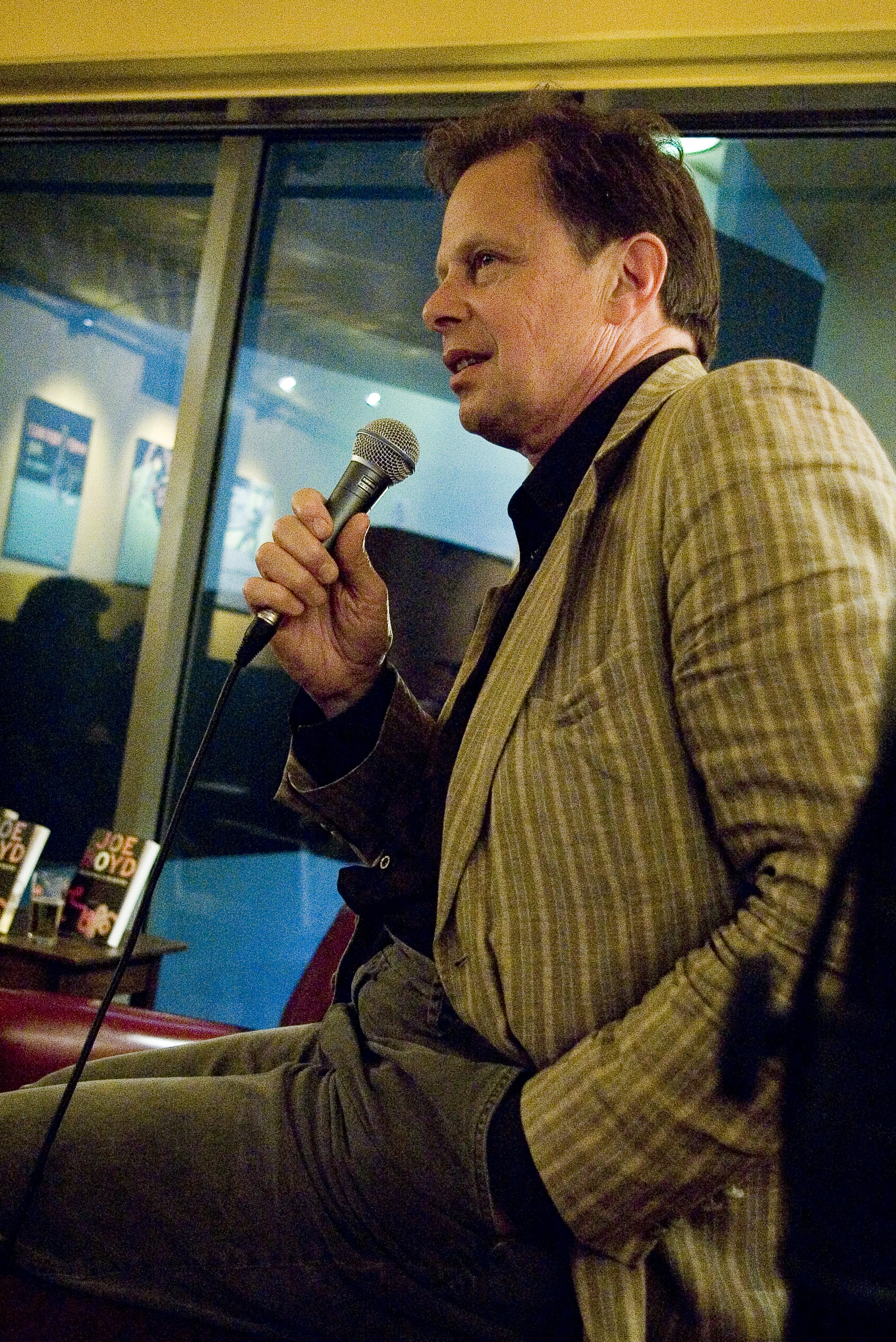
Joe Boyd (* 1942)

- Boyd, John (1912–2002), nordirischer Dramatiker
- Boyd, John (1919–2013), amerikanischer Science-Fiction-Autor
- Boyd, John (1936–2019), britischer Diplomat
- Boyd, John (* 1981), US-amerikanischer Schauspieler
- Boyd, John Frank (1853–1945), US-amerikanischer Politiker
- Boyd, John H. (1799–1868), US-amerikanischer Jurist und Politiker
- Boyd, John Parker (1764–1830), US-amerikanischer Söldner und General
- Boyd, John S., US-amerikanischer Tonmeister
- Boyd, Johnny (1926–2003), US-amerikanischer Autorennfahrer
- Boyd, Joseph C. (1760–1823), US-amerikanischer Soldat und Politiker
- Boyd, Karin (* 1953), afrodeutsche Schauspielerin und Theaterregisseurin
- Boyd, Kaytee (* 1978), neuseeländische Radrennfahrerin
- Boyd, Kenneth (1948–2005), US-amerikanischer Mörder
- Boyd, Kris (* 1983), schottischer Fußballspieler
- Boyd, Lenny (1934–2015), kanadischer Jazz-Musiker
- Boyd, Linn (1800–1859), US-amerikanischer Politiker
- Boyd, Liona (* 1949), kanadische Gitarristin
- Boyd, Louise (1887–1972), US-amerikanischer Polarforscher und Grönlandforscher
- Boyd, Lynda (* 1965), kanadische FilmschauspielerinLynda Boyd (* 1965)

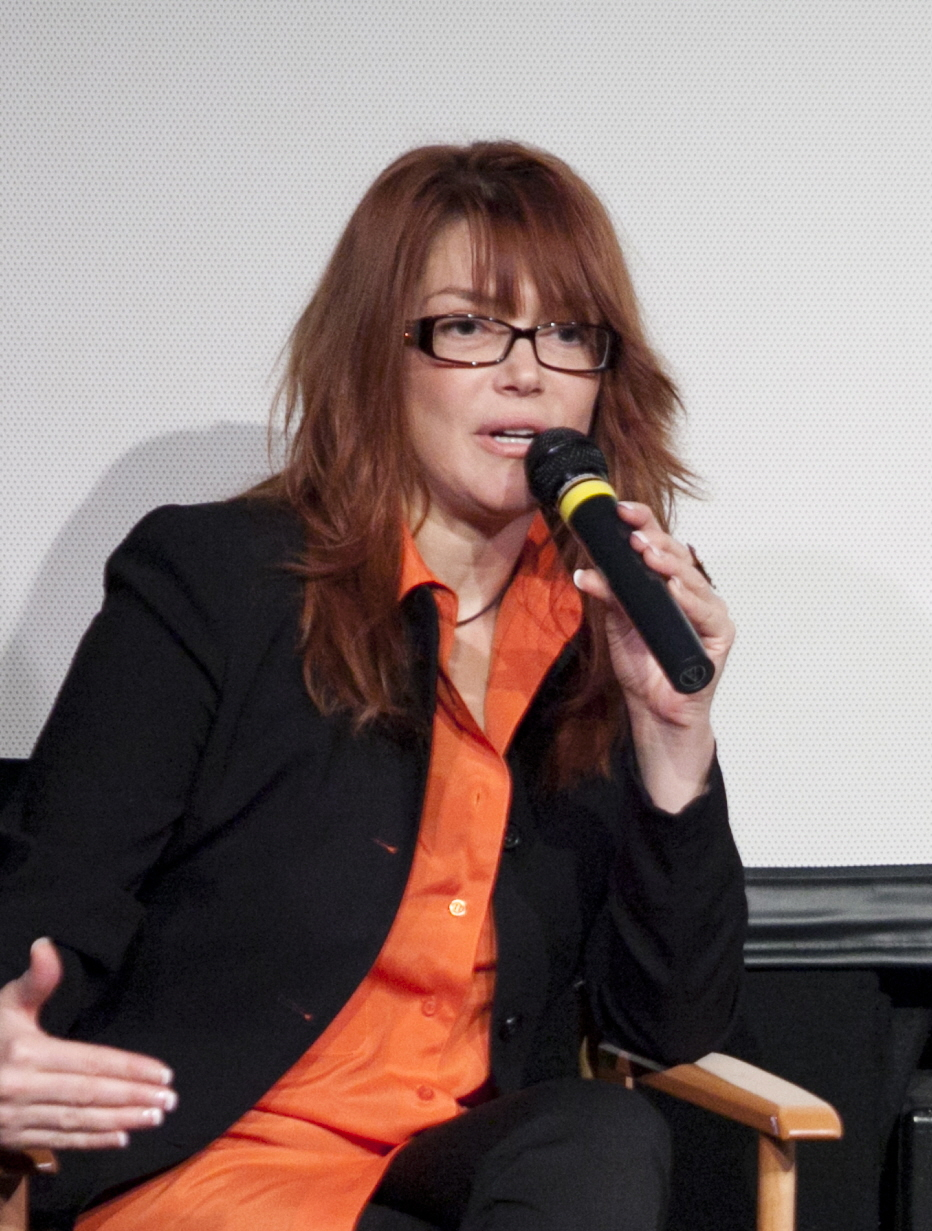
Lynda Boyd (* 1965)

- Boyd, Malcolm (1923–2015), US-amerikanischer anglikanischer Geistlicher und Autor
- Boyd, Mark (* 1972), US-amerikanischer Basketballspieler
- Boyd, Micah (* 1982), US-amerikanischer Ruderer
- Boyd, Michele (* 1980), US-amerikanische Schauspielerin, Moderatorin und Filmproduzentin
- Boyd, Moses (* 1991), britischer Fusionmusiker (Schlagzeug, Komposition)
- Boyd, Myron (1909–1978), US-amerikanischer Methodistenprediger, Mitbegründer der National Religious Broadcasters
- Boyd, Nelson (1928–1985), US-amerikanischer Jazzbassist
- Boyd, Pattie (* 1944), britisches Mannequin, heiratete George HarrisonPattie Boyd (* 1944)

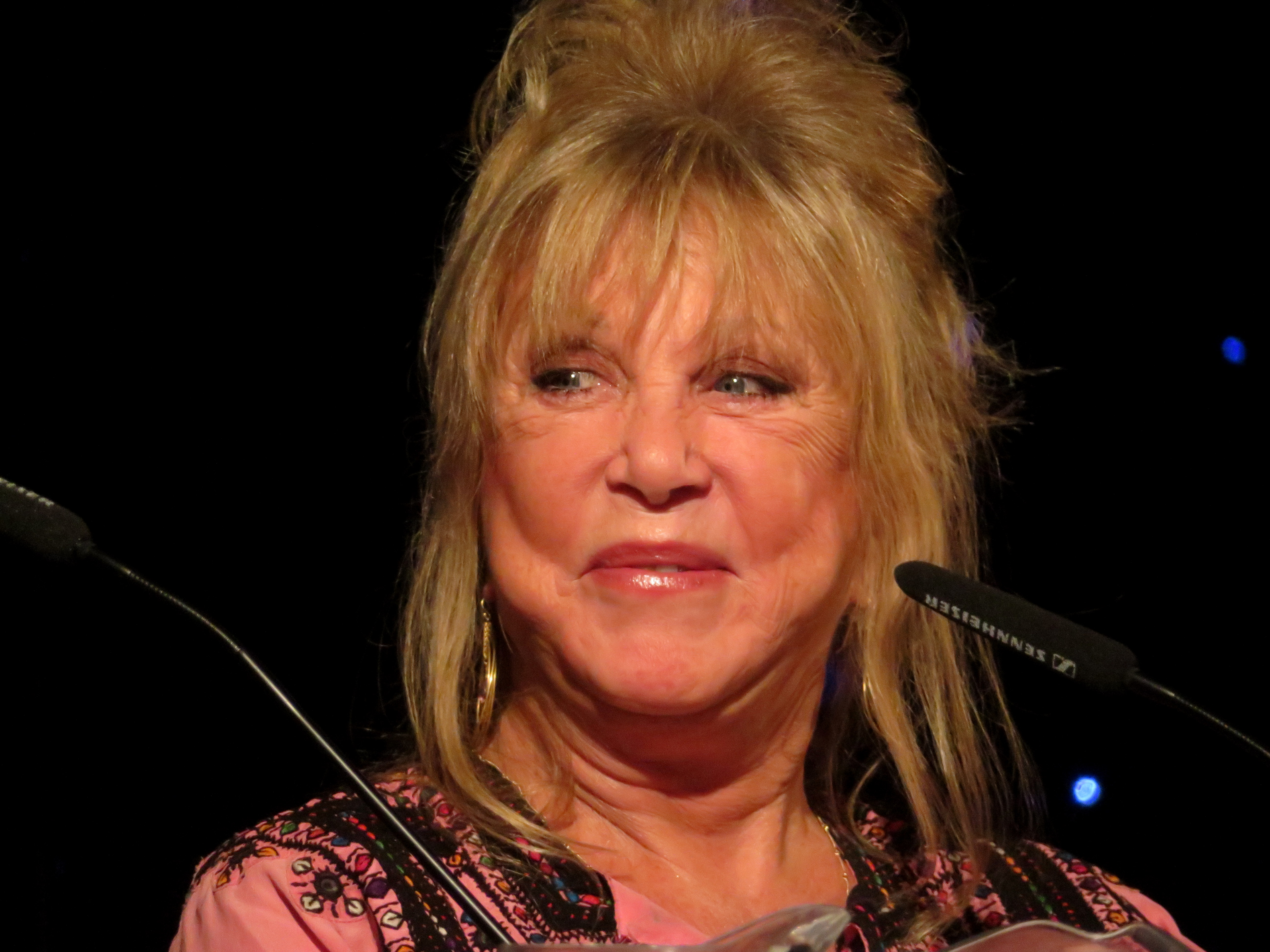
Pattie Boyd (* 1944)

- Boyd, Phil (1876–1967), kanadischer Ruderer
- Boyd, Randy (1962–2022), kanadischer Eishockeyspieler und -trainer
- Boyd, Ray (* 1951), australischer Stabhochspringer
- Boyd, Richard (1942–2021), US-amerikanischer Philosoph und Wissenschaftstheoretiker
- Boyd, Rob (* 1966), kanadischer Skirennläufer
- Boyd, Robert (* 1948), US-amerikanischer Anthropologe
- Boyd, Robert Lewis Fullarton (1922–2004), britischer Physiker und Astronom
- Boyd, Robert N. (1914–2000), US-amerikanischer Chemiker (Organische Chemie)
- Boyd, Robert W. (* 1948), US-amerikanischer Physiker
- Boyd, Rocky (* 1936), US-amerikanischer Jazzmusiker (Saxophon, Komposition)
- Boyd, Russell (* 1944), australischer Kameramann
- Boyd, Sempronius H. (1828–1894), US-amerikanischer Politiker
- Boyd, Stephen (1931–1977), britischer Schauspieler
- Boyd, Terrence (* 1991), deutsch-US-amerikanischer FußballspielerTerrence Boyd (* 1991)

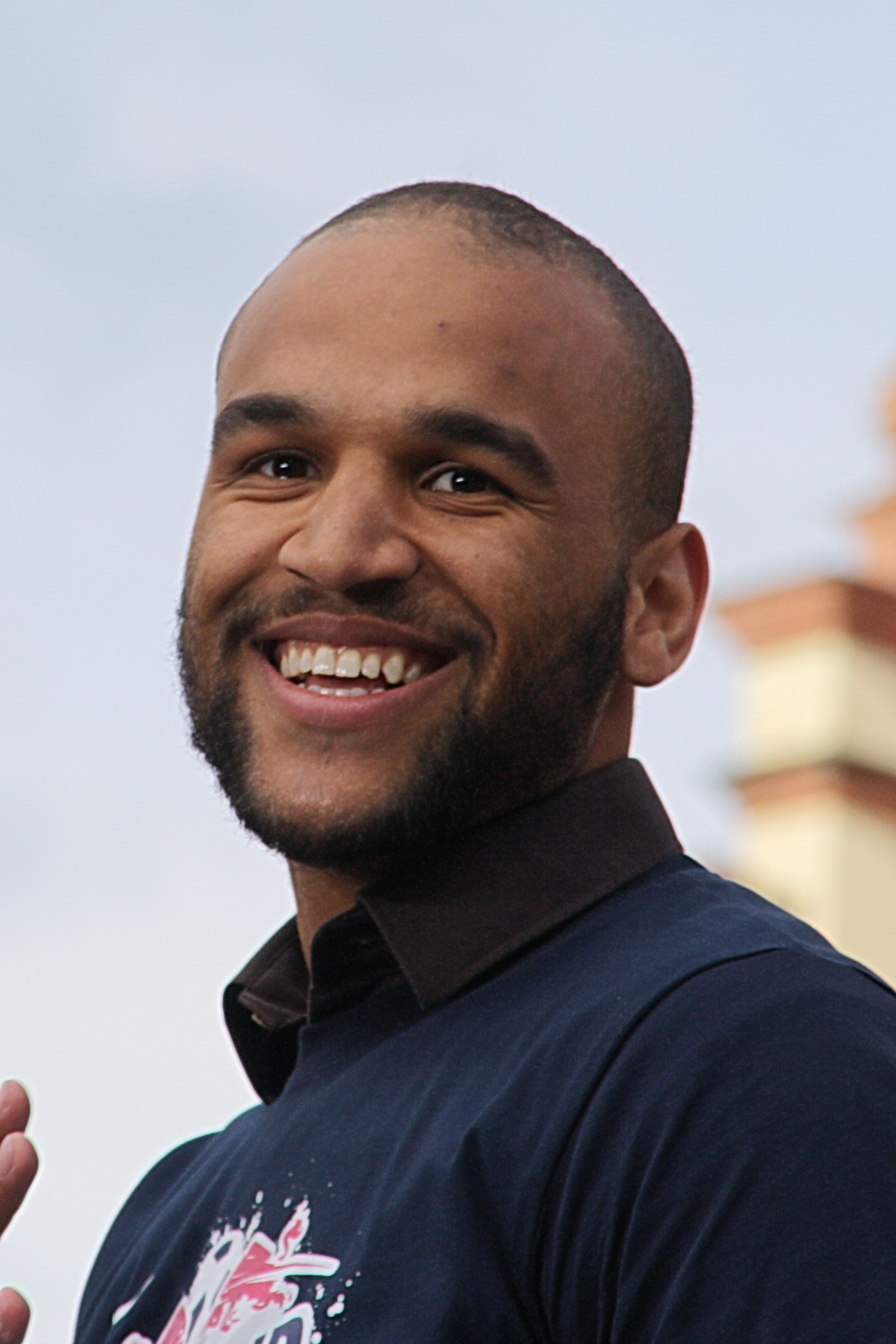
Terrence Boyd (* 1991)

- Boyd, Thomas A. (1830–1897), US-amerikanischer Politiker
- Boyd, Tom (* 1965), schottischer Fußballspieler
- Boyd, Tommie (* 1971), US-amerikanischer American-Football-Spieler
- Boyd, Travis (* 1993), US-amerikanischer Eishockeyspieler
- Boyd, Tyler (* 1994), US-amerikanischer Footballspieler
- Boyd, Wayne (* 1990), britischer Automobilrennfahrer
- Boyd, William (1895–1972), US-amerikanischer Schauspieler
- Boyd, William (* 1952), britischer Schriftsteller und Drehbuchautor
- Boyd-Carpenter, Archibald (1873–1937), britischer Offizier und Politiker der Conservative Party, Mitglied des House of Commons
- Boyd-Carpenter, John, Baron Boyd-Carpenter (1908–1998), britischer Politiker (Conservative Party), Mitglied des House of Commons
- Boyd-Clowes, MacKenzie (* 1991), kanadischer Skispringer
- Boyd-Hawes, Harriet (1871–1945), US-amerikanische Archäologin
- Boyd-Munce, Caolan (* 2000), nordirischer Fußballspieler
- Boyd-Orr, John, 1. Baron Boyd-Orr (1880–1971), schottischer Arzt, Biologe, Politiker und Friedensnobelpreisträger
- Boyda, Nancy (* 1955), US-amerikanische Politikerin
- Boydak, Serkan (* 1987), türkischer Fußballspieler
- Boyde, Andreas (* 1967), deutscher Pianist
- Boyde, Kathrin (* 1970), deutsche Geherin
- Boydell, John (1719–1804), englischer Kupferstecher
- Boydell, Victoria, britische Filmeditorin
- Boyden, David Dodge (1910–1986), US-amerikanischer Musikwissenschaftler
- Boyden, Edward (* 1979), amerikanischer Neurowissenschaftler, tätig am Massachusetts Institute of Technology
- Boyden, Joe (1929–2022), englischer Fußballspieler
- Boyden, Nathaniel (1796–1873), US-amerikanischer Jurist und Politiker
- Boyden, Sidney (1900–1993), US-amerikanischer Personalberater und Unternehmer
- Boydstun, Patty (* 1951), US-amerikanische Skirennläuferin

#### Boye
- Boye af Gennäs, Gustav (1779–1834), königlich-preußischer Generalmajor und zuletzt Kommandeur des 2. Landwehr-Regiments
- Boye Larsen, Kaspar (* 1975), dänischer BassistKaspar Boye Larsen (* 1975)

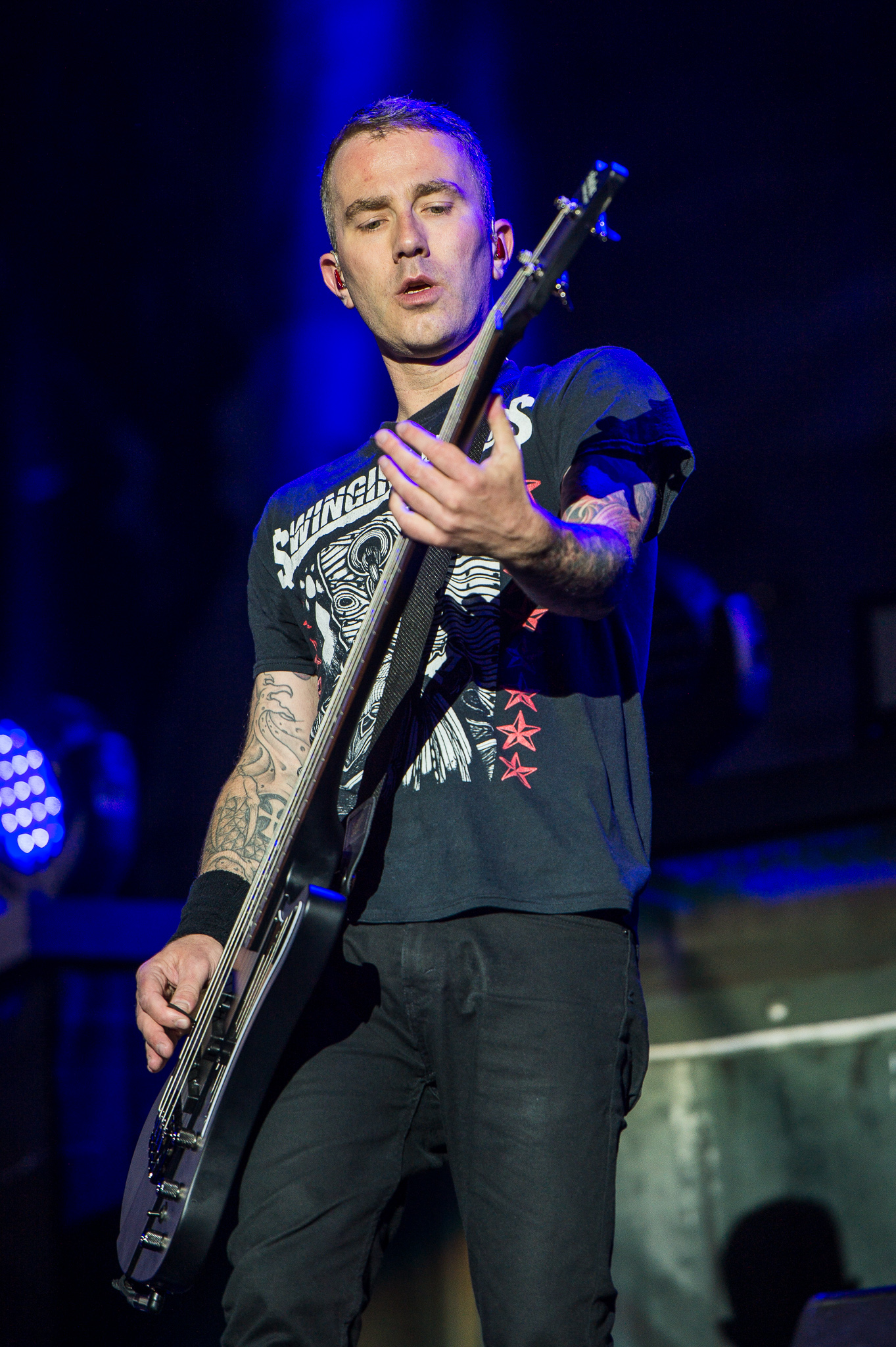
Kaspar Boye Larsen (* 1975)

- Boyé, Abel-Dominique (1864–1934), französischer Genre- und Aktmaler
- Boyé, Adolf (1869–1934), deutscher Diplomat und Wirtschaftsfachmann
- Boyé, Adolph Bernhard (1803–1862), bayerischer Jurist und Abgeordneter
- Boyé, Alex (* 1970), US-amerikanischer Sänger
- Boye, Birgitte Cathrine (1742–1824), dänische Dichterin
- Boye, Caspar Johannes (1791–1853), dänischer Dichter
- Boye, Conrad (1907–1993), US-amerikanischer Filmtechnikpionier
- Boye, Frederic W. Jr. (1916–2004), US-amerikanischer Offizier, Generalmajor der US Army
- Boye, Fredrik (1773–1857), schwedischer Offizier, Illustrator und Schriftsteller
- Boye, Friedrich August (1819–1891), deutscher Kaufmann
- Boye, Friedrich Christian von (1718–1796), schleswig-holsteinischer Jurist, zuletzt Vizekanzler am Obergericht Gottorf
- Boye, Hans Jørgen (* 1942), dänischer Ruderer
- Boye, Jan (1962–2011), dänischer Politiker und internationaler Handball-Schiedsrichter
- Boye, Johannes (1840–1905), deutscher Kaufmann und Politiker
- Boye, John (* 1987), ghanaischer Fußballspieler
- Boye, Karin (1900–1941), schwedische SchriftstellerinKarin Boye (1900–1941)

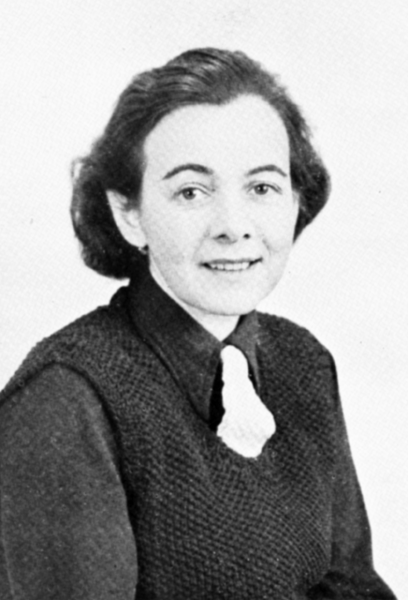
Karin Boye (1900–1941)

- Boyé, Lucas (* 1996), argentinischer Fußballspieler
- Boye, Mame Madior (* 1940), senegalesische Juristin und Politikerin
- Boye, Marième (* 1956), senegalesische Sprinterin
- Boyé, Mario (1922–1992), argentinischer Fußballspieler
- Boye, Peter († 1542), deutscher Jurist, Theologe und Hochschullehrer
- Boyea, Earl Alfred (* 1951), US-amerikanischer Geistlicher, Bischof von Lansing
- Boyea, Ormiston, vincentischer Politiker
- Boyega, John (* 1992), britischer Film- und Theaterschauspieler und FilmproduzentJohn Boyega (* 1992)

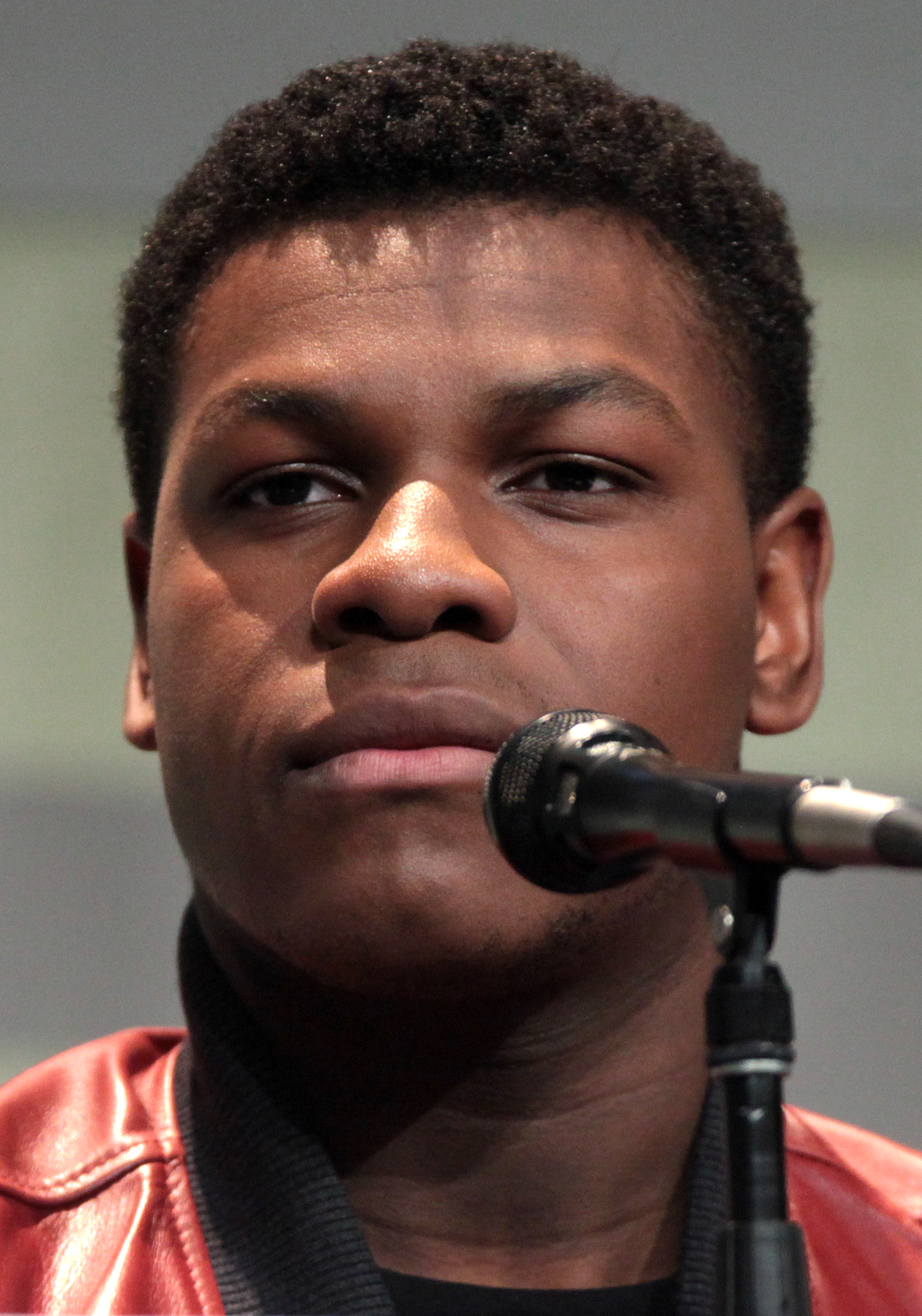
John Boyega (* 1992)

- Boyen, Christoph Wilhelm von († 1793), preußischer Leutnant, Landrat und Landesdirektor
- Boyen, Ernst Johann Sigismund von (1730–1806), preußischer General der Kavallerie
- Boyen, Georg von (* 1970), deutscher Facharzt für Innere Medizin
- Boyen, Hermann von (1771–1848), preußischer Generalfeldmarschall, Kriegsminister
- Boyen, Jan (* 1970), belgischer Behindertenradsportler
- Boyen, Leopold Hermann von (1811–1886), preußischer General der Infanterie
- Boyen, Ludwig Wilhelm Otto Karl von (1780–1845), preußischer Generalleutnant, Kommandant der Festung Minden
- Boyens, Andrew (* 1983), neuseeländischer Fußballspieler
- Boyens, Claus Henning (1888–1954), deutscher Politiker (CDU), MdL
- Boyens, Claus Peter (1880–1951), deutscher Politiker (CDU), MdL
- Boyens, Philippa, neuseeländische DrehbuchautorinPhilippa Boyens

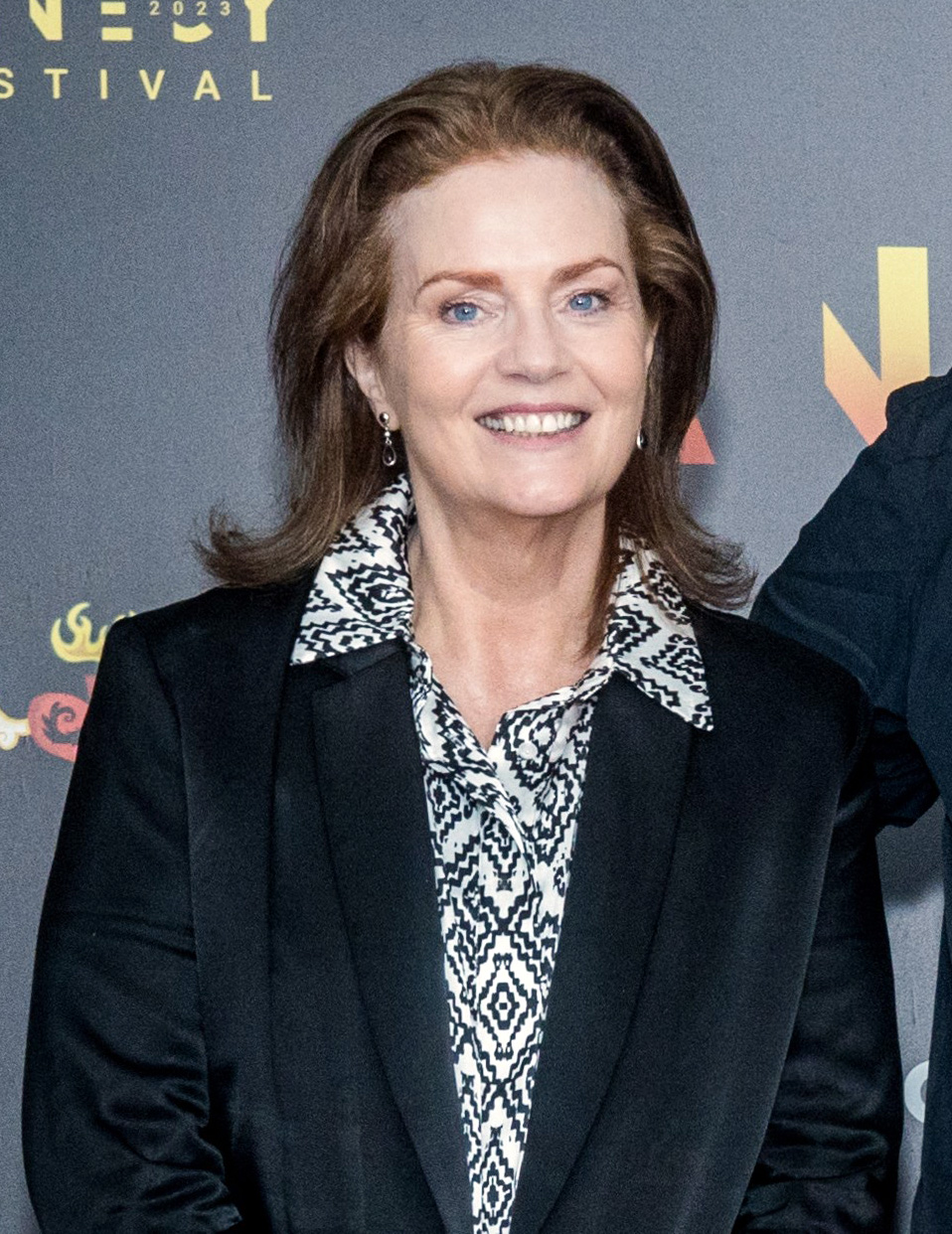
Philippa Boyens

- Boyens, Wilhelm Friedrich (1903–1955), deutscher Agrarwissenschaftler und Verwaltungsbeamter
- Boyens, Wilhelm Friedrich (1942–2024), deutscher Fußballspieler und Unternehmensberater
- Boyer de Fonscolombe, Étienne (1772–1853), französischer Entomologe
- Boyer de Latour du Moulin, Pierre (1896–1976), französischer General der Kolonialtruppe
- Boyer, Abel (1667–1729), englischer Romanist, Anglist, Historiker, Journalist und Lexikograf französischer Herkunft
- Boyer, Alexis (1757–1833), französischer Chirurg
- Boyer, Angelique (* 1988), französisch-mexikanische Schauspielerin
- Boyer, Anne (* 1973), US-amerikanische Autorin, Lyrikerin und Essayistin
- Boyer, Antide (1850–1918), französischer Politiker, Mitglied der Nationalversammlung
- Boyer, August (1908–2002), Schweizer Architekt
- Boyer, Benjamin Markley (1823–1887), US-amerikanischer Politiker
- Boyer, Bernard (1934–2018), französischer Autorennfahrer und Rennwagenkonstrukteur
- Boyer, Carl Benjamin (1906–1976), US-amerikanischer Mathematikhistoriker
- Boyer, Charles (1884–1980), französischer Jesuit und Theologe
- Boyer, Charles (1899–1978), französischer Schauspieler
- Boyer, Christine (1773–1800), erste Ehefrau von Lucien Bonaparte, Napoléons jüngsten Bruder
- Boyer, Christoph (* 1953), deutscher Historiker
- Boyer, Claude (1618–1698), französischer Bühnenautor, Mitglied der Académie française
- Boyer, Dieter (* 1969), österreichischer TheaterregisseurDieter Boyer (* 1969)

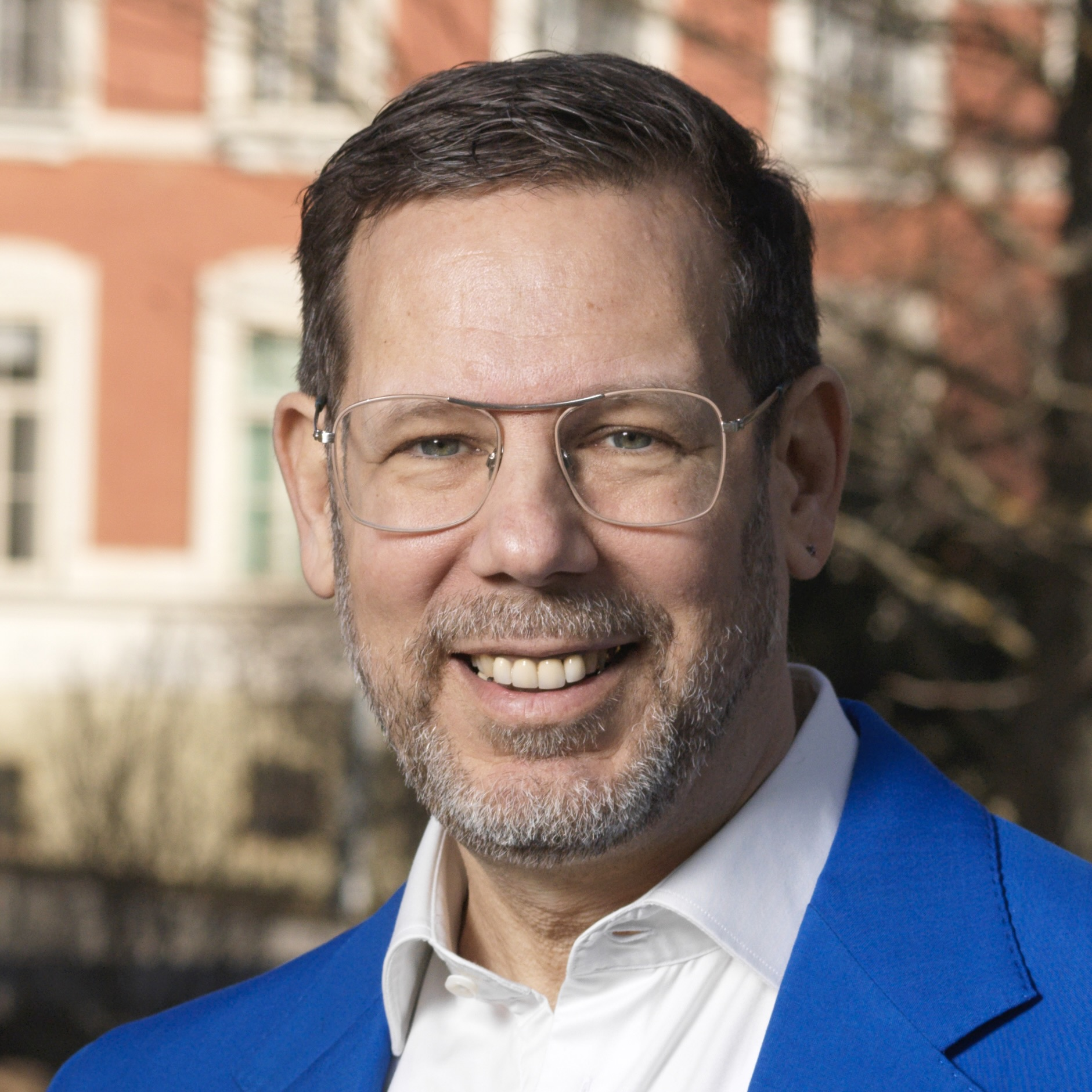
Dieter Boyer (* 1969)

- Boyer, Éric (* 1963), französischer Radrennfahrer
- Boyer, Erica (1956–2009), US-amerikanische Pornodarstellerin
- Boyer, François (1920–2003), französischer Autor
- Boyer, Georges (1896–1960), französischer Rechtshistoriker
- Boyer, Gerhard (1887–1963), Politiker und Oberbürgermeister von Münster (Westfalen)
- Boyer, Gilles (* 1971), französischer Politiker
- Boyer, Gregory (* 1958), US-amerikanischer Wasserballspieler
- Boyer, Günther (1927–2012), deutscher Politiker (CDU), MdHB
- Boyer, Herbert W. (* 1936), US-amerikanischer Biochemiker
- Boyer, Jacqueline (* 1941), französische Chanson- und SchlagersängerinJacqueline Boyer (* 1941)

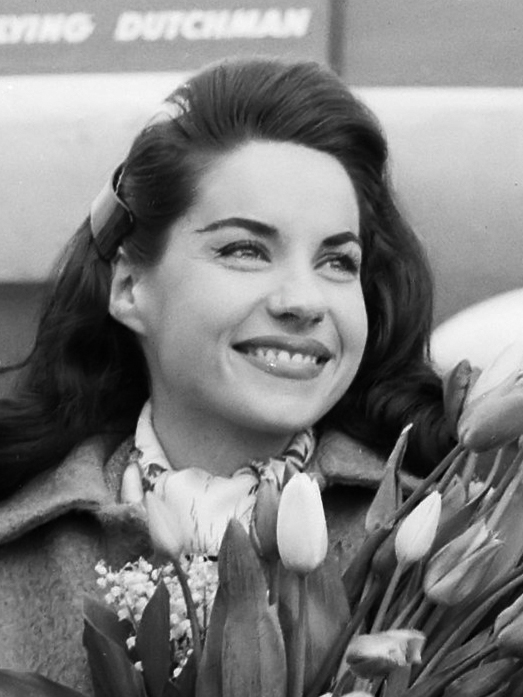
Jacqueline Boyer (* 1941)

- Boyer, Jean (1901–1981), französischer Fußballspieler
- Boyer, Jean (1901–1965), französischer Regisseur und Drehbuchautor
- Boyer, Jean (1948–2004), französischer Organist, Komponist und Professor für Orgel
- Boyer, Jean-François (1675–1755), französischer römisch-katholischer Bischof, Kommendatarabt und Mitglied der Académie française und weiterer Akademien
- Boyer, Jean-Pierre (1776–1850), haitianischer Politiker und Präsident der Republik Haiti (1818–1843)
- Boyer, Jean-Pierre (1827–1896), französischer Kardinal der Römischen Kirche
- Boyer, Jo (1922–2000), französischer Jazzmusiker
- Boyer, John W. (* 1946), amerikanischer Historiker
- Boyer, Jonathan (* 1955), US-amerikanischer Radrennfahrer
- Boyer, Julien (* 1998), französischer Fußballspieler
- Boyer, Lewis L. (1886–1944), US-amerikanischer Politiker
- Boyer, Louis (1901–1999), französischer Astronom
- Boyer, Lucien (1876–1942), französischer Chansonnier und Komponist
- Boyer, Lucienne (1903–1983), französische Sängerin
- Boyer, Marie-France (* 1938), französische Schauspielerin, Sängerin und Autorin
- Boyer, Markus (* 1947), Schweizer Architekt
- Boyer, Miguel (1939–2014), spanischer Politiker (PSOE), Wirtschaftswissenschaftler und Manager
- Boyer, Myriam (* 1948), französische Schauspielerin
- Boyer, Nikki (* 1975), US-amerikanische Schauspielerin und Singer-SongwriterinNikki Boyer (* 1975)

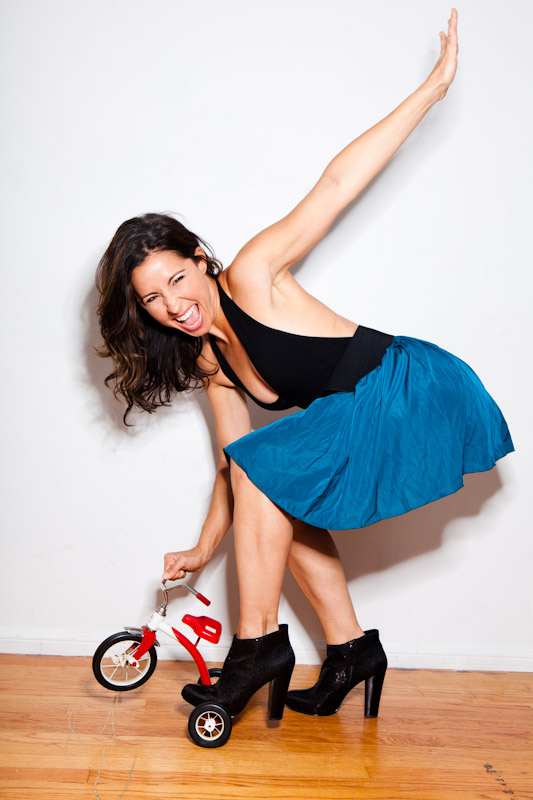
Nikki Boyer (* 1975)

- Boyer, Otto (1874–1912), deutscher Maler und Schriftsteller
- Boyer, Pascal, französisch-amerikanischer Psychologe, Anthropologe und Religionsphilosoph
- Boyer, Paul (* 1994), französischer E-Sportler
- Boyer, Paul Delos (1918–2018), US-amerikanischer Biochemiker
- Boyer, Paul Samuel (1935–2012), US-amerikanischer Kultur- und Geisteswissenschaftler
- Boyer, Peter (* 1970), US-amerikanischer Komponist, Musikpädagoge und Dirigent
- Boyer, Phil (* 1949), englischer Fußballspieler
- Boyer, Philippe (* 1959), französischer Radrennfahrer
- Boyer, Philoxène (1829–1867), französischer Schriftsteller
- Boyer, Rick (* 1943), US-amerikanischer Schriftsteller
- Boyer, Robert S., US-amerikanischer Informatiker
- Boyer, Timothy (* 1941), US-amerikanischer theoretischer Physiker
- Boyer, Tristan (* 2001), US-amerikanischer TennisspielerTristan Boyer (* 2001)

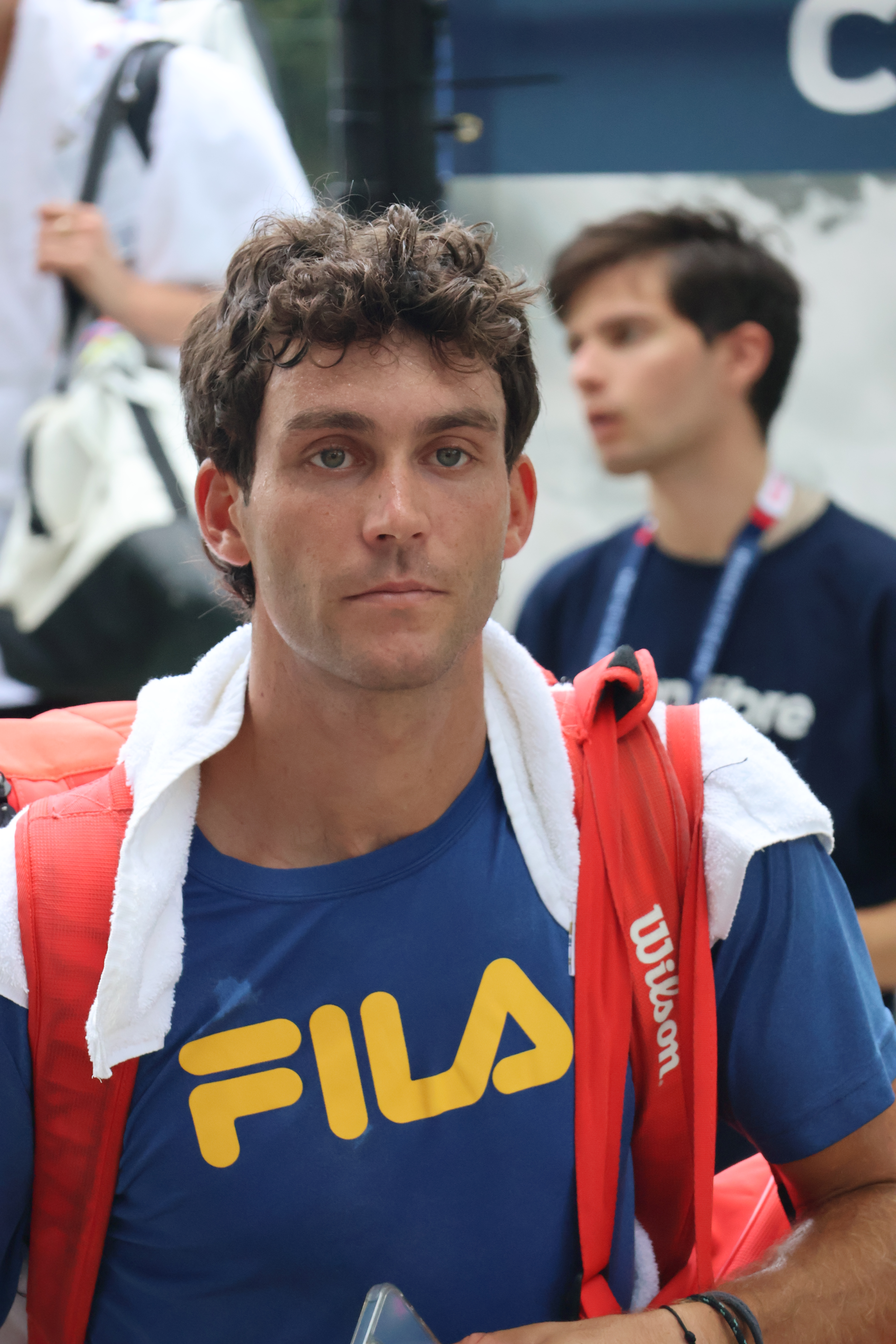
Tristan Boyer (* 2001)

- Boyer, Valérie (* 1962), französische Politikerin, Mitglied der Nationalversammlung, Senatorin
- Boyer, Yvonne (* 1953), kanadische Rechtsanwältin und Hochschullehrerin
- Boyer-Bazelais, Jean-Pierre (1833–1883), haitianischer Politiker, Aide-de-camp (Adjutant) von Präsident Fabre Geffrard, Rechtsanwalt, Abgeordneter, Gründer und Vorsitzender der Liberalen Partei Haïtis
- Boyer-Fonfrède, Jean-Baptiste (1766–1793), französischer girondistischer Politiker
- Boyers, Jacob Edgar (1832–1911), US-amerikanischer Politiker
- Boyers, Peter (* 1962), salomonischer Politiker, Abgeordneter und Minister
- Boyes, Brad (* 1982), kanadischer Eishockeyspieler
- Boyes, Christopher, US-amerikanischer Toningenieur
- Boyes, Dave (* 1964), kanadischer Leichtgewichts-Ruderer
- Boyes, Erin, kanadische Schauspielerin
- Boyes, Karl (* 1982), englischer Poolbillardspieler
- Boyes, Max (1934–2022), britischer Leichtathlet
- Boyes, Morgan (* 2001), walisischer Fußballspieler
- Boyes, Roger (* 1952), britischer Journalist
- Boyes, Roland (1937–2006), britischer Politiker, Mitglied des Europäischen Parlaments und des Unterhauses
- Boyesen, Gerda (1922–2005), norwegische Begründerin der Biodynamischen Psychologie
- Boyesen, Hjalmar Hjorth (1848–1895), norwegisch-amerikanischer Schriftsteller
- Bøyesen, Trygve (1886–1963), norwegischer Turner
- Boyett, William (1927–2004), US-amerikanischer Schauspieler

#### Boyi
- Boyington, Gregory (1912–1988), US-amerikanischer Jagdpilot im Zweiten WeltkriegGregory Boyington (1912–1988)

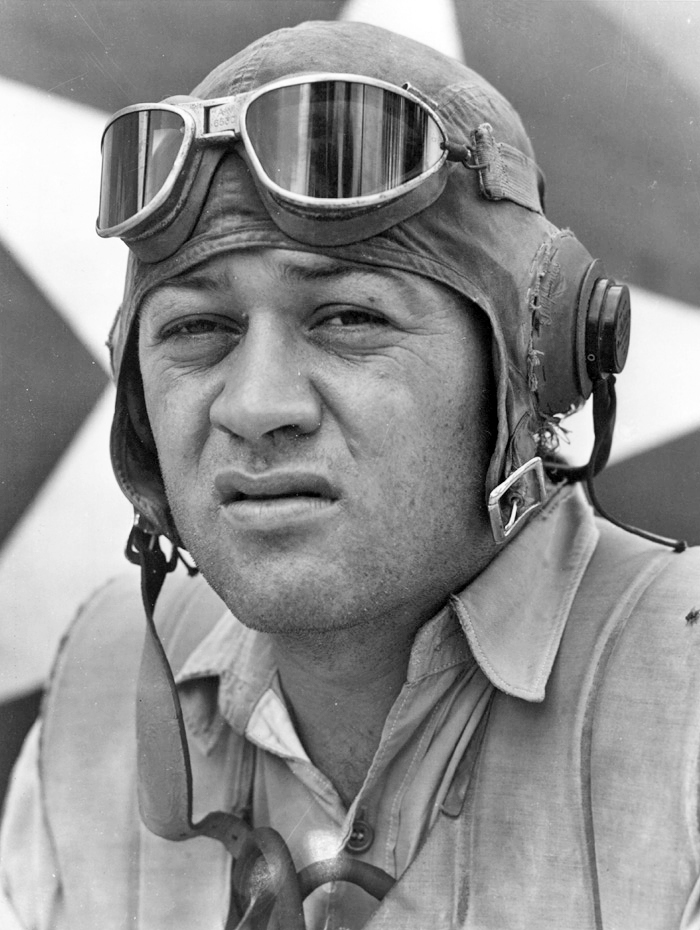
Gregory Boyington (1912–1988)

#### Boyk
- Boyke, Karl-Heinz (1955–2024), deutscher Maler, Bildhauer und Autor
- Boyke, Rolf (* 1952), deutscher Comiczeichner
- Boyken, Ernst (1900–1984), deutscher Architekt
- Boyken, Martin (1908–1983), deutscher Politiker (CDU) und Kirchenfunktionär
- Boyken, Thomas (* 1980), deutscher Germanist
- Boykett, Charles James (1871–1948), Sekretär des Eisenbahnkommissars der South Australian Railways
- Boykett, David (1934–2016), australischer Ruderer
- Boykin, Brenda (* 1957), US-amerikanische Jazz- und BluessängerinBrenda Boykin (* 1957)

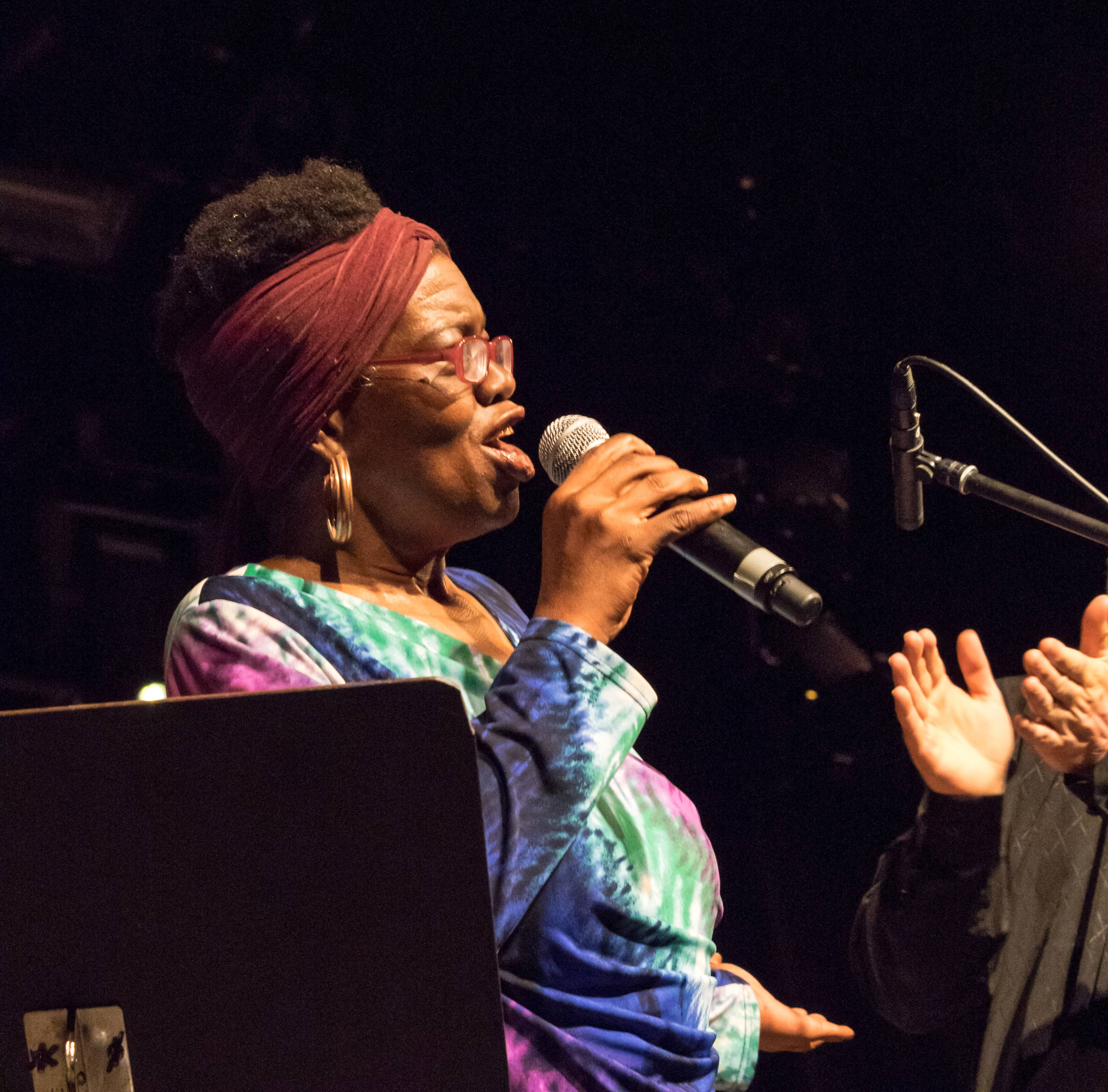
Brenda Boykin (* 1957)

- Boykin, David, US-amerikanischer Jazz- und Improvisationsmusiker
- Boykin, Frank W. (1885–1969), US-amerikanischer Politiker
- Boykin, Jamal (* 1987), US-amerikanischer Basketballspieler
- Boykin, Keith (* 1965), US-amerikanischer Autor, Jurist und Journalist
- Boykin, Ruben (* 1985), US-amerikanischer Basketballspieler
- Boykin, William G. (* 1948), US-amerikanischer Offizier, Lieutenant General der US Army
- Boykins, Earl (* 1976), US-amerikanischer Basketballspieler
- Boykins, Robert (* 1970), US-amerikanischer Basketballspieler
- Boykins, Ronnie (1935–1980), US-amerikanischer Jazzmusiker
- Boyko, Elisabeth (1898–1985), österreichisch-israelische Botanikerin
- Boyko, İna (* 1991), aserbaidschanische Fußballspielerin
- Boyko, Oleg Wiktorowitsch (* 1964), russischer Unternehmer, Manager und internationaler Investor
- Boyksen, Anna Helene (1881–1920), erste Ingenieurstudentin an der Technischen Hochschule München

#### Boyl
- Boylan, Alexandra (* 1979), US-amerikanische Schauspielerin, Drehbuchautorin und Filmproduzentin
- Boylan, Andrew (1939–2024), irischer Politiker (Fine Gael)
- Boylan, John J. (1878–1938), US-amerikanischer Jurist und Politiker
- Boylan, John Joseph (1889–1953), US-amerikanischer Geistlicher, Bischof von Rockford
- Boylan, Lydia (* 1987), irische Radsportlerin
- Boylan, Lynn (* 1976), irische Politikerin
- Boylan, Matthew, US-amerikanischer Schauspieler
- Boylan, Terence (1910–1991), irischer Politiker (Fianna Fáil)
- Boyland, Ari (* 1987), neuseeländischer Schauspieler
- Boyland, Eric (1905–2002), britischer Biochemiker
- Boyle, Andrew J. (1911–2001), US-amerikanischer Offizier, Generalleutnant der US Army
- Boyle, Billy (* 1945), irischer Schauspieler und Sänger
- Boyle, Bob, US-amerikanischer Animator
- Boyle, Brendan (* 1977), US-amerikanischer Politiker
- Boyle, Brian (* 1984), US-amerikanischer Eishockeyspieler
- Boyle, Charles (* 1951), britischer Schriftsteller, Dichter und Kleinverleger
- Boyle, Charles A. (1907–1959), US-amerikanischer Politiker
- Boyle, Charles Edmund (1836–1888), US-amerikanischer Politiker
- Boyle, Charles P. (1892–1968), US-amerikanischer Kameramann
- Boyle, Charles Wellington (1861–1925), US-amerikanischer Maler, Kunstlehrer sowie Kustos und Leiter des Delgado Museum of Art
- Boyle, Charles, 3. Earl of Cork († 1704), englischer Adliger und Politiker
- Boyle, Charles, 3. Viscount Dungarvan († 1694), englischer Adliger und Politiker
- Boyle, Charlotte (1899–1990), US-amerikanische Schwimmerin
- Boyle, Consolata, irische Kostümdesignerin
- Boyle, Dan (* 1962), irischer Politiker
- Boyle, Dan (* 1976), kanadischer Eishockeyspieler
- Boyle, Danny (* 1956), britischer Regisseur, Drehbuchautor und FilmproduzentDanny Boyle (* 1956)

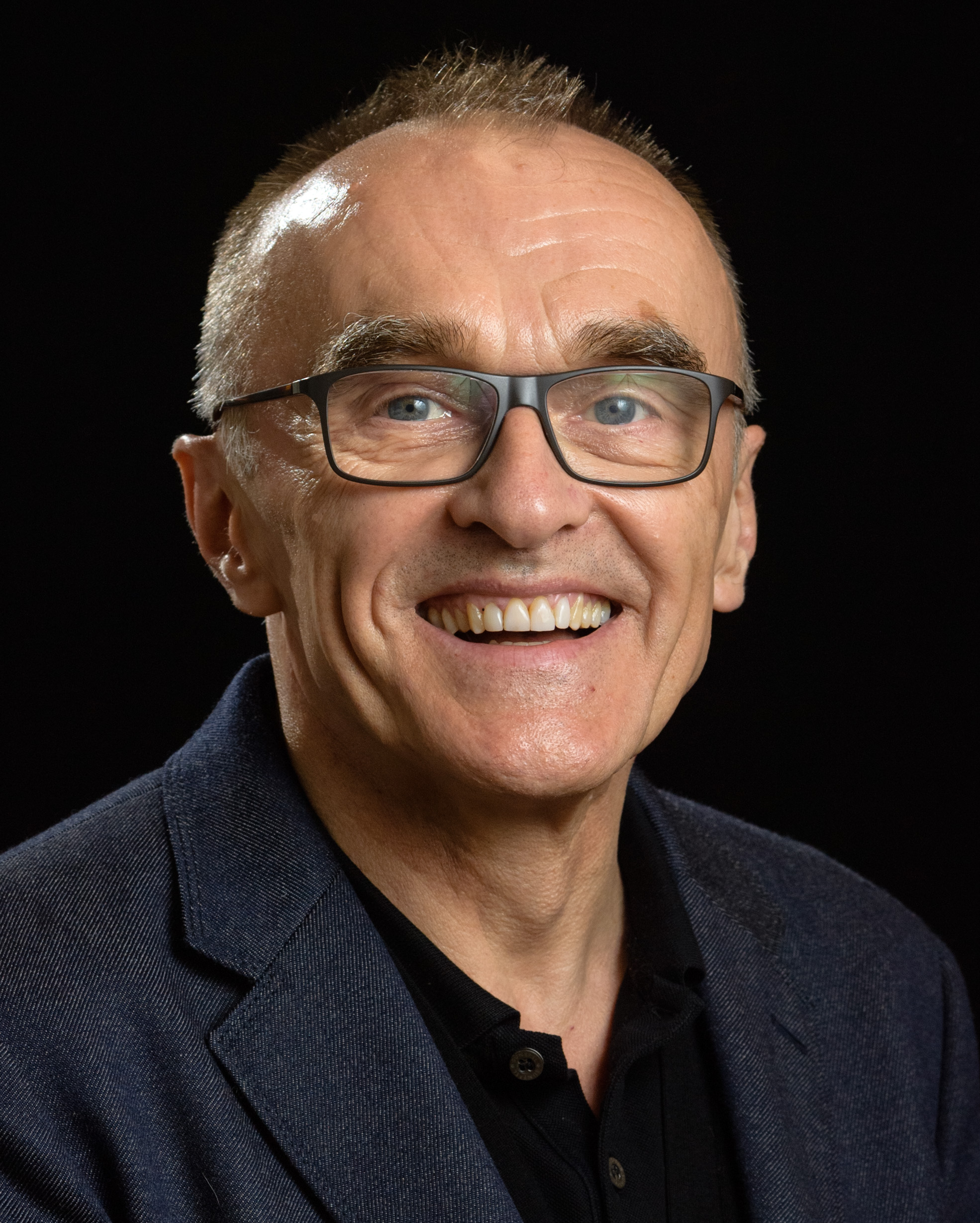
Danny Boyle (* 1956)

- Boyle, Daryl (* 1987), deutsch-kanadischer Eishockeyspieler
- Boyle, David, 7. Earl of Glasgow (1833–1915), schottisch-britischer Kapitän in der Royal Navy und Gouverneur von Neuseeland
- Boyle, Dermot (1904–1993), britischer Offizier der RAF
- Boyle, Dickie (1869–1947), schottischer Fußballspieler
- Boyle, Edmund, 7. Earl of Cork (1742–1798), britischer Peer und Politiker
- Boyle, Edward G. (1899–1977), kanadischer Szenenbildner
- Boyle, Edward, Baron Boyle of Handsworth (1923–1981), britischer Politiker, Mitglied des House of Commons
- Boyle, Emmet D. (1879–1926), US-amerikanischer Politiker, Gouverneur von Nevada (1915–1923)
- Boyle, Frankie (* 1972), schottischer KomikerFrankie Boyle (* 1972)

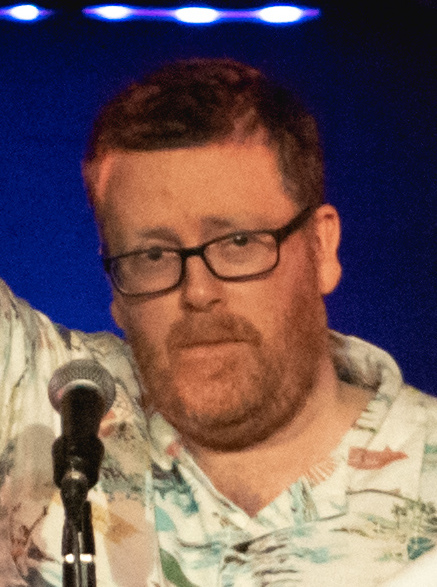
Frankie Boyle (* 1972)

- Boyle, Gary (* 1941), britischer Jazzrock- und Fusion-Gitarrist
- Boyle, George Frederick (1886–1948), australischer Komponist
- Boyle, Gert (1924–2019), deutsch-amerikanische Unternehmerin und langjährige Chefin des Sportartikelherstellers Columbia Sportswear
- Boyle, Hamilton, 6. Earl of Cork (1729–1764), britischer Adliger und Politiker
- Boyle, Harry (1847–1907), australischer Cricketspieler
- Boyle, Helen (1869–1957), irisch-britische Ärztin und Spezialistin für die Behandlung psychischer Erkrankungen
- Boyle, Henry, 1. Baron Carleton (1669–1725), englisch-britischer Politiker, Peer
- Boyle, Hugh (1897–1986), römisch-katholischer Geistlicher und Bischof von Johannesburg
- Boyle, Hugh Charles (1873–1950), US-amerikanischer Geistlicher, Bischof von Pittsburgh
- Boyle, Ina (1889–1967), irische Komponistin
- Boyle, James (* 1959), US-amerikanischer Rechtswissenschaftler und Ökonom
- Boyle, James Maitland (* 1968), deutsch-amerikanischer Rocksänger
- Boyle, John (1774–1835), US-amerikanischer Jurist und Politiker
- Boyle, John Andrew (1916–1978), britischer Orientalist
- Boyle, John W. (1891–1959), US-amerikanischer Kameramann
- Boyle, John, 14. Earl of Cork (1916–2003), britischer Peer und Mitglied des House of Lords
- Boyle, John, 15. Earl of Cork (* 1945), britischer Peer und Mitglied des House of Lords
- Boyle, Katie (1926–2018), italienisch-britische Schauspielerin und Fernsehmoderatorin
- Boyle, Kay (1902–1992), US-amerikanische Schriftstellerin und Journalistin
- Boyle, Lara Flynn (* 1970), US-amerikanische SchauspielerinLara Flynn Boyle (* 1970)

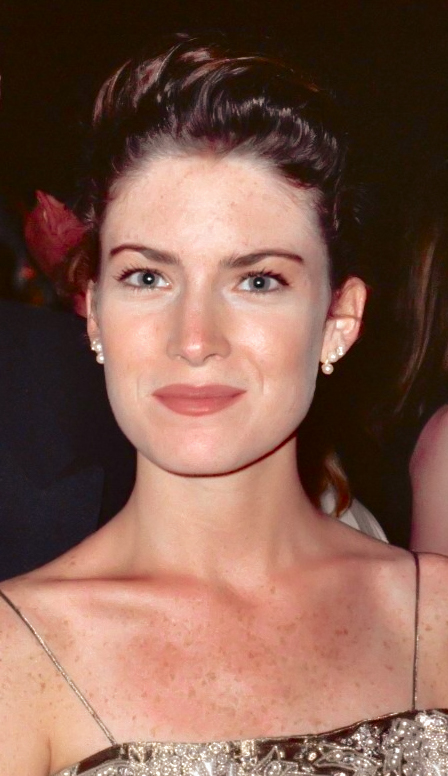
Lara Flynn Boyle (* 1970)

- Boyle, Lauren (* 1987), neuseeländische Schwimmerin
- Boyle, Leonard Anthony (1930–2016), neuseeländischer Geistlicher, römisch-katholischer Bischof von Dunedin
- Boyle, Liam (* 1985), britischer Schauspieler
- Boyle, Lisa (* 1964), US-amerikanische Schauspielerin und Fotomodell
- Boyle, Mark (* 1981), schottischer Billardspieler
- Boyle, Martin (* 1993), schottischer Fußballspieler
- Boyle, Mary, Countess Of Cork And Orrery (1746–1840), britische Salonnière
- Boyle, Michael (* 1957), US-amerikanisch-deutscher Basketballspieler
- Boyle, Nancy (* 1932), australische Leichtathletin
- Boyle, Nicholas (* 1946), britischer Germanist
- Boyle, Nina (1865–1943), englisch-britische Autorin, Suffragette, Frauenrechtsaktivistin und Sozialarbeiterin
- Boyle, Patricia (1937–2014), US-amerikanische Juristin
- Boyle, Patrick (1905–1982), nordirischer Autor
- Boyle, Patrick, 10. Earl of Glasgow (* 1939), britischer Politiker (Liberal Democrats) und Unternehmer
- Boyle, Paul Michael (1926–2008), US-amerikanischer römisch-katholischer Bischof von Mandeville und ehemaliger Generalsuperior der Passionisten
- Boyle, Peter (1935–2006), US-amerikanischer SchauspielerPeter Boyle (1935–2006)

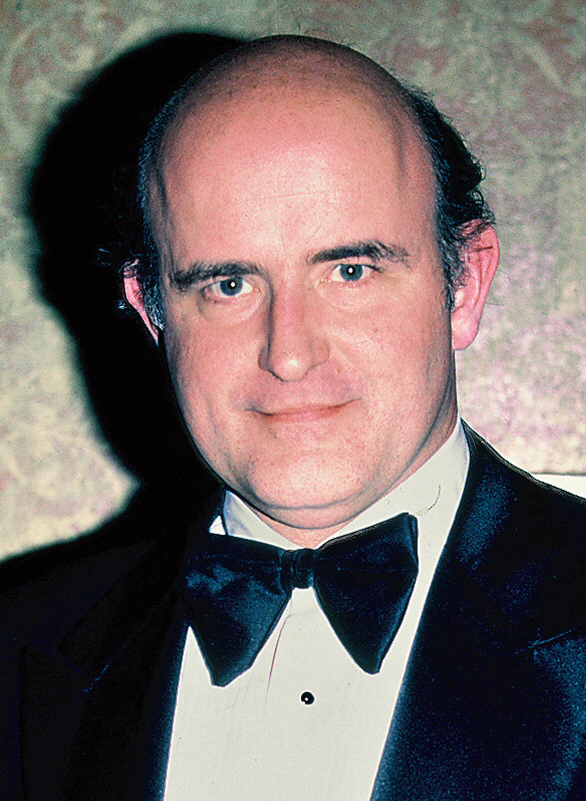
Peter Boyle (1935–2006)

- Boyle, Peter (* 1946), britischer Filmeditor
- Boyle, Peter (1951–2022), britischer Epidemiologe
- Boyle, Raelene (* 1951), australische Leichtathletin und Olympionikin
- Boyle, Richard (1888–1953), britischer Ruderer
- Boyle, Richard, 2. Earl of Cork (1612–1698), angloirischer Adeliger
- Boyle, Richard, 3. Earl of Burlington (1694–1753), britischer Adliger und Gentleman-Architekt
- Boyle, Richard, 9. Earl of Shannon (1924–2013), britischer Peer und Politiker
- Boyle, Rick (1942–2016), US-amerikanischer Fotojournalist und Drehbuchautor
- Boyle, Robert (1627–1692), britischer Physiker und Chemiker
- Boyle, Robert F. (1909–2010), US-amerikanischer Art Director
- Boyle, Roger, 1. Earl of Orrery (1621–1679), englischer Staatsmann und Schriftsteller
- Boyle, Shaun (* 1971), australischer Skeletonpilot
- Boyle, Susan (* 1961), schottische Amateursängerin
- Boyle, T. C. (* 1948), US-amerikanischer SchriftstellerT. C. Boyle (* 1948)

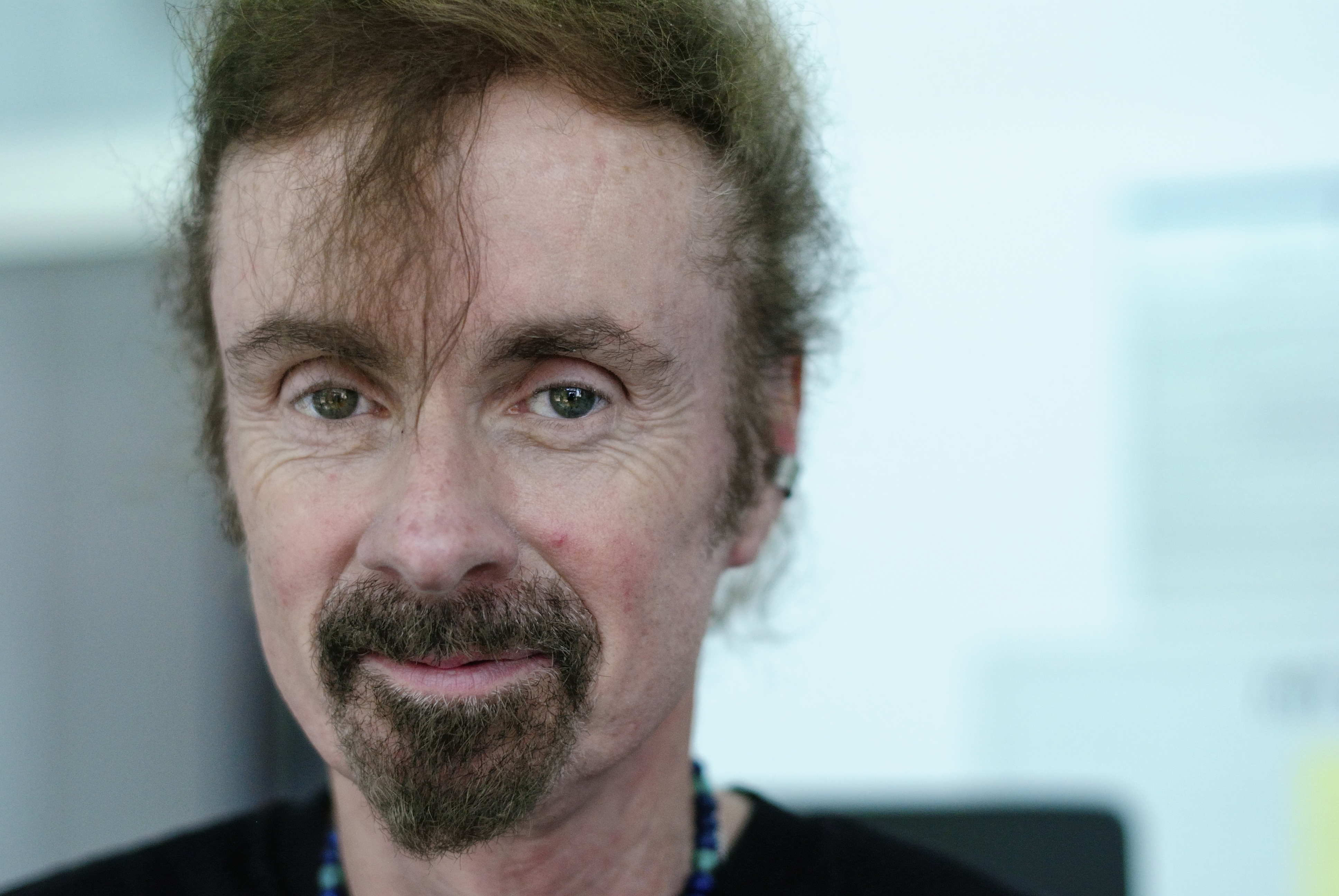
T. C. Boyle (* 1948)

- Boyle, Thomas, irischer Badmintonspieler
- Boyle, Willard (1924–2011), kanadischer Physiker
- Boyle, Zoe (* 1989), britische Schauspielerin
- Boylesve, René (1867–1926), französischer Schriftsteller und Literaturkritiker
- Boylston, Bob (1939–2021), US-amerikanischer Schiedsrichter im American Football
- Boylston, Helen Dore (1895–1984), US-amerikanische Autorin

#### Boym
- Boym, Michał († 1659), polnischer Jesuit, Missionar und Naturforscher
- Boymont-Payrsberg, Jakob von (1527–1581), Tiroler Adliger und Höfling

#### Boyn
- Boyne, John (* 1971), irischer SchriftstellerJohn Boyne (* 1971)

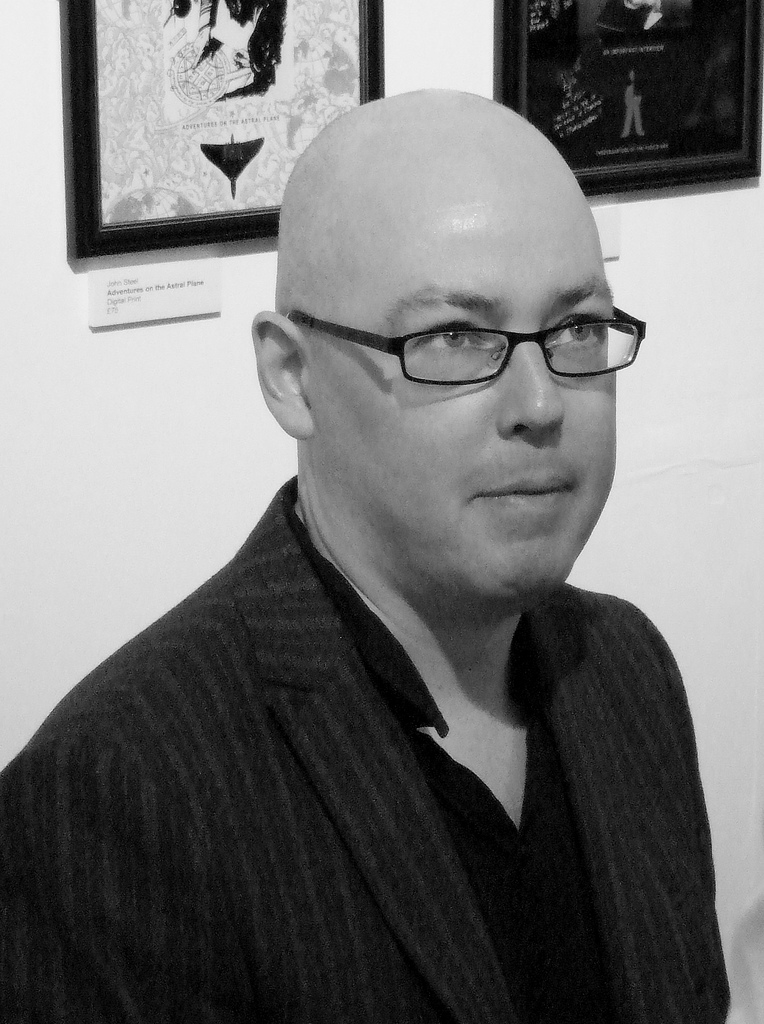
John Boyne (* 1971)

- Boyneburg, Adalbert Georg August Wilhelm von (1711–1780), deutscher Domherr
- Boyneburg, Heidenreich von (1549–1612), holsteinischer Geheimer Rat und Hofmarschall
- Boyneburg, Johann Christian von (1622–1672), kurmainzischer Diplomat
- Boyneburg, Konrad von (1494–1567), Anführer der Landsknechte unter Kaiser Karl V.
- Boyneburg, Ludwig I. von (1466–1537), Hessen-Kasseler Staatsmann
- Boyneburg, Moritz Heinrich von (1788–1868), österreichischer General der Kavallerie
- Boyneburg, Urban I. von (1553–1639), Hessen-Kasseler Staatsmann
- Boyneburg-Lengsfeld, Georg von (1504–1564), deutscher Diplomat
- Boyneburg-Lengsfeld, Ludwig III. von (1535–1568), deutscher Adliger und Amtmann
- Boyneburgk, Erich von (1852–1938), preußischer Generalmajor
- Boyneburgk, Friedrich von (1779–1854), deutscher Komponist und Kammerherr
- Boyner, Cem (* 1955), türkischer Unternehmer und Politiker
- Boyner, Jennifer (* 2000), türkische Schauspielerin
- Boynton, Charles Albert (1867–1954), US-amerikanischer Jurist
- Boynton, James S. (1833–1902), US-amerikanischer Politiker
- Boynton, Lucy (* 1994), britische SchauspielerinLucy Boynton (* 1994)

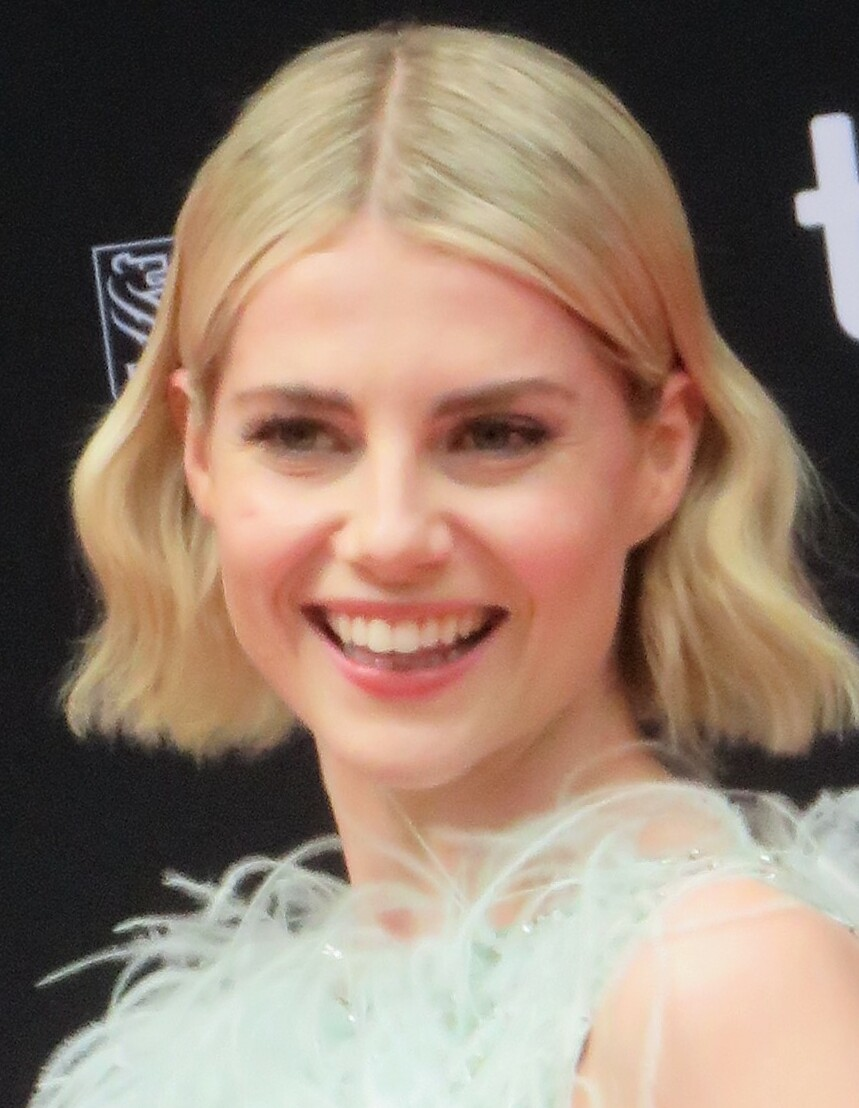
Lucy Boynton (* 1994)

- Boynton, Nick (* 1979), kanadischer Eishockeyspieler
- Boynuince, Yasin (* 1993), deutscher Schauspieler
- Boynukalın, Abdurrahim (* 1987), türkischer Politiker

#### Boyo
- Boyo, Billy (1969–2000), jamaikanischer Sänger
- Boyoi, Mary (* 1974), südsudanesische Singer-Songwriterin und Aktivistin
- Boyon, Godfred T., ghanaischer Staatsminister

#### Boyp
- Boypa, Simon (* 1999), französischer Sprinter

#### Boyr
- Boyraz, İlknur (* 1970), deutsch-türkische Schauspielerin
- Boyraz, Mehmet Eren (* 1981), türkischer Fußballspieler

#### Boys
- Boys Noize (* 1982), deutscher Musikproduzent und DJ
- Boys, Charles (1855–1944), englischer Physiker
- Boys, Jos, Architektin mit Fokus auf Behindertenrechte
- Boys-Smith, Winifred Lily (1865–1939), britisch-neuseeländische Illustratorin und Hochschullehrerin
- Boys-Stones, George (* 1971), britischer Philosophiehistoriker
- Boysan, Aydın (1921–2018), türkischer Architekt, Autor, Kolumnist
- Boysen, Audun (1929–2000), norwegischer Leichtathlet
- Boysen, Carl (1839–1906), deutscher Milchwirtschaftsfachmann und Schlachthofdirektor
- Boysen, Carl (1912–2009), deutscher Polizist und Handballspieler
- Boysen, Claus (1938–2007), deutscher Schauspieler und Hörspielsprecher
- Boysen, Friedrich Eberhard (1720–1800), Evangelischer Theologe, Lehrer, Schriftsteller und Übersetzer
- Boysen, Gert (1938–2024), deutscher Politiker (CDU), MdHB
- Boysen, Hans-Jürgen (* 1957), deutscher Fußballspieler und -trainer
- Boysen, Ida (1889–1961), deutsche Hauswirtschafterin, Lehrerin und Chirurgin
- Boysen, Jacqueline (* 1965), deutsche Buchautorin, Journalistin und Redenschreiberin
- Boysen, Jasper (1765–1818), schleswiger evangelisch-lutherischer Geistlicher
- Boysen, Johannes Wilhelm (1834–1870), deutscher Lehrer und Dichter
- Boysen, Julie (1849–1931), deutsche Gründerin einer Mädchenschule
- Boysen, Karl (1852–1922), deutscher Bibliothekar und Klassischer Philologe
- Boysen, Kim-Pascal (* 1988), deutscher Fußballspieler
- Boysen, Kurt (1933–2014), deutscher Jurist und Politiker
- Boysen, Lia (* 1966), schwedische Schauspielerin
- Boysen, Margret (* 1967), deutsche Geologin und Autorin
- Boysen, Markus (* 1954), deutscher SchauspielerMarkus Boysen (* 1954)

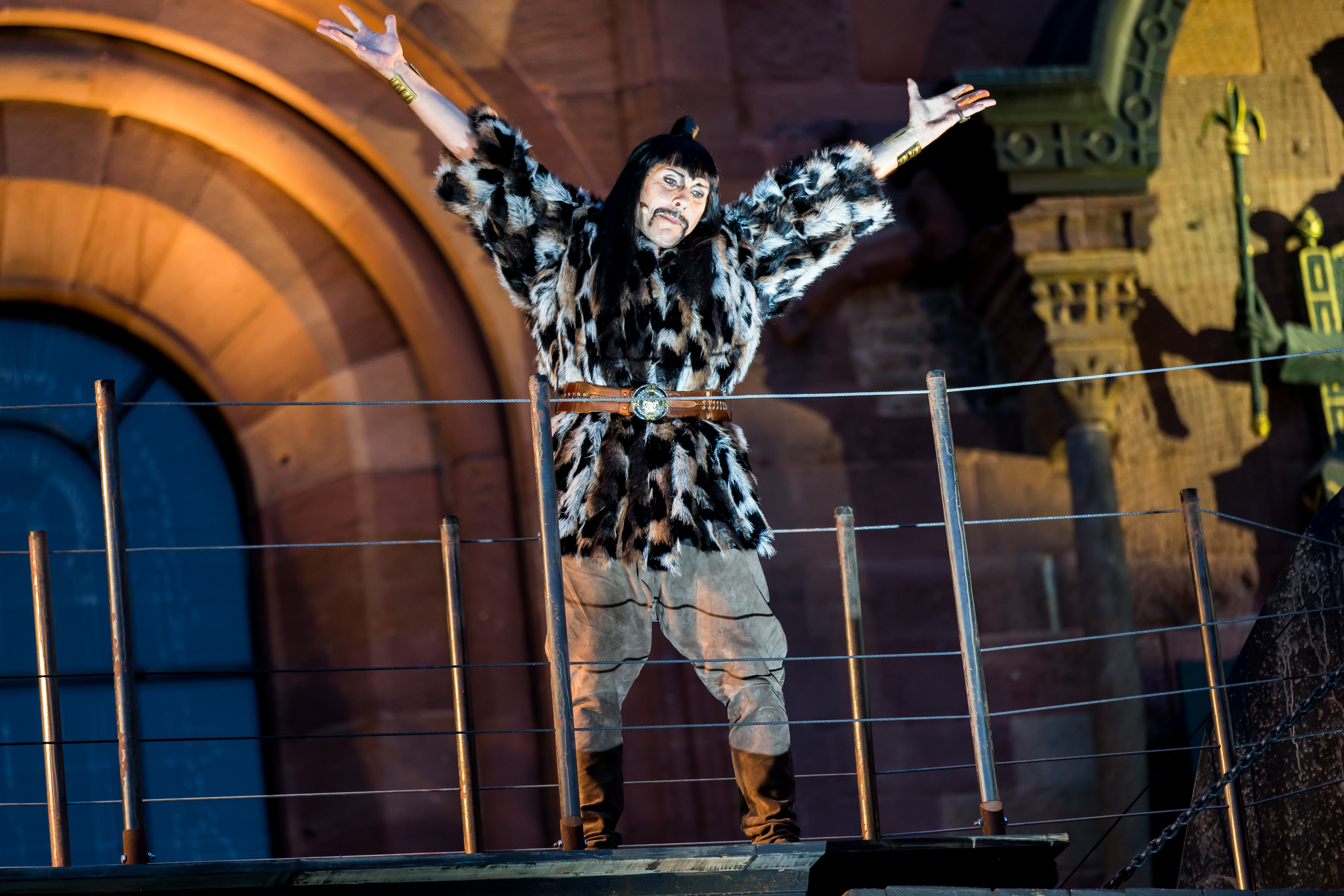
Markus Boysen (* 1954)

- Boysen, Monika, deutsche Schauspielerin
- Boysen, Nicolaus Theodor (1797–1885), deutscher evangelisch-lutherischer Geistlicher
- Boysen, Nils (* 1972), deutscher Betriebswirtschaftler und Hochschullehrer
- Boysen, Oliver (* 1972), deutscher Schauspieler
- Boysen, Paul (1803–1886), Bürgermeister, Oberbürgermeister und Ehrenbürger von Hildesheim
- Boysen, Peer (* 1957), deutscher Regisseur und Bühnenbildner
- Boysen, Peter Adolf (1690–1743), deutscher evangelischer Theologe, Philosoph und Historiker
- Boysen, Rolf (1920–2014), deutscher Schauspieler
- Boysen, Rudolph (1895–1950), US-amerikanischer Pflanzenzüchter
- Boysen, Sigrid (* 1972), deutsche Rechtswissenschaftlerin und Universitätsprofessorin
- Boysen, Werner (* 1961), deutscher Unternehmensberater und Autor
- Boysen, Wolf (1889–1971), deutscher Generalleutnant der Wehrmacht
- Boysen-Tilly, Heide (1941–2014), deutsche Juristin, Rechtsanwältin und Richterin am Verfassungsgerichtshof des Freistaates Sachsen
- Boyssières, Jean de (* 1555), französischer Dichter

#### Boyt
- Boyt, Susie (* 1969), britische Schriftstellerin
- Boyter, Cale (* 1972), US-amerikanischer Filmproduzent
- Boytin, Balthasar († 1484), Bürgermeister von Berlin
- Boytler, Arcady (1893–1965), russisch-mexikanischer Regisseur, Produzent, Schauspieler und Drehbuchautor

#### Boyu
- Bøyum, Axel (* 1995), norwegischer Schauspieler
- Boyum, Steve (* 1952), US-amerikanischer Stuntman, Film- und Fernsehregisseur

#### Boyv
- Boyvin, Jacques († 1706), französischer Organist und Komponist
- Boyvin, René, französischer Kupferstecher, Radierer und Zeichner des Manierismus

#### Boyw
- BoyWithUke (* 2002), US-amerikanischer Musiker

### Boz
- Boz, legendärer Fürst der Anten
- Boz, deutscher Rapper
- Boz, Alina (* 1998), türkische Schauspielerin
- Boz, Mahmut (* 1991), türkischer Fußballspieler
- Boz, Müge (* 1984), türkische Schauspielerin und Model
- Boz, Müjdat (* 1992), türkischer Biathlet
- Boz, Murat (* 1980), türkischer MusikerMurat Boz (* 1980)

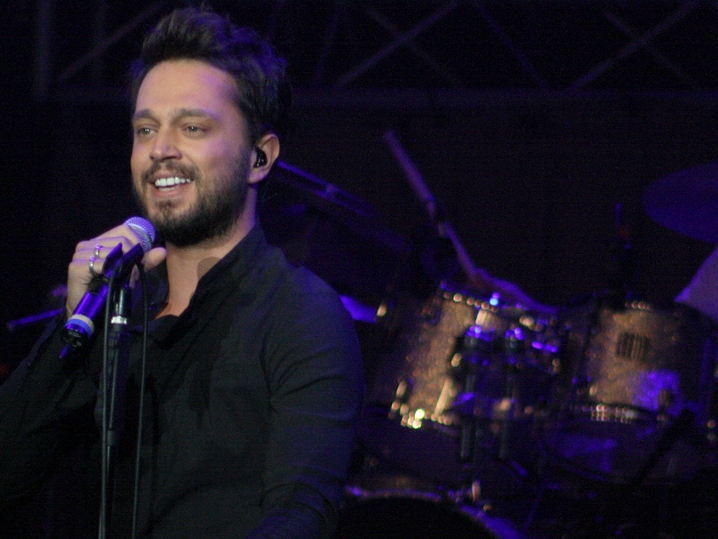
Murat Boz (* 1980)

- Boza Edwards, Cornelius (* 1956), ugandischer Boxer im Superfedergewicht und Rechtsausleger
- Boza Masvidal, Eduardo Tomás (1915–2003), kubanischer Geistlicher, Weihbischof in San Cristóbal de la Habana
- Boza, Carlota (* 2001), spanische Schauspielerin
- Boza, Francisco (* 1964), peruanischer Sportschütze
- Boza, Gabriel (* 2003), brasilianischer Leichtathlet
- Boza, Héctor (1888–1974), peruanischer Politiker und Diplomat
- Boza, Leonel, costa-ricanischer Fußballspieler
- Boza, Lino A. (* 1840), kubanischer Komponist, Kapellmeister und Klarinettist
- Boza, Máximo Arrates (1859–1936), panamaischer Komponist
- Božac, Romano (1942–2020), jugoslawischer bzw. kroatischer Mykologe
- Bozacı, Ata (* 1974), schweizerisch-türkischer Grafiker, Illustrator und Künstler
- Bozacı, Tolga (* 1998), türkischer Eishockeytorwart
- Bozak, Tyler (* 1986), kanadischer Eishockeyspieler
- Bozan, Amed (* 1989), schwedischer Schauspieler
- Bozán, Sofía (1904–1958), argentinische Tangosängerin und Schauspielerin
- Bozanga, Simon Narcisse (1942–2010), zentralafrikanischer Politiker, Premierminister
- Bozanić, Josip (* 1949), kroatischer Geistlicher, emeritierter römisch-katholischer Erzbischof von Zagreb und KardinalJosip Bozanić (* 1949)

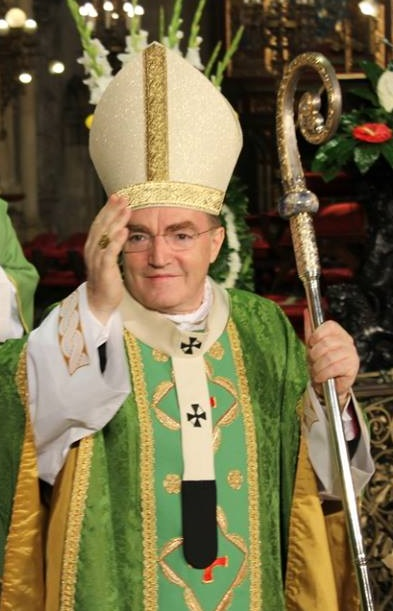
Josip Bozanić (* 1949)

- Bozanic, Oliver (* 1989), australischer Fußballspieler
- Bozano, Júlio (* 1936), brasilianischer Unternehmer
- Bozarslan, Mehmed Emîn (* 1934), türkisch-kurdischer Schriftsteller
- Bozatemur, Aslıhan (* 1982), österreichische Politikerin der Sozialdemokratischen Partei Österreichs (SPÖ)
- Bozatli, Sinasi (* 1962), türkisch-österreichischer Maler, Bildhauer und Grafiker
- Bozay, Attila (1939–1999), ungarischer Komponist
- Bozay, Kemal (* 1969), deutscher Politik-, Sozial- und Erziehungswissenschaftler
- Bozbay, Zeynep (* 1992), deutsche Schauspielerin
- Bozbey, Alara (* 1986), türkische Schauspielerin
- Bozbeyli, Ferruh (1927–2019), türkischer Politiker
- Bozdağ, Bekir (* 1965), türkischer Theologe, Jurist und PolitikerBekir Bozdağ (* 1965)

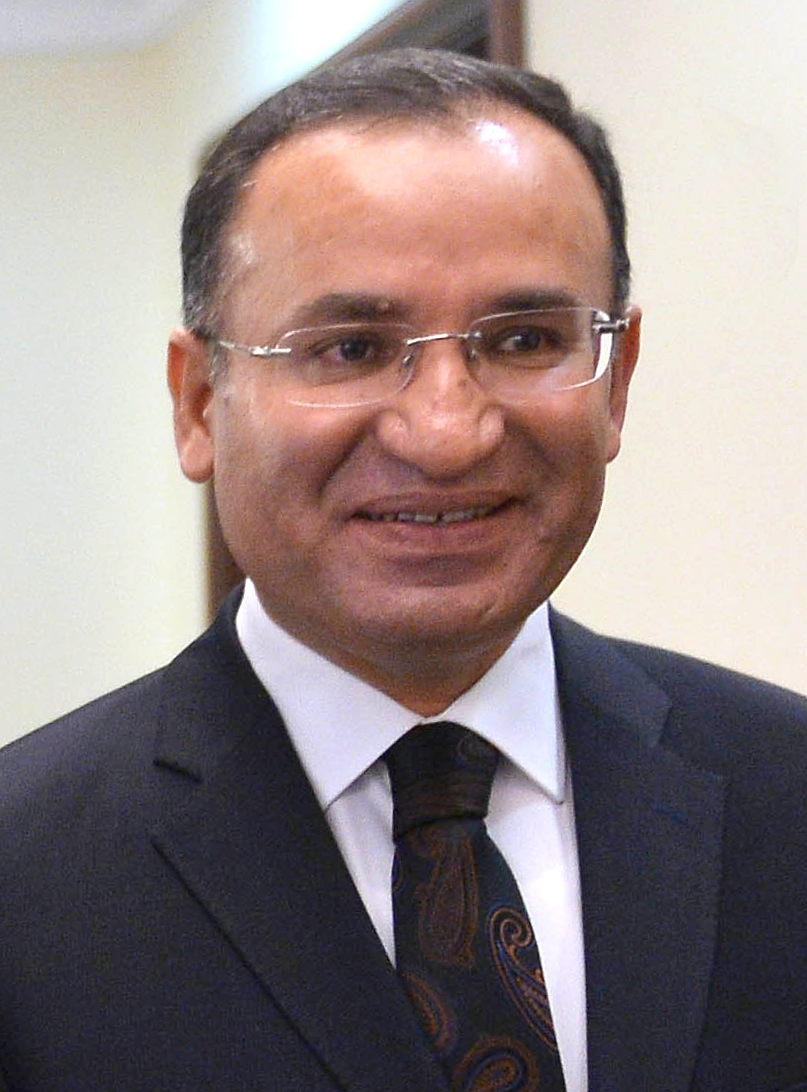
Bekir Bozdağ (* 1965)

- Bozdağ, Mehmet (* 1983), türkischer Regisseur, Produzent und Drehbuchautor
- Bozdağ, Ömer Faruk (* 2004), türkischer Mittelstreckenläufer
- Bozdağ, Peritan (* 1999), türkisch-aserbaidschanische Fußballnationalspielerin
- Bozdog, Nicolae (1921–2002), rumänischer Politiker (PCR)
- Bozdoğan, Can (* 2001), deutscher Fußballspieler
- Bozdoğan, Mehmet (* 1977), deutscher Schauspieler
- Boze, Calvin (1916–1970), US-amerikanischer Rhythm-and-Blues-Musiker (Sänger und Trompeter)
- Boze, Claude Gros de (1680–1753), französischer Altertumsforscher, Bibliophiler, Numismatiker, Mitglied der Académie des Inscriptions et Belles-Lettres und der Académie française
- Boze, Joseph (1745–1826), französischer Porträtmaler
- Bozec, Anne Le (* 1975), französische Pianistin und Musikpädagogin
- Božejovský, Otakar (* 1948), tschechischer Verleger
- Bożek, Arkadiusz (1899–1954), polnischer Minderheitenpolitiker in Schlesien
- Bozek, Edward (1950–2022), US-amerikanischer Fechter
- Božek, Josef (1782–1835), tschechischer Erfinder und Konstrukteur vor allem von dampfbetriebenen Fahrzeugen
- Bozek, Megan (* 1991), US-amerikanische Eishockeyspielerin
- Božek, Romuald (1814–1899), tschechischer Erfinder und Konstrukteur
- Bozek, Steve (* 1960), kanadischer Eishockeyspieler
- Bozeman, Adda (1908–1994), lettisch-amerikanische Politikwissenschaftlerin
- Bozeman, Bradley (* 1994), US-amerikanischer American-Football-Spieler
- Bozeman, Sylvia (* 1947), US-amerikanische Mathematikerin und Hochschullehrerin
- Božena von Böhmen, böhmische Bauerntochter und zweite Frau des böhmischen Herzogs Oldřich
- Bozenhard, Albert (1860–1939), deutscher Schauspieler und Operettensänger (Bariton)
- Bozenhard-Hücker, Karli (1865–1945), österreichisch-deutsche Theaterschauspielerin
- Boženík, Róbert (* 1999), slowakischer Fußballspieler
- Bozer, Ali (1925–2020), türkischer Rechtswissenschaftler und Politiker
- Bozesan, Albert (* 1997), deutsch-amerikanischer Filmproduzent
- Božeteh, Ban des mittelalterlichen Königreiches Kroatien (1000 bis 1030)
- Bozew, Galabin (* 1987), bulgarischer Naturbahnrodler
- Bozgo, Kliton (* 1971), albanischer Fußballspieler
- Bozi, Alfred (1857–1938), deutscher Rechtswissenschaftler
- Bozi, Carl (1809–1889), deutscher Unternehmer
- Bozian, Bernhard (* 1983), deutscher Schauspieler
- Božić Pavletić, Josip (* 1994), kroatischer Handballspieler
- Božić, Aleksandar (* 1985), deutscher Basketballtrainer
- Božič, Blaž (* 1990), slowenischer Fußballspieler
- Božič, Borut (* 1980), slowenischer Radrennfahrer
- Bozic, Dejan (* 1993), deutscher Fußballspieler
- Bozic, Dennis (* 1990), schwedischer Eishockeyspieler
- Božič, Dobran (* 1964), slowenischer Generalmajor
- Božić, Mario (1983–2023), bosnischer Fußballspieler
- Bozic, Marko (* 1998), österreichischer Fußballspieler
- Božić, Milana (* 2000), bosnische Volleyballspielerin
- Božić, Mirko (1919–1995), kroatischer Schriftsteller
- Božić, Stjepan (* 1974), kroatischer Boxer
- Božić, Vladimir (* 1983), kroatischer Handballspieler
- Bozic, Wolfgang (* 1947), österreichischer DirigentWolfgang Bozic (* 1947)

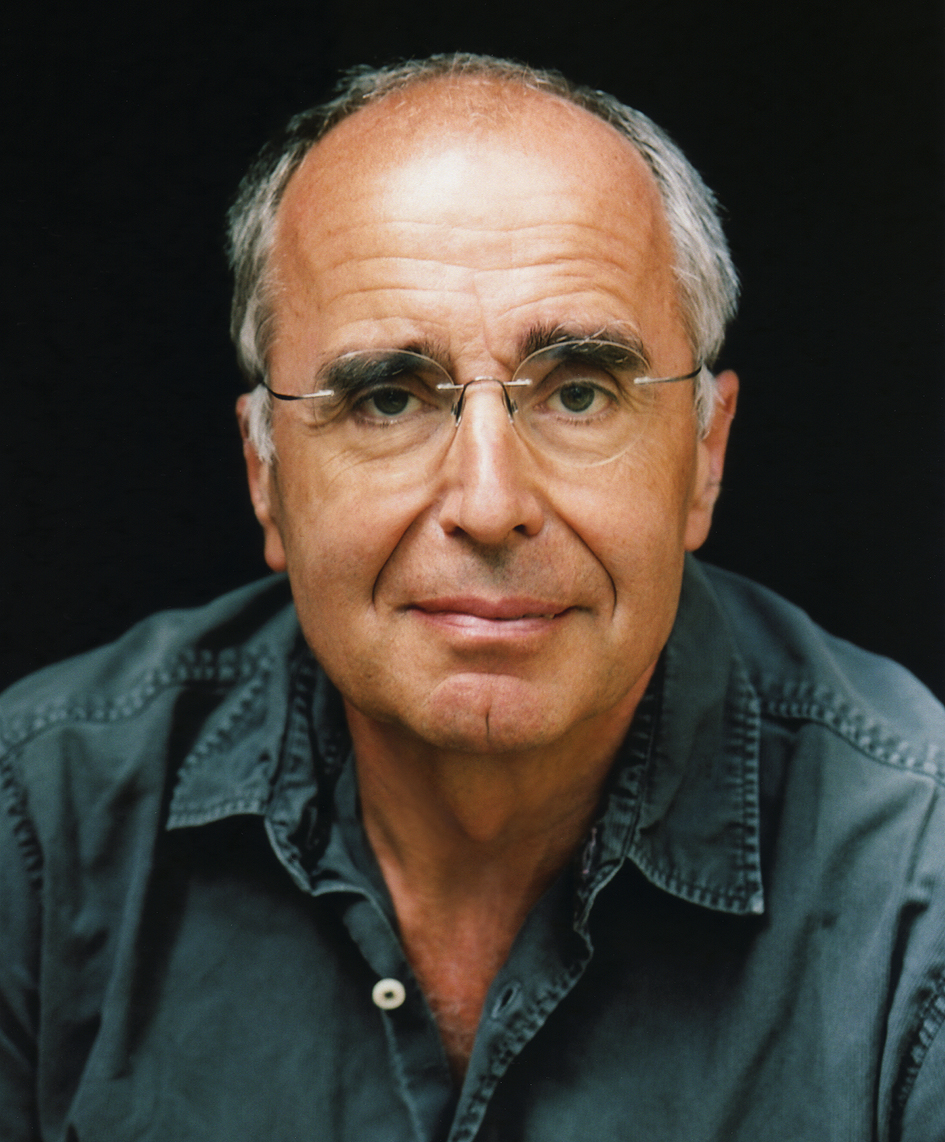
Wolfgang Bozic (* 1947)

- Bozicevic, Falko (* 1969), deutscher Journalist
- Bozicevic, Isabella (* 2001), australische Tennisspielerin
- Božičković, Bazilije (1719–1785), kroatischer Geistlicher, Bischof von Križevci
- Božilović, Ivana (* 1977), serbisch-amerikanische Schauspielerin und Model
- Božinov, Risto (* 1969), mazedonischer Fußballspieler
- Božinović, Davor (* 1961), kroatischer Diplomat und Politiker
- Božinovski, Bobi (* 1981), mazedonischer Fußballspieler
- Bozinovski, Kiril (* 1980), mazedonischer Politiker
- Bozis, Iwan Fedossejewitsch († 1714), russischer Admiral, einer der Gründer der Kaiserlich Russischen Marine
- Božislava, böhmische Adlige
- Bozizé, François (* 1946), zentralafrikanischer Politiker, Präsident der Zentralafrikanischen Republik
- Bozkaya, Neslihan (* 2002), türkisch-aserbaidschanische Fußballnationalspielerin
- Bozkır, Volkan (* 1950), türkischer Politiker
- Bozkurt, Aziz (* 1981), deutscher Politiker (SPD)
- Bozkurt, Burhan (1936–2013), türkischer Ringer
- Bozkurt, Demet (* 1996), türkische Fußballspielerin
- Bozkurt, Deniz (* 1993), puerto-ricanischer Fußballspieler
- Bozkurt, Emine (* 1967), niederländische Politikerin (PvdA), MdEP
- Bozkurt, Emrah (* 1980), türkischer Fußballspieler
- Bozkurt, Mahmut Esat (1892–1943), türkischer Jurist und Politiker
- Bozkurt, Mehmet Fuat (* 1947), türkischer Sprachwissenschaftler, Turkologe, Übersetzer und Autor
- Bozkurt, Osman (* 1984), türkischer Fußballspieler
- Bozkurt, Tuba (* 1983), deutsche Politikerin (Bündnis 90/Die Grünen), MdATuba Bozkurt (* 1983)

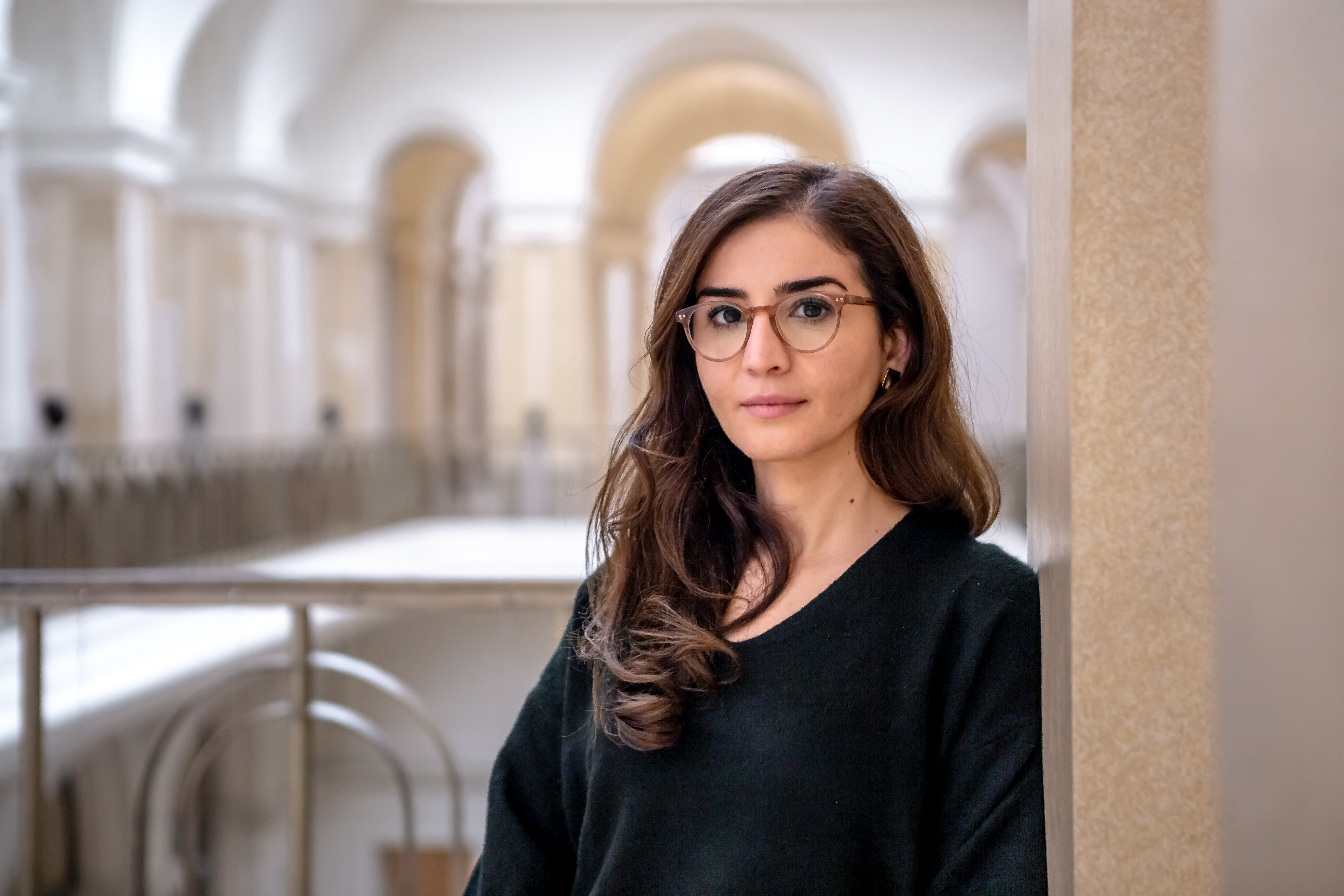
Tuba Bozkurt (* 1983)

- Bozman, Ronald M., US-amerikanischer Filmproduzent
- Boznańska, Olga (1865–1940), polnische MalerinOlga Boznańska (1865–1940)

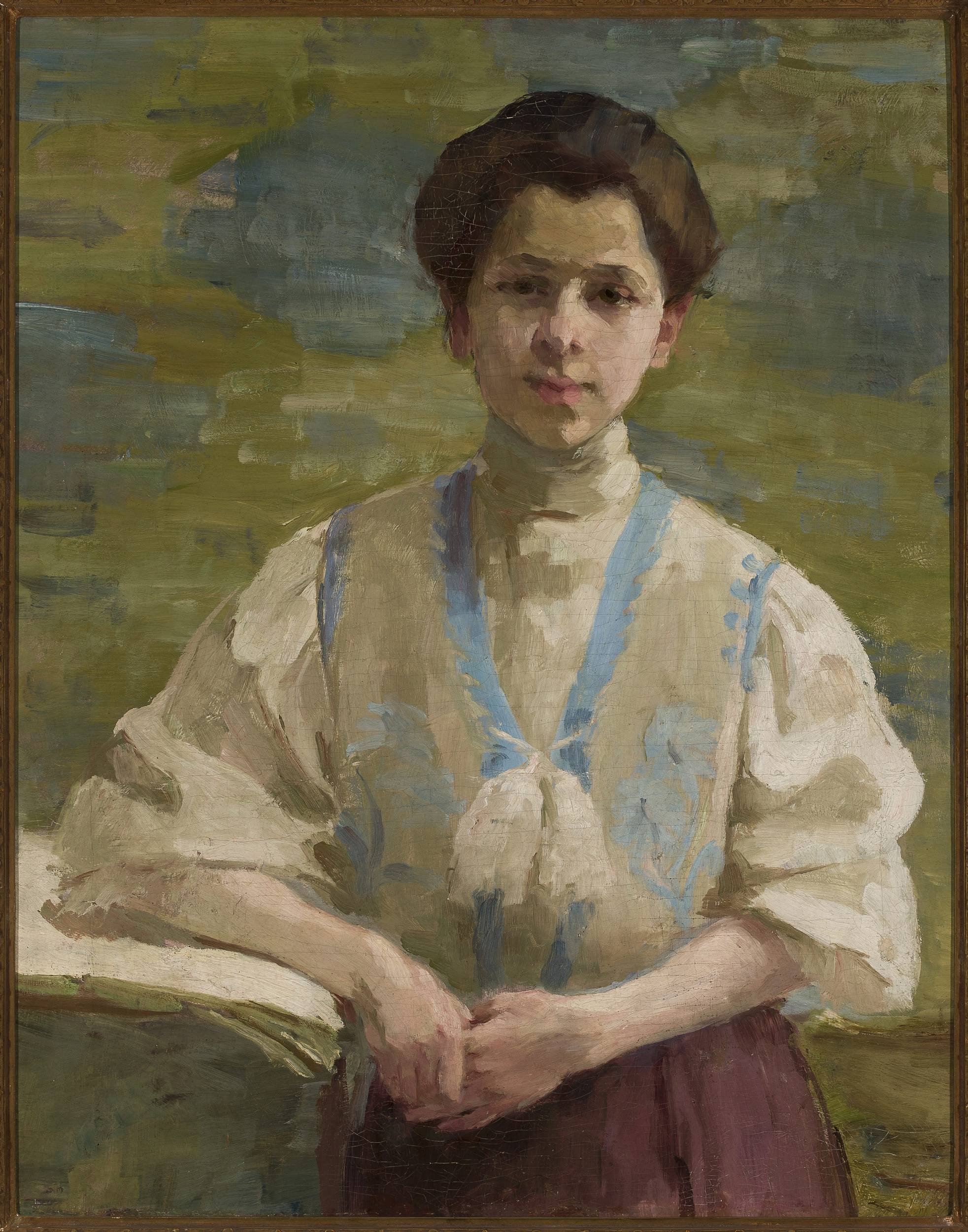
Olga Boznańska (1865–1940)

- Bozo, Pierre-Antoine (* 1966), französischer Geistlicher und römisch-katholischer Bischof von Limoges
- Bozoglu, Ayaz (* 1990), deutscher Tänzer, Tanzlehrer, Choreograf und Unternehmer
- Bozoğlu, Cemal (* 1961), deutscher Politiker (Bündnis 90/Die Grünen), MdL
- Bozok, Gabriele (* 1953), deutsche Politikerin (Bündnis 90/Die Grünen), MdL
- Bozok, Umut (* 1996), türkisch-französischer Fußballspieler
- Bozoki, Imre Lichtenberger, österreichischer Trompeter, Theatermusiker und Regisseur
- Bozoljac, Dušan (* 1985), serbischer Handballspieler
- Bozoljac, Ilija (* 1985), serbischer Tennisspieler
- Bozon, Céline (* 1975), französische Kamerafrau
- Bozon, Charles (1932–1964), französischer Skirennläufer
- Bozon, Françoise (* 1963), französische Skirennläuferin
- Bozon, Gilbert (1935–2007), französischer Schwimmer
- Bozon, Nicole, Franziskaner und Schriftsteller der anglonormannischen Sprache
- Bozon, Philippe (* 1966), französischer Eishockeyspieler und -trainer
- Bozon, Serge (* 1972), französischer Filmregisseur und Schauspieler
- Bozon, Tim (* 1994), französischer Eishockeyspieler
- Bozonnet, Ulysse (1922–2014), französischer Autor und Skisportler
- Bozono, Makoto (* 1980), japanische Fußballschiedsrichterassistentin
- Bozorgan, Catherine (* 1980), französische Filmproduzentin
- Bozorgnia, Hanieh (* 1990), iranisch-deutsche Regisseurin und Drehbuchautorin
- Bozovic, Alexandra (* 1999), australische Tennisspielerin
- Božović, Janko (* 1985), österreichischer Handballspieler
- Božović, Miodrag (* 1968), jugoslawischer bzw. montenegrinischer Fußballspieler und -trainer
- Božović, Mirjana (* 1987), serbisches Model
- Božović, Nevena (* 1994), serbische Sängerin und Komponistin
- Božović, Stanka (* 1962), österreichische Handballspielerin
- Božović, Vladimir (* 1981), montenegrinischer Fußballspieler
- Bozsi, Mihály (1911–1984), ungarischer Wasserballspieler
- Bozsik, Anett (* 1990), ungarischer Biathlet
- Bozsik, Anna (* 1965), ungarische Biathletin und Skilangläuferin
- Bozsik, József (1925–1978), ungarischer Fußballspieler und FußballtrainerJózsef Bozsik (1925–1978)

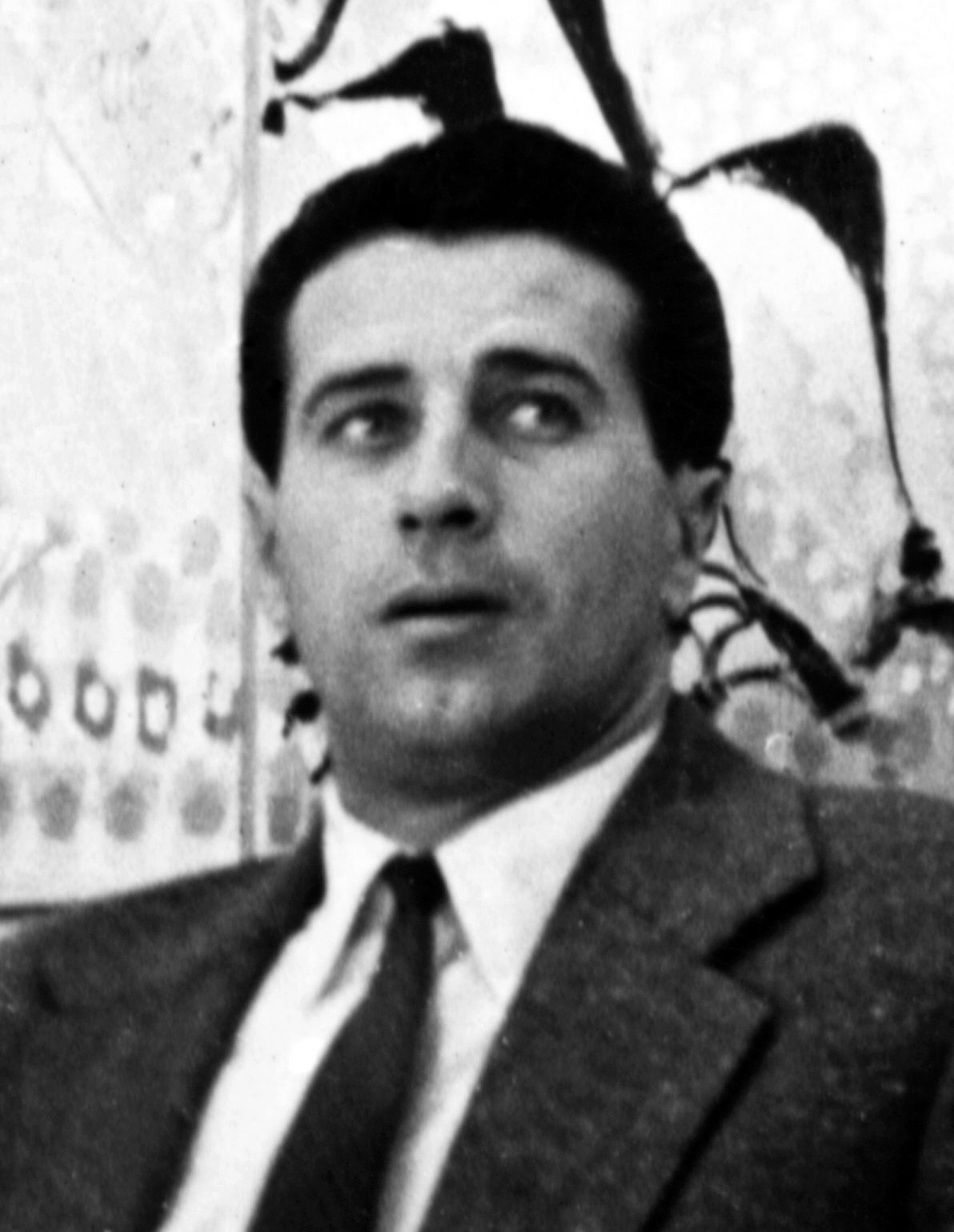
József Bozsik (1925–1978)

- Bozsik, Levente (* 1980), ungarischer Fußballspieler
- Bozsik, Péter (* 1961), ungarischer Fußballtrainer
- Bozsó, József (* 1960), ungarischer Badmintonspieler
- Boztepe, Mehmet (* 1988), deutsch-türkischer Fußballspieler
- Bozyiğit-Kirchmann, Mehpare, Journalistin und Autorin
- Bozyk, Max (1899–1970), polnisch-jüdischer Schauspieler
- Bozza, deutscher Rapper
- Bozza, Eugène (1905–1991), französischer Komponist
- Bozza, Tullio (1891–1922), italienischer Degenfechter
- Bozza-Splitt, Nadya (* 1971), deutsche Richterin
- Bozzacchi, Gianni (* 1943), italienischer Filmschaffender und Fotograf
- Bozzalla, Emilio (* 1927), argentinischer Fußballspieler
- Bozzani, Adamo (1891–1969), italienischer Turner
- Bozzani, Daniel (* 1957), argentinischer Komponist und Dirigent
- Bozzano, Giacomo (1933–2008), italienischer Boxer
- Bozzato, Alberto (1930–2022), italienischer Ruderer
- Bozzelli, Simone (* 1994), italienischer Filmregisseur
- Bozzetto, Bruno (* 1938), italienischer CartoonanimatorBruno Bozzetto (* 1938)

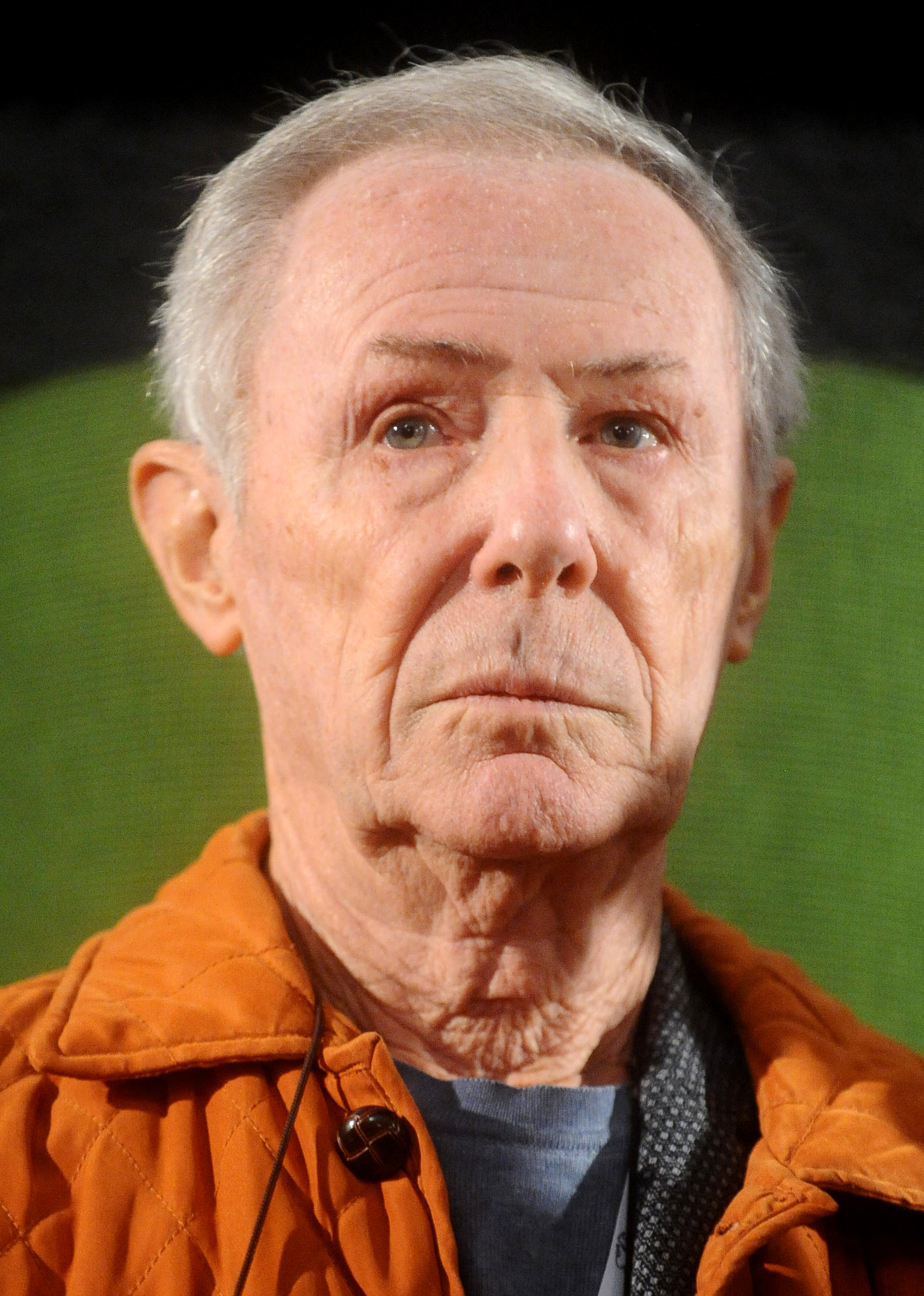
Bruno Bozzetto (* 1938)

- Bozzetto, Mathieu (* 1973), französischer Snowboarder
- Bozzi Granville, Augustus (1783–1872), britischer Arzt und Autor
- Bozzi, Giovanni (* 1963), belgischer Basketballtrainer
- Bozzi, Paolo (1930–2003), italienischer Psychologe
- Bozzini, Philipp (1773–1809), deutscher Arzt und Erfinder
- Bozzio, Terry (* 1950), US-amerikanischer Schlagzeuger
- Bozzolo, Loan (* 1999), französischer Snowboarder
- Bozzone, Terenzo (* 1985), neuseeländischer Triathlet
- Bozzuffi, Marcel (1928–1988), französischer Filmschauspieler
- Bozzuti, Annibale (1521–1565), italienischer Kardinal der Römischen Kirche
- Bozzuto, Richard C., US-amerikanischer Politiker (Republikanische Partei)